# Liste geflügelter Worte/E

## Ecce homo.

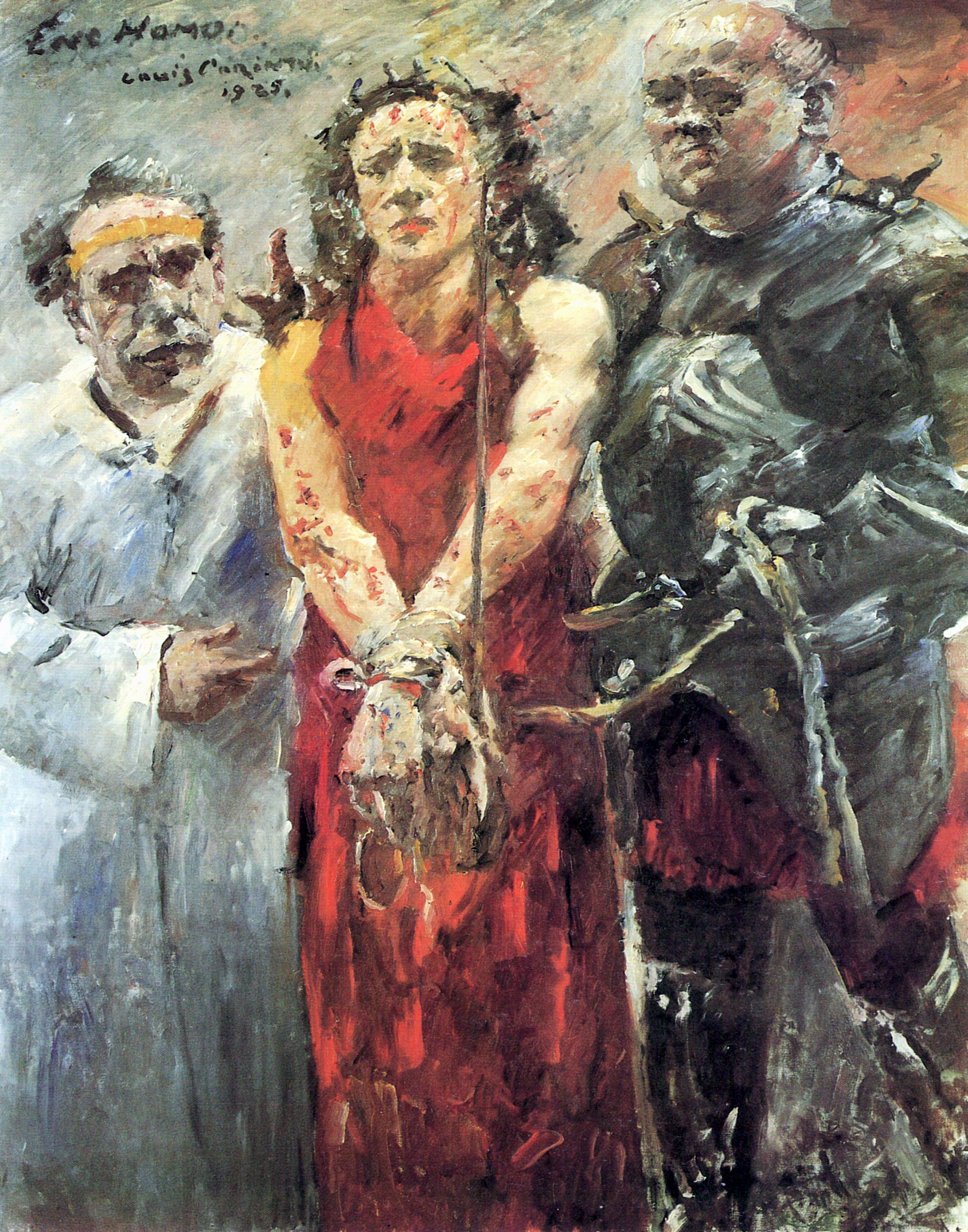
Lovis Corinth: Ecce homo

Die lateinische Wendung Ecce homo („Seht, welch ein Mensch!“) waren die Worte, mit denen nach der Schilderung des Johannesevangeliums (Joh 19,5 ) der römische Statthalter Pontius Pilatus der Bevölkerung von Jerusalem den mit einer Dornenkrone gekrönten Gefangenen Jesus von Nazaret übergab, weil er keinen Grund für dessen Verurteilung sah.
Das Motiv des leidenden Jesus, der den Betrachter anzuschauen scheint und damit eine Identifikation ermöglicht, kam im späten Mittelalter auf.
Der Philosoph Friedrich Nietzsche benutzte diese Worte als Titel für sein autobiografisches Vermächtnis Ecce homo. Wie man wird, was man ist, das er 1888 in Nizza schrieb. Der Untertitel „Wie man wird, was man ist“ geht auf einen Satz aus den Pythischen Oden des griechischen Dichters Pindar zurück:
„Werde, der du bist!“ (griechisch: „Γένοιο οἷος ἔσσι.“ – Genoio, hoios essi.)
Den Titel Ecce homo hatte Nietzsche auch schon einem kleinen Gedicht in der fröhlichen Wissenschaft gegeben:
„Ja, ich weiß, woher ich stamme!
Ungesättigt gleich der Flamme
Glühe und verzehr ich mich.
Licht wird alles, was ich fasse,
Kohle alles, was ich lasse:
Flamme bin ich sicherlich!“

## Ecclesia semper reformanda
Wesentliche Aussage des Zweiten Vatikanischen Konzils zur sich ständig wandelnden katholischen Kirche. Die Formel stammt ursprünglich aus der Reformationszeit, vermutlich von Jodocus van Lodenstein (1620–1677).

## Écrasez l’infâme!
siehe Hauptartikel: Écrasez l’infâme

## Edel sei der Mensch, hilfreich und gut!
Dieser bekannte Satz stammt aus Goethes Gedicht Das Göttliche, dessen erste Strophe so lautet:
„Edel sei der Mensch,
hilfreich und gut!
Denn das allein
unterscheidet ihn
von allen Wesen,
die wir kennen.“
Auf dem Bayerischen Schulserver wird dieses Zitat als Ausdruck des Humanismus kommentiert:
„Goethes berühmte Worte sind Ausdruck einer humanistischen Weltanschauung, die in der antiken Philosophie wurzelt. Seit der Aufklärung geht es im Humanismus bis heute vor allem um die Frage, wie das Glück und das Wohlergehen des Einzelnen und ein menschliches Zusammenleben in der Gesellschaft zu realisieren sei.“
Dieser Gedichtanfang ist so bekannt, dass man oft Bezug darauf nimmt, zum Beispiel in der Tatort-Folge Edel sei der Mensch und gesund.

## Edle Einfalt und stille Größe

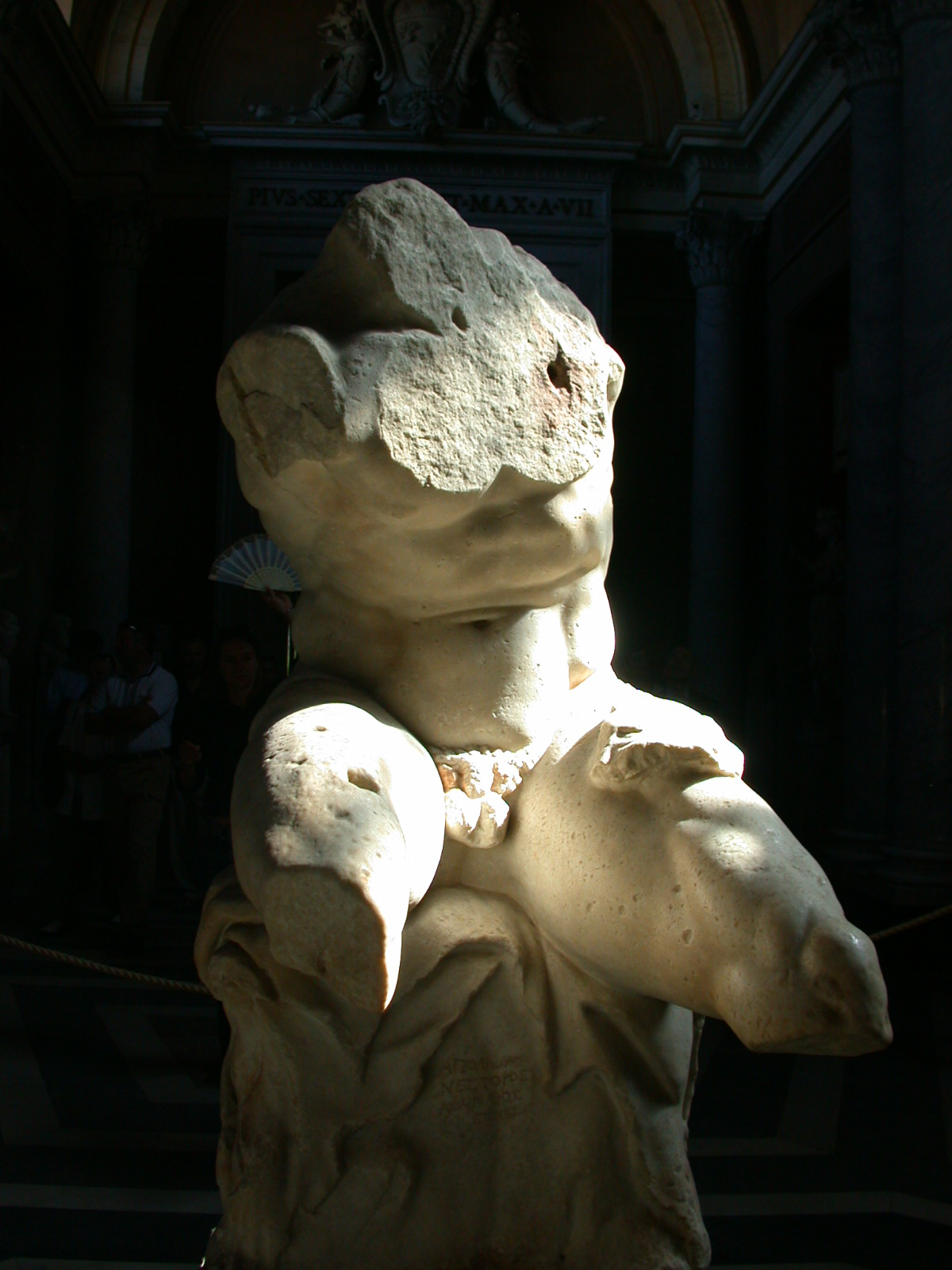
Apollonios’ Torso vom Belvedere, von Winckelmann beschrieben

„Edle Einfalt und stille Größe“ ist ein zentraler Begriff des deutschen Archäologen Johann Joachim Winckelmann, für den es die höchste Aufgabe der Kunst war, die Schönheit darzustellen. Die Formel „edle Einfalt, stille Größe“ stellte er dem Verspielten, Überladenen und Allegorischen des Barock und Rokoko entgegen. Winckelmanns Bild der römischen und griechischen Antike beeinflusste den deutschen Klassizismus, ganz besonders aber die Weimarer Klassik.
So schreibt Winckelmann in seinen Gedanken über die Nachahmung der griechischen Werke in der Malerei und Bildhauerkunst:
„Das allgemeine vorzügliche Kennzeichen der griechischen Meisterstücke ist endlich eine edle Einfalt, und eine stille Größe, sowohl in der Stellung als im Ausdrucke. So wie die Tiefe des Meers allezeit ruhig bleibt, die Oberfläche mag noch so wüten, ebenso zeiget der Ausdruck in den Figuren der Griechen bei allen Leidenschaften eine große und gesetzte Seele.“
Auch die Vorstellung, dass die antike Architektur und damit auch die Plastik zumeist weiß gewesen sei, geht letzten Endes auf Winckelmann zurück. Archäologisch lässt sich allerdings belegen, dass Architektur in der Regel bemalt war. Auch in der Plastik finden sich keineswegs nur unbemalte Werke, sondern auch belegbar bemalte. Mit seiner Idealvorstellung von der weißen Kunst der Antike beeinflusste Winckelmann nachhaltig auch die Diskussionen um die antike Polychromie.
Wie einflussreich Winckelmann war, belegt Goethe mit seiner in Tübingen erschienenen Schrift von 1805 Winckelmann und sein Jahrhundert.

## EG-Verordnung zur Einfuhr von Karamellbonbons
Eine satirische Erfindung des Unternehmers Alwin Münchmeyer.

## Egal, ob die Katze weiß oder schwarz ist, Hauptsache ist, sie fängt Mäuse.
Dieser Satz des chinesischen Politikers Deng Xiaoping wurde von Freunden und Feinden als Beweis seiner pragmatischen Einstellung genannt.
不管白猫、黑猫，逮住老鼠就是好猫.
Bùguǎn bái māo, hēi māo, dàizhù lǎoshǔ jiù shì hǎo māo.
„Weiße Katze, schwarze Katze – Hauptsache sie fängt Mäuse.“
Mit diesem Sprichwort aus seiner Heimatprovinz Sichuan soll er in einer Sekretariatssitzung der KPCh Ende der 1970er Jahre seine wirtschaftliche Reformstrategie umschrieben haben. Dies bedeutete einen Abschied von den Dogmen Mao Zedongs und war der Beginn einer der größten Wirtschaftsreformen in der Geschichte der Menschheit. Der Ausspruch zeigt den Gegensatz zu Mao, da für diesen die Katze auf jeden Fall hätte rot sein müssen.
Deng fragte sich, warum das chinesische Volk 30 Jahre nach der Machtergreifung der Kommunistischen Partei noch immer nicht die Früchte ernten konnte, und propagierte einen Sozialismus, der marktwirtschaftliche Elemente zuließ. Es wurde das so genannte Vertragssystem eingeführt, bei dem die Bauern eine vereinbarte Quote an den Staat abzugeben hatten, während alles andere auf freien Märkten verkauft werden konnte.

## Eher geht ein Kamel durch ein Nadelöhr.

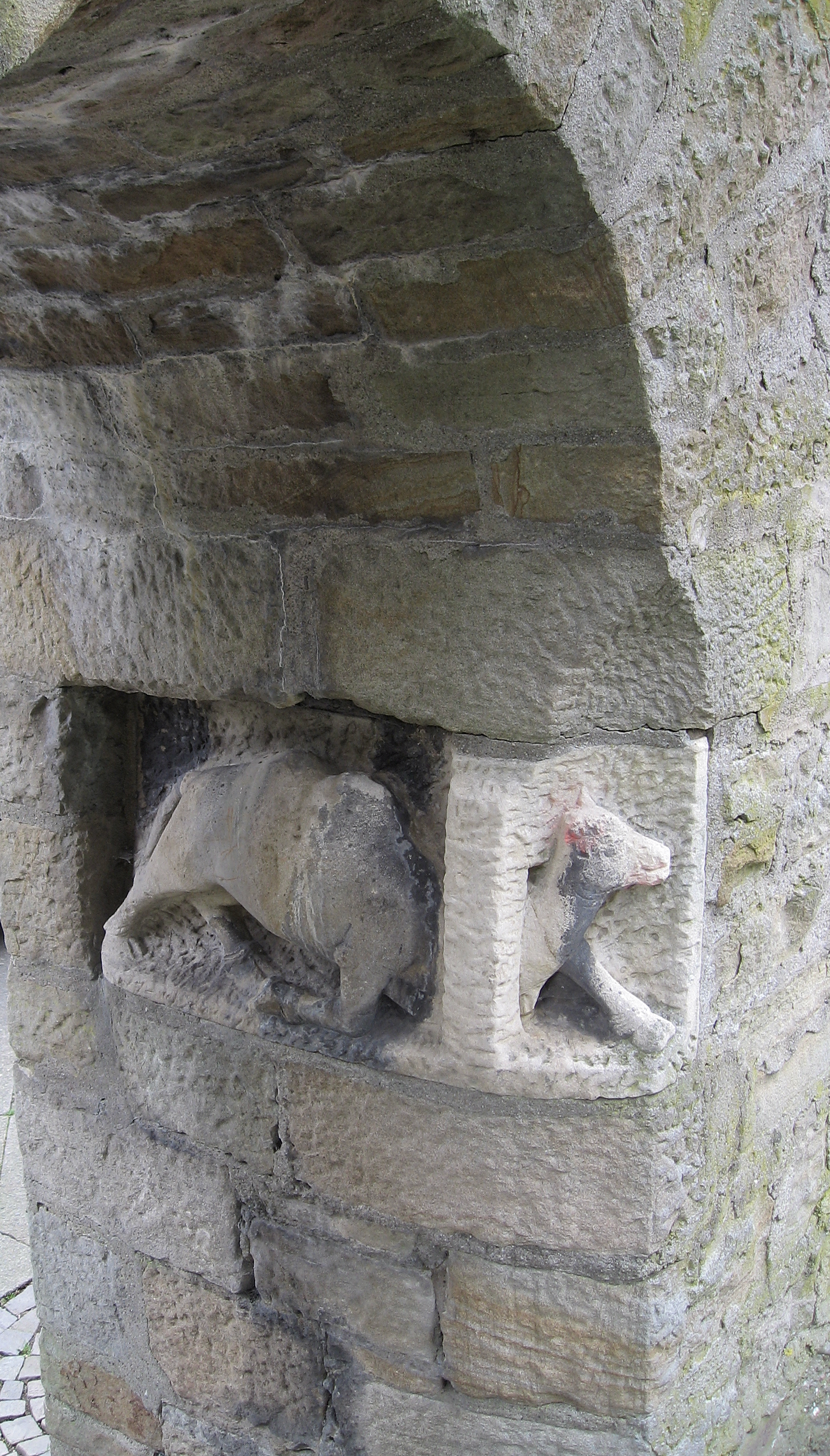
Gleichnisdarstellung in der Bonifatiuskirche Dortmund

Im Evangelium nach Matthäus (Mt 19,24 ) heißt es:
„Εὐκοπώτερόν ἐστι κάμηλον διὰ τρυπήματος ῥαφίδος διελθεῖν ἢ πλούσιον εἰσελθεῖν εἰς τὴν βασιλείαν τοῦ θεοῦ.“
„Es ist leichter, dass ein Kamel durch ein Nadelöhr gehe, als dass ein Reicher ins Reich Gottes komme.“
Womöglich geht der Vergleich auf einen Übertragungsfehler im Griechischen zurück, wo sich die Begriffe für Kamel und Strick lediglich in einem einzigen Buchstaben unterscheiden: καμιλος (Strick) und καμηλος (Kamel), die aufgrund des Itazismus gleichlautend wurden.
Mittlerweile sind viele Fälle der ursprünglichen Lesart als „Schiffstau“ oder „Seil“ bekannt geworden, darunter die Übersetzungen der armenischen und der georgischen Bibel sowie verschiedene Handschriften. Da die ursprüngliche Lesart „κάμιλον“ der Textkritik lange unbekannt war, wurden verschiedene Erklärungen bemüht, von denen sich die gängigste Interpretation auch heute noch hartnäckig hält, nach der eine enge Gasse in Jerusalem mit einem kleinen Tor an ihrem Ende gemeint gewesen sei, die im Volksmund angeblich den Namen „Nadelöhr“ trug.
Die neutestamentliche Textexegese bediente sich lange Zeit der talmudischen Tradition, um Jesu Worte theologisch zu interpretieren. So wurde das kámêlos als ein „typisches nahöstliches Bild“ gesehen, das Jesus in Anlehnung an den Elefanten benutzt haben soll, um in der Paradoxie der Kopplung eines großen Tieres mit einem kleinen Durchlass die Unmöglichkeit für Reiche, in den Himmel zu gelangen, aufzuzeigen.

## Ehernes Gesetz der Oligarchie
Das Eherne Gesetz der Oligarchie (italienisch: la ferrea legge dell’oligarchia) ist eine 1911 vorgelegte politische Theorie des deutsch-italienischen Soziologen Robert Michels zur innerparteilichen Demokratie. Sie unterstellt, dass Führungsgruppen in Organisationen zwangsläufig mehr und mehr an den eigenen Interessen interessiert seien als an den Zielen, Interessen und dem Willen der Gruppe selbst.
Drei Gründe führen zur Oligarchie:
1. Die menschliche Natur
2. Der politische Kampf
3. Die Organisation

Dieses Gesetz besagt, dass Oligarchisierungstendenzen stärker werden, je mehr sich eine Gruppe organisiert und dass es in jeder größeren Gruppe zu einer Zweiteilung in eine „anführende Minorität und eine geführte Majorität“ kommt. Michels traute dem ungebildeten Volk keine Souveränität zu und war der Ansicht, dass die „inkompetente Masse“ Führungspersönlichkeiten braucht, welche die Pflicht haben, sich im Staat und in den Parteien durchzusetzen.

## Ehre, wem Ehre gebührt!
Diese Redensart stammt aus dem Brief des Paulus an die Römer, dessen Gegenstand der Gehorsam gegenüber der Obrigkeit ist:
„6Deshalb zahlt ihr ja auch Steuer; denn sie sind Gottes Diener, auf diesen Dienst beständig bedacht. 7So gebt nun jedem, was ihr schuldig seid: Steuer, dem die Steuer gebührt; Zoll, dem der Zoll gebührt; Furcht, dem die Furcht gebührt; Ehre, dem die Ehre gebührt.“

## Ehrfurcht vor dem Leben

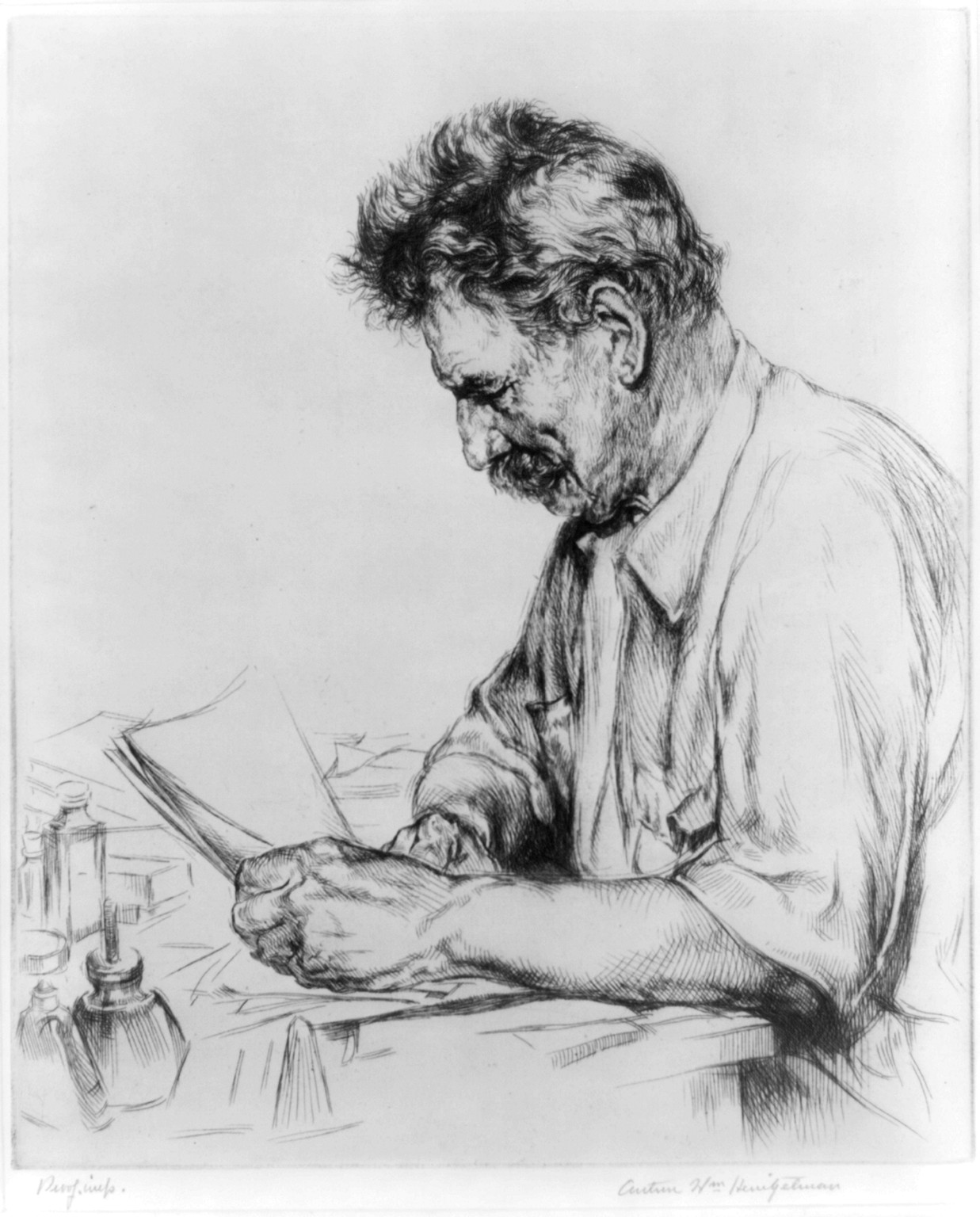
Albert Schweitzer

Der Ausdruck geht auf den Urwaldarzt Albert Schweitzer zurück, der den Hintergrund in seiner Autobiografie Aus meinem Leben und Denken beschreibt. Im September 1915 wurde er zu einer Patientin gerufen, die 200 Kilometer stromaufwärts wohnte. Einzige Fahrgelegenheit war ein kleiner Dampfer, auf dem er langsam stromaufwärts fuhr. Schweitzer saß geistesabwesend auf dem Deck und arbeitete an einem Buch:
„Am Abend des dritten Tages, als wir bei Sonnenuntergang gerade durch eine Herde Nilpferde hindurchfuhren, stand urplötzlich, von mir nicht geahnt und nicht gesucht, das Wort ‚Ehrfurcht vor dem Leben‘ vor mir.“
Das Zitat kann als Ausdruck einer umfassenden Achtung von Mensch und Natur angesehen werden. Schon im 2. Buch Mose gibt es das Gebot:
„Du sollst ein Böcklein nicht in der Milch seiner Mutter kochen.“
Dies kann als Ausdruck der Ehrfurcht vor dem Leben betrachtet werden. Wenn eine Ziege ein männliches Zicklein gebar, wurde dieses meist geschlachtet und gekocht, aber das geschlachtete Tier in der Milch seiner eigenen Mutter zu kochen, empfand man als zynisch, da diese Milch ja zu seiner Nahrung bestimmt gewesen war.

## Ehrlicher Makler

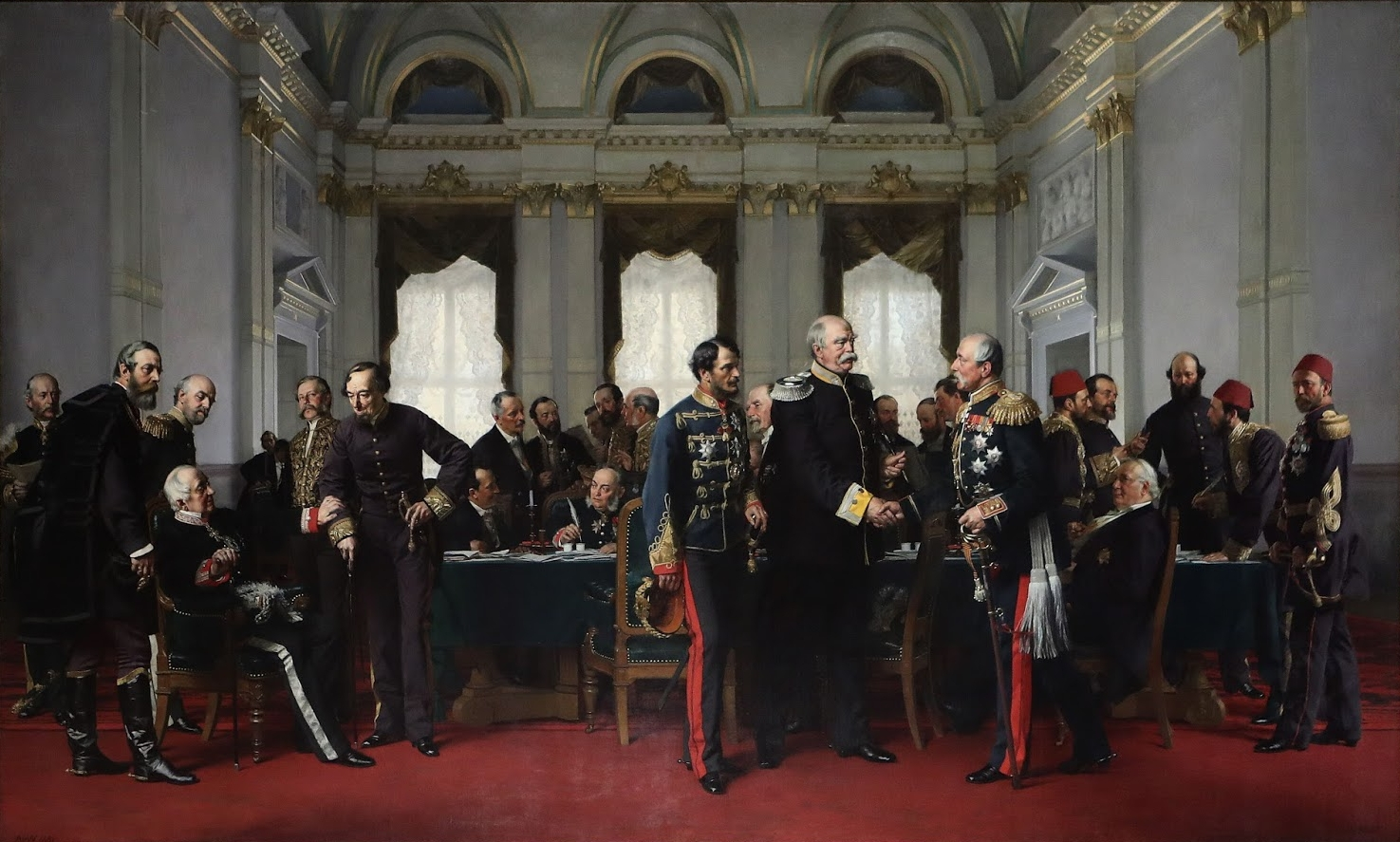
Otto von Bismarck auf dem Berliner Kongress

Dieser Ausdruck mit der Bedeutung „uneigennütziger Vermittler“ geht vermutlich auf einen Ausspruch des Reichskanzlers Otto von Bismarck zurück, der sich 1878 auf dem Berliner Kongress selbst so bezeichnete. Auf Einladung Bismarcks kamen die europäischen Diplomaten am 13. Juni 1878 in Berlin zusammen und tagten einen Monat lang. Auf diesem Kongress vermittelte Bismarck zwischen Russland einerseits sowie England und Österreich-Ungarn andererseits, um die Balkankrise zu schlichten. Er sagte über diese Friedensmission:
„Ich will nichts mehr als der ehrliche Makler zwischen uneinigen Klienten sein, der das Geschäft zustande bringt.“
Als Ergebnis des Berliner Kongresses verschlechterte sich jedoch das deutsch-russische Verhältnis, denn der russische Außenminister Gortschakow lastete das für Russland ungünstige Verhandlungsergebnis nicht zuletzt dem Wirken Bismarcks an.
Rainer F. Schmidt schreibt in der Frankfurter Allgemeinen Zeitung über Bismarcks Vermittlerrolle:
„Die Formel vom „ehrlichen Makler, der das Geschäft wirklich zustande bringen will“, ist nicht nur in den Zitatenschatz der Historiker eingegangen, sondern auch in die Schulbücher. Bis heute gilt die Ära Bismarck zwischen 1871 und 1890 als eine Zeit des Friedens, des Ausgleichs und der Saturiertheit.“
Der Leibbankier Bismarcks Gerson von Bleichröder soll einst folgendes gesagt haben: „Einen ehrlichen Makler, das gibt es nicht“ – zumindest nicht in den Augen derjenigen, für die er gehandelt hat.

## Ei des Kolumbus

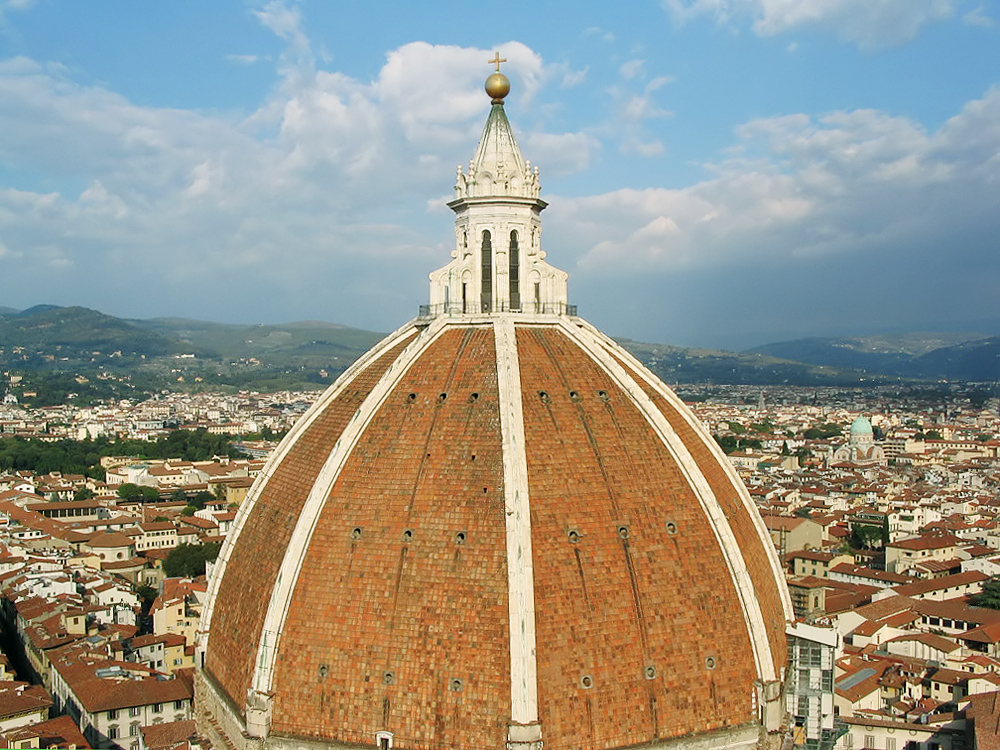
Kuppel der Santa Maria del Fiore

Die Erzählung vom Ei des Kolumbus geht auf Girolamo Benzoni zurück, der sie vom Hörensagen kannte. Danach soll Kolumbus nach seiner ersten Reise auf einem ihm zu Ehren gegebenen Gastmahl, als die Behauptung aufgestellt wurde, seine Entdeckung sei gar nicht so schwierig gewesen, ein Ei genommen und gefragt haben, wer es zum Stehen bringen könne. Als es keinem gelang, nahm Kolumbus das Ei, drückte die Spitze ein, und es stand.
Einen ähnlichen Vorgang berichtet Vasari vom Baumeister Filippo Brunelleschi vom Bau der Kuppel des Doms Santa Maria del Fiore. Er wollte den anderen Baumeistern, die seinen Plan für undurchführbar hielten, sein Modell nicht zeigen, machte ihnen aber den Vorschlag, der solle die Kuppel bauen, dem es gelänge, ein Ei aufrecht auf eine Marmorplatte zu stellen. Als die anderen Baumeister sagten, das hätten sie auch gekonnt, antwortete er ihnen, so hätten sie auch die Kuppel bauen können, wenn sie sein Modell gesehen hätten. Auf Brunelleschis Werk passt das Beispiel vom Ei gut, weil die Kuppel die Form eines an der Spitze eingedrückten Eies hat. Die Anekdote ist aber orientalischen Ursprungs.

## Eier, wir brauchen Eier!
Mit diesen derben Worten reagierte der Fußball-Torwart Oliver Kahn bei einem Premiere-Interview auf die Frage, was Bayern München am 1. November 2003 beim 0:2 gegen Schalke 04  gefehlt habe:
„Der verdutzte Premiere-Reporter musste schon zweimal nachfragen, so unglaublich erschien ihm Kahns Antwort. 'Entschuldigung, was hat ihrer Mannschaft heute Abend gefehlt?' – 'Eier! Das wissen Sie doch,' wiederholt Kahn stoisch, als wolle er seinem Schwiegersohn die korrekte Zubereitung eines familieninternen Geheimrezeptes erklären. Eier! … Mit dem, was Olli blumig als 'Eier' tarnte, waren nämlich weder die Hühnerfrucht noch – Gott bewahre – das männliche Körperteil gemeint. Viel mehr mokierte sich der Titan über den in seinen Augen zu geringen Testosteronspiegel seiner Teamkameraden, die gerade ohne jede männliche Aggressivität, aber dafür mit ihren – pardon – 'Eiern' gegen Schalke 04 verloren hatten. “

## Eifersucht ist eine Leidenschaft, die mit Eifer sucht, was Leiden schafft.

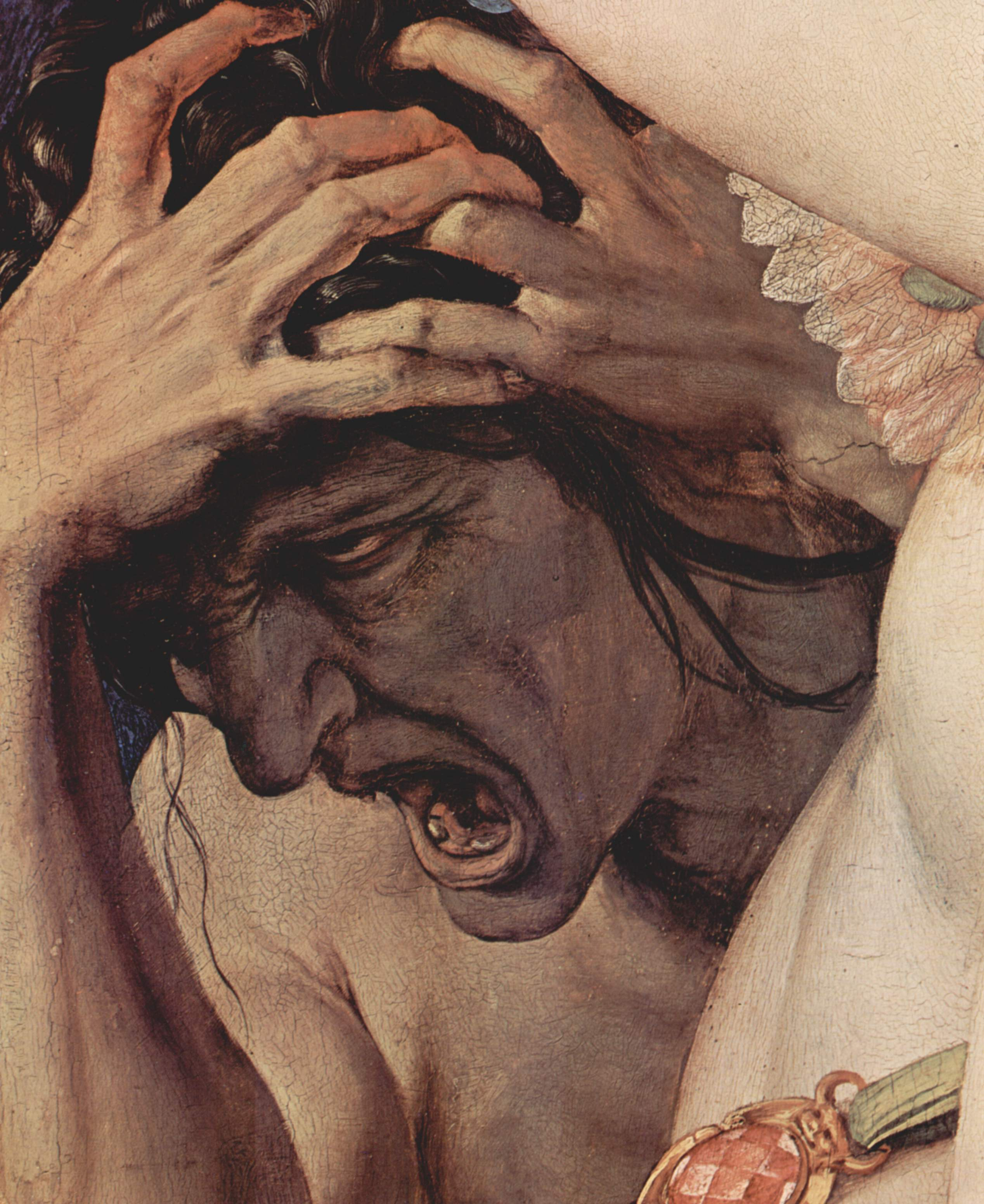
Angelo Bronzino: Allegorie des Triumphes der Venus (Detail)

In einem Zwischenspiel des spanischen Dichters Miguel de Cervantes mit dem Titel Der wachsame Posten (spanisch: La guarda cuydosa) ruft ein Soldat:
„O zelos, zelos!
Quan mejor
os llamaran duelos, duelos!“
In der deutschen Übersetzung von 1870/71 durch den schwäbischen Dichter Hermann Kurz (1813–1873) wird daraus:
„O Eifersucht, Eifersucht,
du Leidenschaft,
Die mit Eifer sucht,
Was Leiden schafft.“
Der Ursprung dieser epigrammatischen Wendung wird üblicherweise dem auch in der Übersetzung von Lukian erfahrenen protestantischen Theologen Friedrich Schleiermacher (1768–1834) zugeschrieben, gemeinhin in der Form:
„Eifersucht ist eine Leidenschaft, die mit Eifer sucht, was Leiden schafft.“
Belegt ist diese Formulierung – allerdings ohne Hinweis auf Schleiermacher – bei Franz Grillparzer (1791–1872) in seinen Epigrammen (1830).

## Eigen Fleisch und Blut

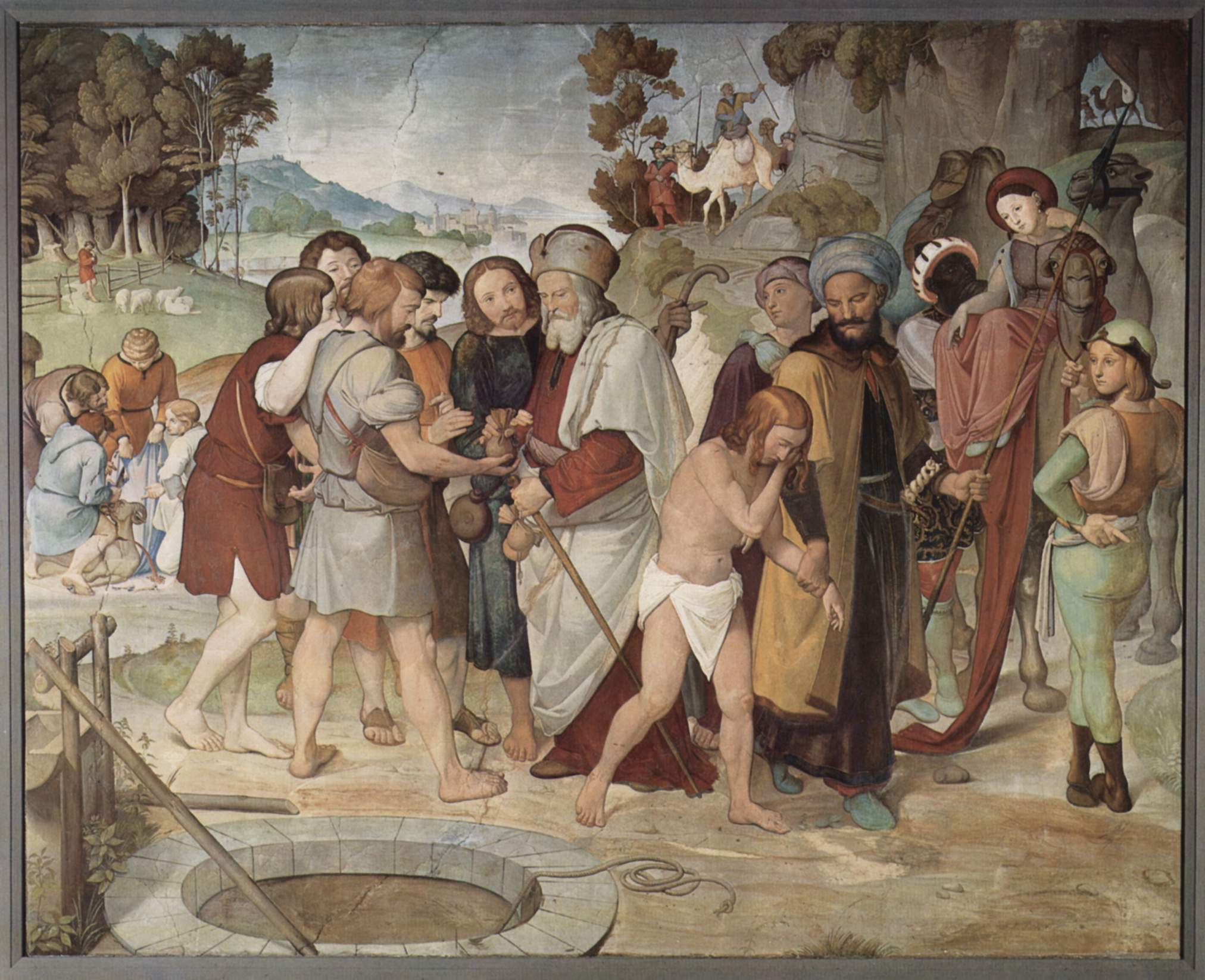
Friedrich Overbeck: Verkauf Josephs an die ägyptischen Händler

Dieser Ausdruck findet sich bereits im 1. Buch Mose. Als der Träumer Joseph von seinen Brüdern in eine Grube geworfen wird, schlägt der viertälteste Bruder Juda den anderen vor:
„23Als nun Joseph zu seinen Brüdern kam, zogen sie ihm seinen Rock, den bunten Rock, aus, den er anhatte, 24und nahmen ihn und warfen ihn in die Grube; aber die Grube war leer und kein Wasser darin. 25Und setzten sich nieder, zu essen. Indes hoben sie ihre Augen auf und sahen einen Haufen Ismaeliter kommen von Gilead mit ihren Kamelen; die trugen Würze, Balsam und Myrrhe und zogen hinab nach Ägypten. 26Da sprach Juda zu seinen Brüdern: Was hilft’s uns, daß wir unseren Bruder erwürgen und sein Blut verbergen? 27Kommt, laßt uns ihn den Ismaeliten verkaufen, daß sich unsre Hände nicht an ihm vergreifen; denn er ist unser Bruder, unser Fleisch und Blut. Und sie gehorchten ihm. “
Die Journalistin Andrea Roedig schreibt unter der Überschrift „Mein eigen Fleisch und Blut“ über das „Auslaufmodell Familie“:
„Das Pathos der Formulierung ‚mein eigen Fleisch und Blut‘, drückt die archaische Tiefe dieser Seelenverwandtschaft aus, wir werden keine Leidenschaft finden, die nicht hier ihre Wurzeln hätte.“

## Eigentum ist Diebstahl.

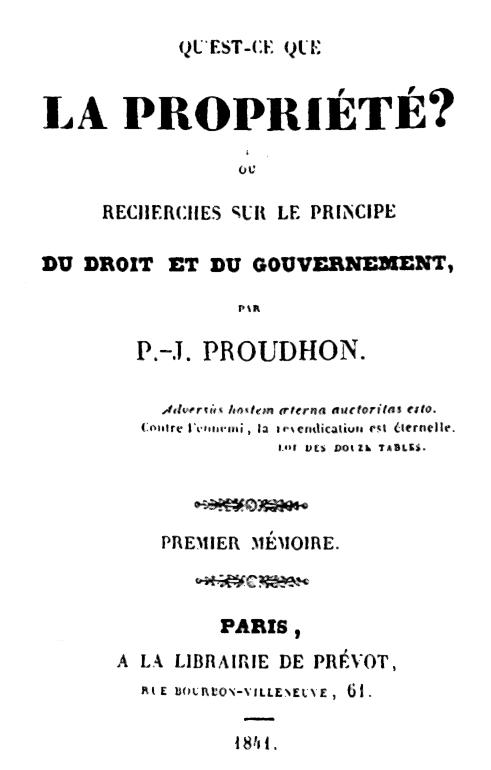
Qu’est ce que la propriété?

Der französische Ökonom und Soziologe Pierre-Joseph Proudhon schreibt 1840 in seiner Schrift Was heißt Eigentum? Oder: Untersuchungen über die Grundlagen von Recht und Staatsmacht (Originaltitel: Qu’est ce que la propriété? Ou recherches sur le principe du droit et du gouvernement) auf Französisch:
„La propriété, c’est le vol.“
„Eigentum ist Diebstahl.“
In dem Werk argumentiert er dafür, dass die inhärente Unbedingtheit des Eigentumsbegriffs in fundamentalem Widerspruch zu den Grundrechten von Freiheit und Gleichheit stehe. Proudhon schreibt in seiner Warnung an die Besitzenden 1868 das Wort fälschlich dem Schriftsteller Denis Diderot zu, aber bereits Jacques Pierre Brissot äußert den Gedanken, dass der Besitz aus dem Bedürfnis entstanden, also nur so weit gerechtfertigt sei, als das Bedürfnis dazu auch vorhanden ist; und
„wenn 40 Taler ausreichen, um unseren Lebensunterhalt zu sichern, dann ist der Besitz von 200.000 Talern ein offenbarer Diebstahl, eine Ungerechtigkeit“.
Aber viel früher noch findet sich in den „Constitutiones monasticae“ (Basilius der Große, um 370) in Bezug auf das Privateigentum der Mönche das Wort:
„denn eigener Besitz ist Diebstahl.“

## Eigentum verpflichtet.
In Art. 14 Abs. 2 Satz 1 des deutschen Grundgesetzes findet sich diese Feststellung, die durch den nachfolgenden Satz 2 präzisiert wird:
„Sein Gebrauch soll zugleich dem Wohle der Allgemeinheit dienen.“
In der Süddeutschen Zeitung wird 2004 unter der Überschrift „Eigentum verpflichtet. Aber wozu verpflichtet es?“ über die Verleihung des Herbert-Riehl-Heyse-Preises an Stefan Geiger von der Stuttgarter Zeitung berichtet, der über die Vorgänge bei der Übernahme von Mannesmann durch Vodafone berichtete. Die Übernahme hielt über Monate die Medien und die Finanzwelt in Atem und führte später zu einem Gerichtsprozess gegen ehemalige Beteiligte dieser Übernahme. Vodafone hatte den Wert von Mannesmann nach der Übernahme um 50 Milliarden Euro nach unten korrigiert und auf diesen Betrag Teilwertabschreibungen beantragt. Damit konnte der Mobilfunkriese seine Steuerlast um bis zu 20 Milliarden Euro senken.

## Eile mit Weile!
Der Ausspruch „Eile mit Weile!“ (im altgriechischen Original: Σπεῦδε βραδέως. – „Eile langsam! Ein vorsichtiger ist besser als ein waghalsiger Heerführer.“) war, gemäß Suetons Biografie „Divus Augustus“ 25, 4, ein Lieblingsausspruch des römischen Kaisers Augustus.
Bekannt ist die lateinische Übersetzung „Festina lente!“
Der Satz findet sich auch in William Shakespeares Theaterstück Romeo und Julia.
Romeo: O, let us hence! I stand on sudden haste. („O laß uns fort von hier! Ich bin in großer Eil.“)

Lorenzo: Wisely, and slow. They stumble that run fast. („Wer hastig läuft, der fällt; drum eile nur mit Weil.“)
Im Italienischen lautet der sinngemäße Spruch: „Chi va piano, va sano e va lontano.“ Wörtliche Übersetzung: „Wer sanft geht, geht gesund und weit.“

## Ein Auge auf jemanden werfen

Anthonis van Dyck: Susanna im Bade

Diese Redewendung findet sich bereits in der apokryphen Geschichte von Susanna im Bade. Die Geschichte wird im griechischen Anhang zum ansonsten hebräisch-aramäischen Buch Daniel erzählt (Dan 13,7-9 ):
„Und da sie die Ältesten sahen täglich darin (= im Garten) umhergehen, wurden sie gegen sie entzündet mit böser Lust und wurden darüber zu Narren und warfen die Augen so ganz auf sie, dass sie nicht konnten gen Himmel sehen und gedachten weder an Gottes Wort noch Strafe.“
Nach Daniel lebte in Babylon ein reicher Mann namens Jojakim, der mit einer schönen und frommen Frau namens Susanna verheiratet war. In seinem Haus verkehrten auch zwei hoch angesehene alte Richter, die sich dabei in Susanna verliebten.
Die Geschichte ist nicht nur in der bildenden Kunst, sondern auch in der Rechtswissenschaft bekannt, während die Redewendung allgemein gebräuchlich ist im Sinne von auf etwas oder jemanden besonders gut aufpassen und so oft genug benutzt wird:
- „Autos: VW wirft ein Auge auf A.T.U.“
- „Wer wirft ein Auge aufs Auge?“ (alles zum Thema Augen und Sehen)
- „1. FC Nürnberg: ‚Club‘ hat ein Auge auf Jan Koller geworfen“

## Ein Augenblick, gelebt im Paradiese, wird nicht zu teuer mit dem Tod gebüßt.

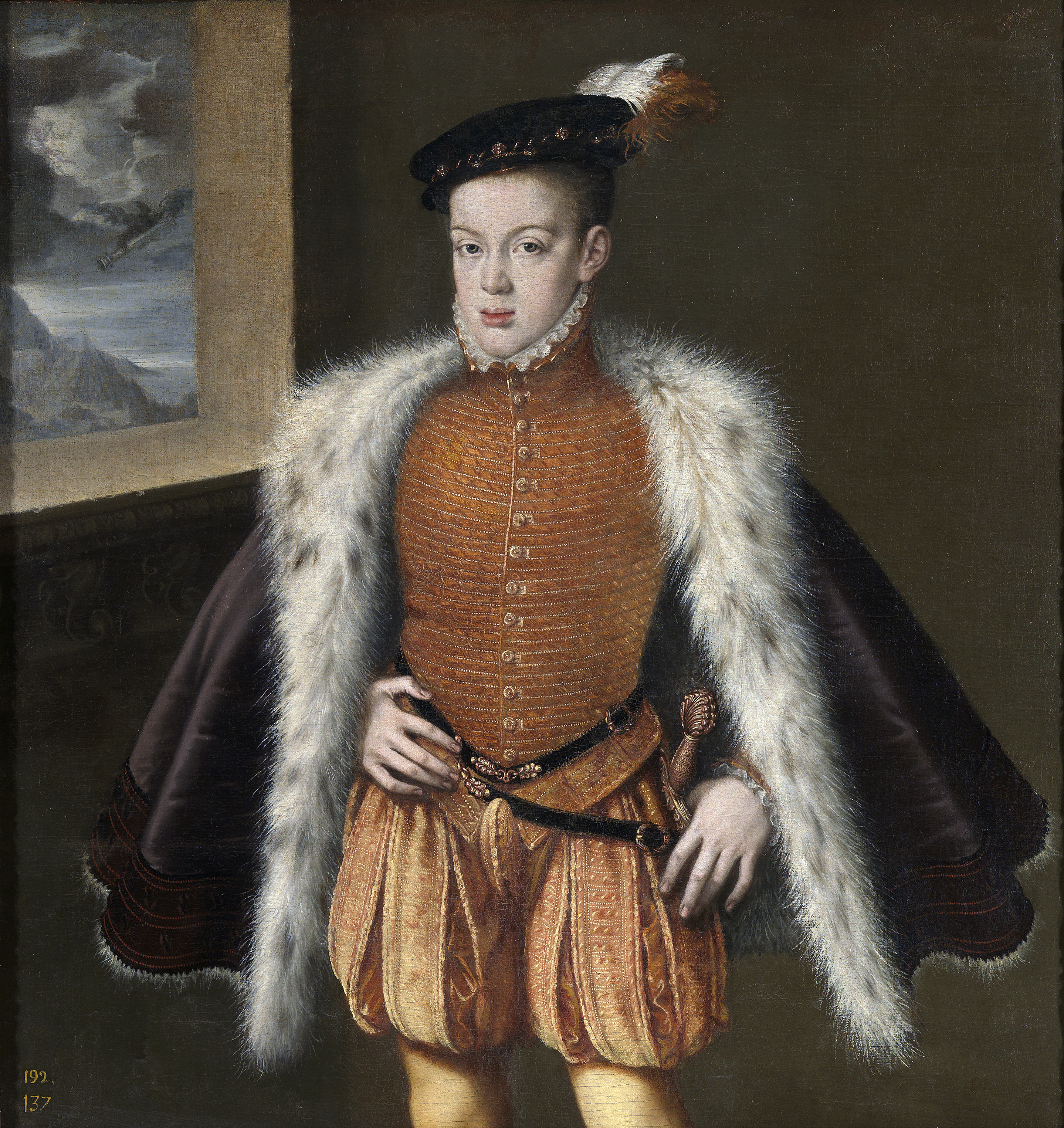
Don Carlos

Das Zitat stammt aus Friedrich Schillers Drama Don Karlos, wo Karlos sich seiner ursprünglichen Verlobten, jetzt der Frau seines Vaters, verbotenerweise nähert und damit sein Leben aufs Spiel setzt.
„Königin.
Rasender!
Zu welcher Kühnheit treibt sie meine Gnade!
Wie? Wissen sie in welches Heiligthum
sie diesen frevelhaften Einbruch wagen?
Unglücklicher, daß es die Königin,
daß es die Mutter ist, an die sich diese
verwegne Sprache richtet? Wissen sie,
daß ich den Schänder des Gerichts zu übergeben
gezwungen bin?
Karlos.
Und daß ich sterben muß.
Man reiße mich von hier aufs Blutgerüste,
man richte mich wie einen Hochverräther,
ein Augenblick gelebt im Paradiese
wird nicht zu theuer mit dem Tod gebüßt.“
Erich Kästner schreibt in seiner ironischen Ballade Der Handstand auf der Loreley (1932):
Ein Augenblick mit zwei gehobnen Beinen
ist nicht zu teuer mit dem Tod bezahlt!

## Ein Bild für die Götter
Eine ähnliche Wendung findet sich schon in Goethes Singspiel Erwin und Elmire, wo es heißt:
„Ein Schauspiel für Götter
Zwei Liebende zu sehn!
Das schönste Frühlingswetter
Ist nicht so warm, so schön.“
Bei Goethe wird also das Schauspiel für Götter nicht als etwas Lächerliches angesehen, während damit heute etwas bezeichnet wird, das grotesk schön anzuschauen ist. So heißt es zum Beispiel über die Schuhmode gewisser Frauen:
„Staunend stand ich also in der Zollernstraße und beobachtete das Plop, plop, plop – Schlurf, schlurf, schlurf – Klack, klack, klack. Bis die drei ihren Bus und ich die Sprache wieder erlangt hatte. ‚Ein Bild für die Götter‘, entfuhr es mir.“

## Ein Bild sagt mehr als tausend Worte.
Ein Bild sagt mehr als tausend Worte ist ein angebliches chinesisches Sprichwort, das jedoch in den Vereinigten Staaten entstand.
Am 8. Dezember 1921 veröffentlichte Fred R. Barnard in der Zeitschrift „Printers’ Ink“ eine Anzeige mit dem Slogan:
„One Look is Worth A Thousand Words.“
„Ein Blick ist tausend Worte wert.“
Am 10. März 1927 erschien eine zweite Anzeige mit der Phrase
„One Picture is Worth Ten Thousand Words.“
„Ein Bild ist zehntausend Worte wert.“
Dort wird behauptet, es handele sich um ein chinesisches Sprichwort:
畫意能達萬言
Das Buch The Home Book of Proverbs, Maxims, and Familiar Phrases zitiert den Autor Barnard, der sagte, er habe den Slogan „als chinesisches Sprichwort betitelt, damit die Leute es ernst nehmen.“ Bald darauf wurde es auch schon dem chinesischen Philosophen Konfuzius zugeschrieben.

## Ein braves Pferd stirbt in den Sielen.

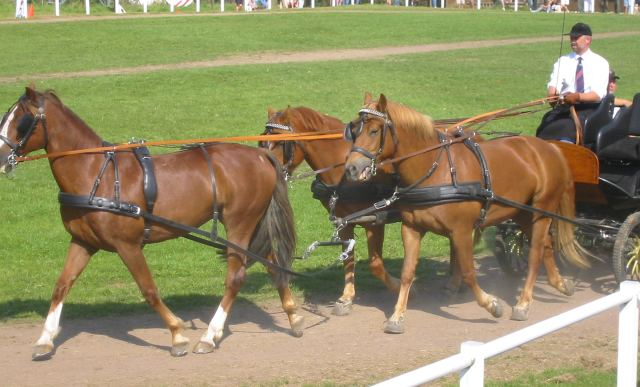
Pferde mit Sielen-Geschirr

Der deutsche Reichskanzler Otto von Bismarck wies mit diesen Worten 1881 in einer Rede vor dem Preußischen Abgeordnetenhaus Forderungen nach seinem Rücktritt zurück.
Gemeint ist mit diesem Zitat, dass ein tüchtiges Pferd im Geschirr stirbt, mitten in der Arbeit, und nicht etwa vorher aufgibt.
Beim Sielengeschirr oder Brustblattgeschirr zieht das Pferd die Last mit der Brust.

## Ein Buch, an dem nichts stimmt außer den Seitenzahlen.
Dieses vernichtende Urteil fällte Oswald Spengler über Alfred Rosenbergs Buch Der Mythus des 20. Jahrhunderts. Das 1930 erschienene Buch war als Fortsetzung von Houston Stewart Chamberlains Werk „Die Grundlagen des 19. Jahrhunderts“ gedacht, eine neue „Religion des Blutes“ sollte laut Rosenberg das Christentum ersetzen, indem eine neue „Metaphysik“ der „Rasse“ und des ihr innewohnenden „kollektiven Willens“ dieses abzulösen in der Lage sei.
„Der Mythus des römischen Stellvertreters Gottes muß hierzu ebenso überwunden werden wie der Mythus des ‚Heiligen Buchstabens‘ im Protestantismus. Im Mythus der Volksseele und Ehre liegt der neue bindende, gestaltende Mittelpunkt. Ihm zu dienen ist bindende Pflicht unseres Geschlechts.“
Trotz dieser Haltung war Rosenberg glühender Verehrer von Martin Luther, in dem er das „wahre“ Christentum verkörpert sah, das durch die römisch-katholische Kirche und die Jesuiten verfälscht, „verjudet“ worden sei. Gegen die Behauptung, er selbst sei Heide, verwahrte sich Rosenberg entschieden:
„Man unterschlug, dass ich den Wotanismus als eine tote Religionsform hinstellte [aber natürlich vor dem germanischem Charakter Ehrfurcht habe, der Wotan ebenso gebar wie den Faust] und dichtete verlogen und skrupellos mir an, ich wollte den ‚heidnischen Wotanskult‘ wieder einführen.“
Rosenbergs Buch erreichte eine Millionenauflage und galt nach Hitlers Bekenntnisbuch Mein Kampf als zweites Standardwerk der NS-Ideologie.

## Ein Dorn im Auge
Im 4. Buch Mose (4 Mos 33,55 ) befiehlt Gott den Israeliten, die Kanaaniter aus dem Lande Kanaan zu verjagen:
„Werdet ihr aber die Einwohner des Landes nicht vertreiben vor eurem Angesicht, so werden euch die, so ihr überbleiben lasst, zu Dornen werden in euren Augen und zu Stacheln in euren Seiten und werden euch drängen in dem Lande, darin ihr wohnt.“
Ruth Klüger schreibt in ihren Lebenserinnerungen Unterwegs verloren (2008):
„Die Überlebenden der KZ, mit Ausnahme von einigen, die man zu Märtyrern gestempelt hat, sind allen frei gebliebenen Menschen ein Dorn im Auge. Gelitten zu haben ist eine Schande, außer wenn man daran und dafür gestorben ist […] Unter Juden kann die Abneigung gegen uns Überlebende noch stärker, weil uneingestandener, sein.“
Zu dem Satz aus dem Evangelium nach Matthäus (Mt 7,3 ): Warum siehst du den Splitter im Auge deines Bruders, aber den Balken in deinem Auge bemerkst du nicht?, siehe Aliena vitia in oculis habemus, a tergo nostra.

## Ein Drittel? Nee, ich will mindestens ein Viertel.
Der Fußballprofi Horst Szymaniak (1934–2009) reagierte angeblich mit diesen Worten in einer Gehaltsverhandlung bei Tasmania Berlin auf das Angebot, sein Gehalt um ein Drittel zu erhöhen.
Szymaniak selbst bestritt, dies je gesagt zu haben; er habe in neun Jahren Schule ausreichend Rechnen gelernt. Gegen einen Verlag, der ihm dieses Zitat zuschrieb, hat er in den 1960er Jahren erfolgreich auf Unterlassung geklagt. Es wurde gleichwohl zum Selbstläufer. Manchmal ist auch von Vierteln oder Fünfteln die Rede, und manchmal werden die Vertragsverhandlungen zum Wuppertaler SV oder zum Karlsruher SC verlegt.
Szymaniak war in jungen Jahren Bergmann und arbeitete acht Jahre lang in der Zeche Ewald Fortsetzung. Nebenbei spielte er in der 2. Liga West für die SpVgg Erkenschwick. Aus dem Bergbaumilieu holte ihn 1955 ein Angebot des Wuppertaler SV.
Die Version mit Vierteln, Fünfteln usw. war in der DDR als politischer Witz bekannt, zum Beispiel so:
Erich Honecker hält eine Rede zur Entwicklung des Sozialismus. „Liebe Genossinnen und Genossen – die Entwicklung des Sozialismus ist nicht aufzuhalten! Schon heute bedeckt der Sozialismus ein Fünftel unserer Erde! Und schon bald wird es ein Sechstel, ein Siebtel, ein Achtel, ein Neuntel und ein Zehntel sein!“

## Ein feste Burg ist unser Gott.

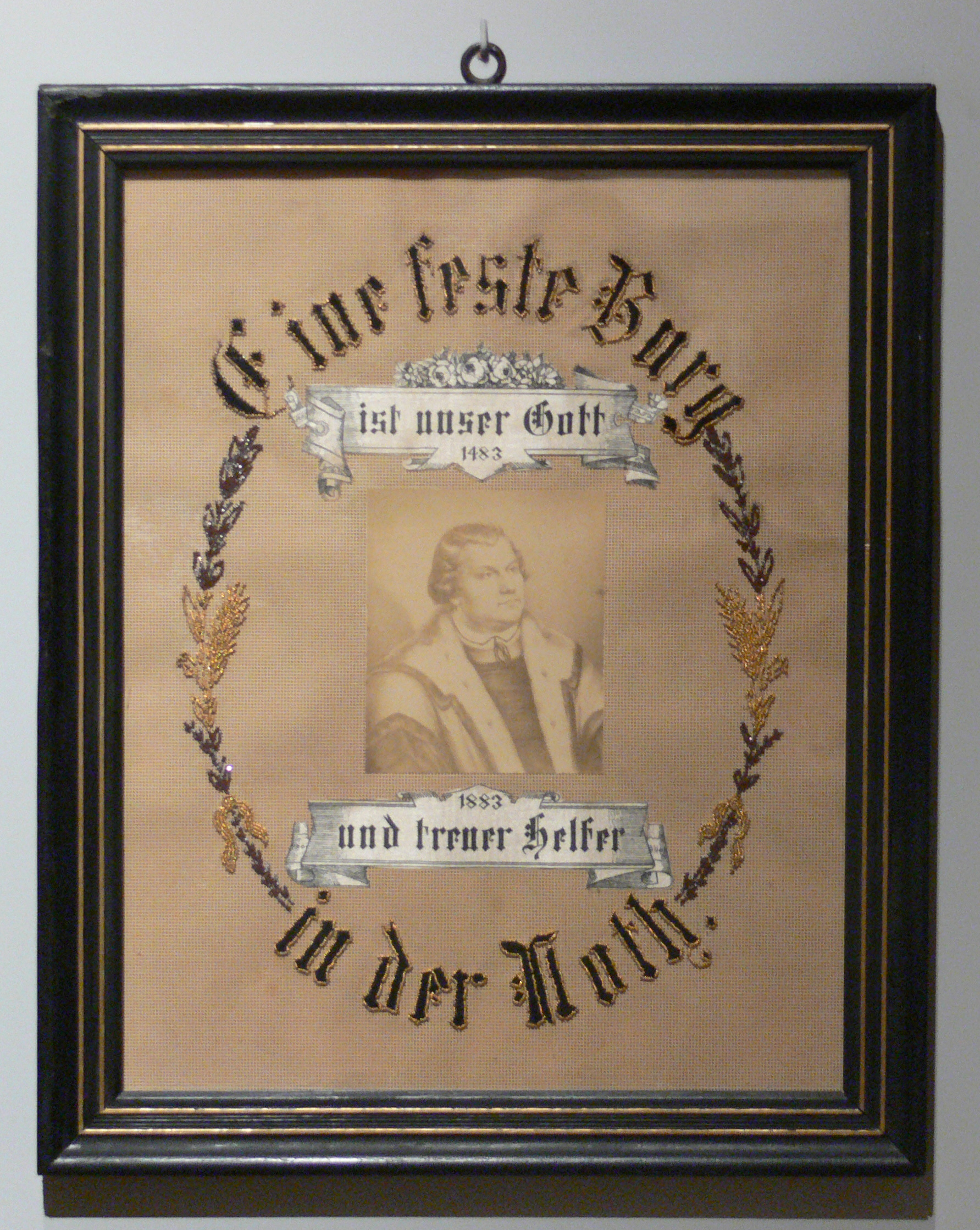
Gesticktes Spruchbild mit dem Textanfang und einem Bildnis Martin Luthers, 1883

Ein feste Burg ist unser Gott ist ein Kirchenlied, das vor 1529 von Martin Luther geschrieben und komponiert wurde. Es wird besonders am Reformationsfest gesungen und ist angelehnt an den Psalm 46, „Gott ist unsre Zuversicht und Stärke“ (Ps 46 ). Das Lied ist für den deutschen Protestantismus von großer Symbolkraft; Heinrich Heine bezeichnete es als „Marseiller Hymne der Reformation“. Es beginnt mit den folgenden Versen:
„Ein feste Burg ist unser Gott, ein gute Wehr und Waffen.
Er hilft uns frei aus aller Not, die uns jetzt hat betroffen.
 Der alt böse Feind, mit Ernst er’s jetzt meint;
groß Macht und viel List sein grausam Rüstung ist,
 auf Erd ist nicht seinsgleichen.“
Johann Sebastian Bach legte das Lied seiner Choralkantate Ein feste Burg ist unser Gott, BWV 80, zugrunde; Felix Mendelssohn Bartholdy verwendete sie im letzten Satz seiner 5. Sinfonie, der „Reformations-Sinfonie“.

## Ein garstig’ Lied! Pfui! Ein politisch’ Lied.
Dieses Zitat findet sich in Goethes Drama Faust I, in der Szene Auerbachs Keller in Leipzig, wo Brander das von seinem Zechgesellen Frosch angestimmte Lied „Das liebe Heil’ge Röm’sche Reich, / Wie hälts nur noch zusammen?“ – mit folgenden Worten unterbricht:
„Ein garstig’ Lied! Pfui! Ein politisch’ Lied,
Ein Lied! Dankt Gott mit jedem Morgen,
Dass Ihr nicht braucht fürs Röm’sche Reich zu sorgen!“
Der Schriftsteller August Heinrich Hoffmann von Fallersleben schrieb 1842 ein Gedicht mit dem Titel Ein politisch Lied ist ein garstiges Lied – Ein neues Lied aus meiner Zeit, das mit folgenden Versen beginnt:
„Ein politisch Lied, ein garstig Lied,
so dachten die Dichter mit Goethen
und glaubten, sie hätten genug getan,
könnten sie girren und flöten!“

## Ein Gespenst geht um in Europa
„Ein Gespenst geht um in Europa, das Gespenst des Kommunismus.“ Mit diesem Satz beginnt das etwa 30 Seiten starke Kommunistische Manifest, in dem Karl Marx und Friedrich Engels bereits im Jahr 1848 große Teile der später als „Marxismus“ bezeichneten Weltanschauung entwickelten. Die Anfangssätze lauten folgendermaßen:
Ein Gespenst geht um in Europa – das Gespenst des Kommunismus. Alle Mächte des alten Europa haben sich zu einer heiligen Hetzjagd gegen dies Gespenst verbündet, der Papst und der Zar, Metternich und Guizot, französische Radikale und deutsche Polizisten.
Wo ist die Oppositionspartei, die nicht von ihren regierenden Gegnern als kommunistisch verschrien worden wäre, wo die Oppositionspartei, die den fortgeschritteneren Oppositionsleuten sowohl wie ihren reaktionären Gegnern den brandmarkenden Vorwurf des Kommunismus nicht zurückgeschleudert hätte?

## Ein gesunder Geist in einem gesunden Körper
Die lateinische Redewendung „Mens sana in corpore sano“ („ein gesunder Geist in einem gesunden Körper“) ist ein verkürztes Zitat aus den Satiren des römischen Dichters Juvenal. Dort heißt es:
„Orandum est, ut sit mens sana in corpore sano.“
„Bitten sollte man darum, dass in einem gesunden Körper ein gesunder Geist sei.“
Juvenal hat damit also keineswegs einen gesunden Körper als Vorbedingung eines gesunden Geistes genannt, sondern sich im Gegenteil gewünscht, dass es dann nicht beim gesunden Körper allein bleibe. Der Satiriker hat also den Körperkult seiner Zeit parodiert.

## Ein gewaltiger Jäger vor dem Herrn

Pieter Brueghel d. Ä.: König Nimrod nimmt beim Turmbau zu Babel die Huldigungen der Steinmetze entgegen

Dieser Ausdruck wird auch auf andere Bereiche übertragen und geht auf eine Stelle im 1. Buch Mose zurück. Dort heißt es von Nimrod, einem Nachkommen Noahs:
„8Chus aber zeugte den Nimrod. Der fing an ein gewaltiger Herr zu sein auf Erden, 9und war ein gewaltiger Jäger vor dem HERRN. Daher spricht man: Das ist ein gewaltiger Jäger vor dem HERRN wie Nimrod.“
Nach der biblischen Erzählung war Nimrod „der Erste, der Macht gewann auf Erden“, also der erste Mensch in der Geschichte, der die Herrschaft über ein Reich ausübte und zur Königswürde gelangte.
Das Zitat wird heute meist in anderen Zusammenhängen gebraucht:
- „Hannah Arendt. Denkerin vor dem Herrn“
- „Karlheinz Stockhausen. Ein Zukunftsmusiker vor dem Herrn“
- „Ein Spinner vor dem Herrn“
- „Ein Querschädel vor dem Herrn“

## Ein Gott ist der Mensch, wenn er träumt, ein Bettler, wenn er nachdenkt.
Mit diesem Ausruf beklagt Hyperion in Friedrich Hölderlins Briefroman Hyperion oder Der Eremit in Griechenland die Unmöglichkeit, „mit dem, was lebt“ eins zu sein und sich gleichzeitig der Wissenschaft zu verschreiben:
„O ein Gott ist der Mensch, wenn er träumt, ein Bettler, wenn er nachdenkt, und wenn die Begeisterung hin ist, steht er da, wie ein misrathener Sohn, den der Vater aus dem Hause stiess, und betrachtet die ärmlichen Pfennige, die ihm das Mitleid auf den Weg gab.“
Wer diese Worte zitiert, will ausdrücken, dass der Mensch nur im Reich der Fantasie grenzenlos frei ist. Sobald aber das Gefühl der Sachlichkeit weichen muss, wird man wieder in die ernüchternde Vernunftwelt zurückgeholt.

## Ein großer Aufwand schmählich ist vertan.
Dieses Zitat stammt aus Goethes Faust II, aus dem fünften Akt. In der Szene der Grablegung muss Mephisto resigniert erkennen, dass alle seine Anstrengung, Fausts Seele zu gewinnen, umsonst war, dass er seine Wette mit Gott verloren hat, nachdem die Engel Fausts unsterbliche Seele entführt haben:
„Du bist getäuscht in deinen alten Tagen. Ein großer Aufwand, schmählich! ist vertan.“
Faust ist gerettet und Gretchen bittet als Büßerin für den „früh Geliebten, nicht mehr Getrübten“.

## Ein guter Jurist und auch sonst von mäßigem Verstande
„Der königliche Landgerichtsrat Alois Eschenberger war ein guter Jurist und auch sonst von mäßigem Verstande.“ Mit diesem Satz beginnt die Erzählung „Der Vertrag“ von Ludwig Thoma, die der Simplicissimus in seiner Ausgabe vom 19. März 1901 abdruckte. Thoma, der von 1894 bis 1899 als Rechtsanwalt praktiziert hatte, stellt Eschensberger, der „im Staatsexamen einen Brucheinser und damit für jede Dummheit einen Freibrief im rechtsrheinischen Bayern“ bekommen hatte, als einen dümmlichen Paragraphenreiter vor. Dieser lässt es sich nicht nehmen, für den Verkauf seiner abgelegten Bettwäsche an einen Trödler einen umständlichen schriftlichen Vertrag abzufassen, der ihn allerdings nicht davor bewahrt, dass dem Trödler später versehentlich nicht das Bündel alter, sondern die zu ihrem Ersatz angeschaffte neue Bettwäsche übergeben wird, deren Rückgabe der Trödler nun gerade unter Berufung auf den schriftlichen Vertrag, der Irrtum ausschließe, ablehnt.
Ein Gewerkschaftssekretär äußerte am 22. November 2006 auf einer Betriebsversammlung, er halte es mit Kurt Tucholsky, der gesagt habe:
„Er war Jurist und auch sonst von mäßigem Verstand.“
Ein Rechtsanwalt und Geschäftsführer des Arbeitgeberverbandes fühlte sich dadurch beleidigt und klagte vor dem Arbeitsgericht Freiburg, Kammern Villingen-Schwenningen, auf Unterlassung (13 Ca 511/06). Dort erklärte man die Arbeitsgerichtsbarkeit für unzuständig und verwies den Rechtsstreit an das Amtsgericht Oberndorf am Neckar. Die dagegen von dem beklagten Gewerkschafter eingelegte Beschwerde wies das Landesarbeitsgericht Baden-Württemberg mit Beschluss vom 24. Mai 2007 (9 Ta 2/07) zurück. Hinsichtlich des Streitwerts, den der Kläger mit 50.000 Euro beziffert hatte, bestätigte es die Festsetzung auf 4000 Euro durch das Arbeitsgericht:
„Der beleidigende Inhalt der behaupteten Ausführungen des Beklagten hält sich in Grenzen. Einen Grund beleidigt zu sein, hätte vor allem Dr. jur. Kurt Tucholsky, dem ein Zitat von Ludwig Thoma in den Mund bzw. den literarischen Nachlass geschoben wurde. Aber auch Ludwig Thoma könnte sich ebenso mit Recht gekränkt fühlen, denn seine ironische Sprachschöpfung wurde durch die unvollständige Zitierung durch den Beklagten ihres selbstkritischen Witzes beraubt. […] Der Kläger selbst mag ebenfalls Anstoß daran nehmen, dass der Beklagte das Wort ‚guter‘ hat entfallen lassen. Es mag auch eine grobe Ungehörigkeit sein, über den Kläger zu behaupten, ‚er sei von mäßigem Verstand‘. Das Ganze entschärft sich allerdings dadurch, dass es sich dabei um eine in Bezug auf Juristen häufiger anzutreffende Redensart handelt. […] Sollte sich der Sachverhalt so darstellen wie vom Beklagten geschildert, erscheint es unwahrscheinlich, diesem Vorgang einen beleidigenden Charakter zuzusprechen, was allerdings im Wege der Rechtswegzuständigkeit nicht zu prüfen ist.“

## Ein Herz und eine Seele
Dieser Ausdruck findet sich schon in der Apostelgeschichte. Dort heißt es mit Bezug auf die Gemeinschaft der Gläubigen:
„Die Menge aber der Gläubigen war ein Herz und eine Seele; auch keiner sagte von seinen Gütern, dass sie sein wären, sondern es war ihnen alles gemein.“
Ein Herz und eine Seele ist der ironische Titel einer Fernsehserie, die überspitzt das Zusammenleben einer typisch deutschen Familie in einem Bochumer Arbeiterviertel während der 1970er-Jahre zeigt. Die Serie wurde von Wolfgang Menge nach dem Vorbild der US-amerikanischen Fernsehserie All in the Family – die wiederum auf die britische Serie Till Death Us Do Part (Bis dass der Tod uns scheidet) zurückgeht.

## Ein Indianer kennt keinen Schmerz.
Der Ursprung dieser Redensart ist unbekannt.
Das Stereotyp vom Indianer, der angeblich keinen Schmerz kennt, findet sich 1826 in James Fenimore Coopers Der letzte Mohikaner:
„Ich hätte geglaubt,“ erwiederte Cora, „ein indianischer Krieger sey geduldig, und sein Geist fühle nicht – kenne nicht die Qual, die sein Körper erduldet.“
und 1890 in Karl Mays Der Schatz im Silbersee:
Ein Indianer wird von frühester Kindheit an in dem Ertragen körperlicher Schmerzen geübt. Er gelangt dadurch so weit, daß er die größten Qualen ertragen kann, ohne mit der Wimper zu zucken. Vielleicht sind die Nerven des Roten auch weniger empfindlich als diejenigen des Weißen. Wenn der Indianer gefangen wird und am Marterpfahle stirbt, so erträgt er die ihm zugefügten Schmerzen mit lächelndem Munde, singt mit lauter Stimme sein Todeslied und unterbricht dasselbe nur hie und da, um seine Peiniger zu schmähen und zu verlachen. Ein jammernder Mann am Marterpfahle ist bei den Roten eine Unmöglichkeit.
1872 hatte man in einer Übersetzung der Notizen über die Provinz Vera-Paz und die Indianischen Ansiedlungen (oder „Pueblos“) dieser Provinz von Fr. Alonzo de Escobar lesen können
Die Indianer sind unermüdlich und kennen keinen Schmerz! Wie oft sah ich nicht, wie sie bei einer Contusion in Folge eines Sturzes einen brennenden Fichtenscheit an die verletzte Stelle halten, wodurch sie sich zu heilen pflegen und Tags darauf marschieren sie unverdrossen weiter!
Die Indianer […] kennen keinen Schmerz hat allerdings keine Entsprechung in dem Originaltext, der 1841 in englischer Sprache im Journal der Londoner Royal Geographical Society erschienen war. Die Prozedur, eine Flamme in die Nähe einer Wunde oder Prellung zu bringen, um deren Entzündung zu verhindern, wird dort vielmehr ausdrücklich als painful, schmerzhaft, bezeichnet.
Später wurde der Indianer, der keinen Schmerz empfindet oder ihn sich jedenfalls nicht anmerken lässt, im Deutschen zu einer stehenden Redewendung, wie folgende Beispiele zeigen:
- Pläsier, der das kleine Schifferexamen hatte, hager und wortkarg war und sich gerne unumstößlicher Redewendungen bediente, wie etwa: „Indianerherz kennt keinen Smerz“, oder: „Eher soll die Welt verderben, als daß ’n Seemann sollte Kummers sterben“ […].

Hermann Horn: Mit der Stange im Nebel (1928)
- Und stundenlang liege ich manchmal auf dem Bett und stiere auf den Spruch an der Wand: Indianerherz kennt keinen Schmerz.

Ernst M. Höhne: Frühling 1932
- Unter Freunden war es besser, immer auf dem Draht zu sein nach der Losung ihrer einstigen Knabenspiele: Indianer kennen keine Schmerzen.

Hans Leip: Jan Himp und die kleine Brise (1934)
- Er hat etwas für mich übrig, wenn er sich auch schämt, es zu zeigen. Der Indianer kennt keinen Schmerz, weißt Du.

Jürgen Brinkmann: Frank Mellenthin. Roman einer Wandlung, Paul List Leipzig 1965
- […] die Schmerzen wurden langsam immer lästiger. Egal wie, ich mußte sie ertragen. Indianer kennt keinen Schmerz. Nicht umsonst nennen mich die Kollegen Indianer.

Peter Fischer: Ihr aber tragt das Risiko: Reportagen aus der Arbeitswelt, Werkkreis Literatur der Arbeitswelt, Rowohlt 1971
- Ein Indianer kennt keinen Schmerz.

Gernot Wolfgruber: Auf freiem Fuß, Residenz Verlag 1975, S. 56.
In der Filmkomödie Der Schuh des Manitu (2001) heißt es: Ein Indianer kennt keinen Schmerz, uns fehlen die Enzyme!
In der englischen Sprache gibt es zwar inhaltliche Entsprechungen (z. B. Big boys don’t cry) aber keine wortanaloge Redewendung, die sich auf Indianer und deren angebliche Unkenntnis von Schmerzen bezieht.
In der Zeit des Nationalsozialismus wurden Indianerbücher und die darin transportierten Ideale propagandistisch eingesetzt.

## Ein jeder kehre vor seiner Tür.
Dieses Sprichwort stammt aus Goethes Zahmen Xenien. Er schrieb sie auch seinem Gast Freimund von Arnim ins Stammbuch:
„Bürgerpflicht

Ein jeder kehre vor seiner Tür.
Und rein ist jedes Stadtquartier.
Ein jeder übe sein’ Lektion,
So wird es gut im Rate stohn!

‚Warum denn wie mit einem Besen
Wird so ein König hinausgekehrt?‘
Wären’s Könige gewesen,
Sie stünden alle noch unversehrt.“

## Ein jeder Mensch hat seinen Preis.

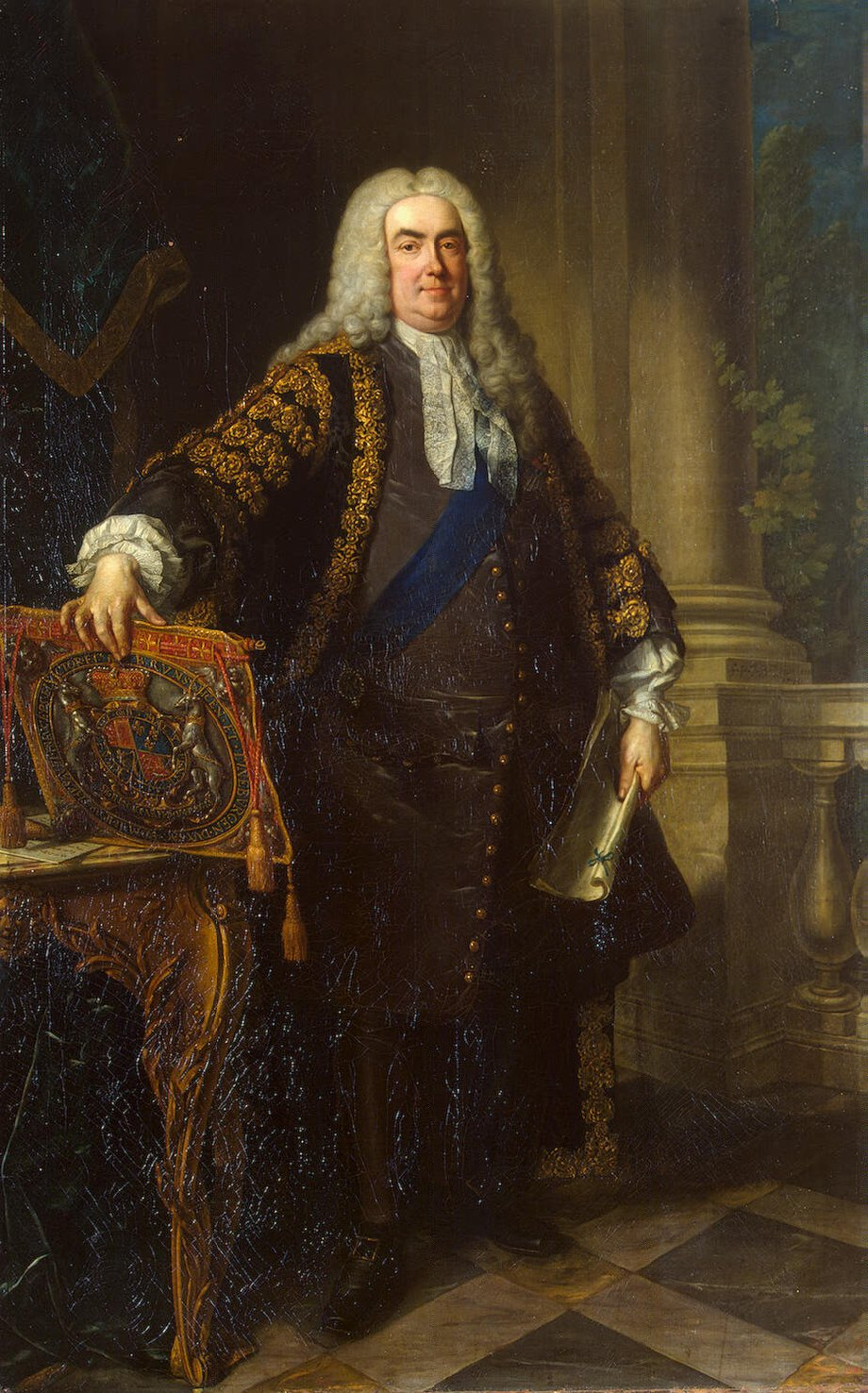
Robert Walpole

Dieser Satz wird dem ersten Premierminister Großbritanniens, Sir Robert Walpole, zugeschrieben, wurde in dieser Schroffheit aber wohl nicht von ihm geäußert. In William Coxe’s Memoirs of the Life and Administration of Sir Robert Walpole heißt es dazu:
„Redefloskeln verachtete er. Die Auslassungen vorgeblicher Patrioten schrieb er ihren oder ihrer Angehörigen eigennützigen Absichten zu und sagte von ihnen: ,Alle diese Leute haben ihren Preis’!“
“The political axiom generally attributed to him, that all men have their price, and which has been so often repeated in verse and prose, was perverted by leaving out the word those. Flowery oratory he despised: he ascribed to the interested views of themselves or their relatives, the declarations of pretended patriots, of whom he said, ‘All those men have their price;’ and in the event, many of them justified his observation.”

## Ein jeder Wunsch, wenn er erfüllt, kriegt augenblicklich Junge.
Diese Feststellung von Wilhelm Busch stammt aus dem Gedicht Niemals:
„Wonach du sehnlich ausgeschaut,
Es wurde dir beschieden.
Du triumphierst und jubelst laut;
Jetzt hab ich endlich Frieden!

Ach, Freundchen, rede nicht so wild,
Bezähme deine Zunge!
Ein jeder Wunsch, wenn er erfüllt,
Kriegt augenblicklich Junge.“

## Ein jegliches hat seine Zeit.
→ Alles hat seine Zeit.

## Ein Käfig voller Narren
Ein Käfig voller Narren ist der Titel eines im Transvestitenmilieu spielenden französischen Films aus dem Jahr 1978 mit dem Originaltitel La Cage aux Folles. Dem Drehbuch liegt ein Bühnenstück von Jean Poiret mit dem Titel Männer sind doch bessere Frauen zugrunde.
Im Mittelpunkt des Films steht ein homosexuelles Paar: Renato und Albin. Aus Renatos einzigem Abenteuer mit einer Frau stammt sein Sohn Laurent. Es kommt zu amüsanten Verwicklungen, als Laurent heiraten will. Seine Verlobte ist ausgerechnet die Tochter eines Politikers, der sehr konservative Werte vertritt.
Der Filmtitel wird gelegentlich zur Charakterisierung einer Ansammlung von Menschen verwendet, die man für unvernünftig hält:
- „Stromberg: Das Büro ist wie ein Käfig voller Narren“
- Politiker im Karneval: Ein Käfig voller Narren

## Ein Kaiserwort soll man nicht dreh’n noch deuteln.

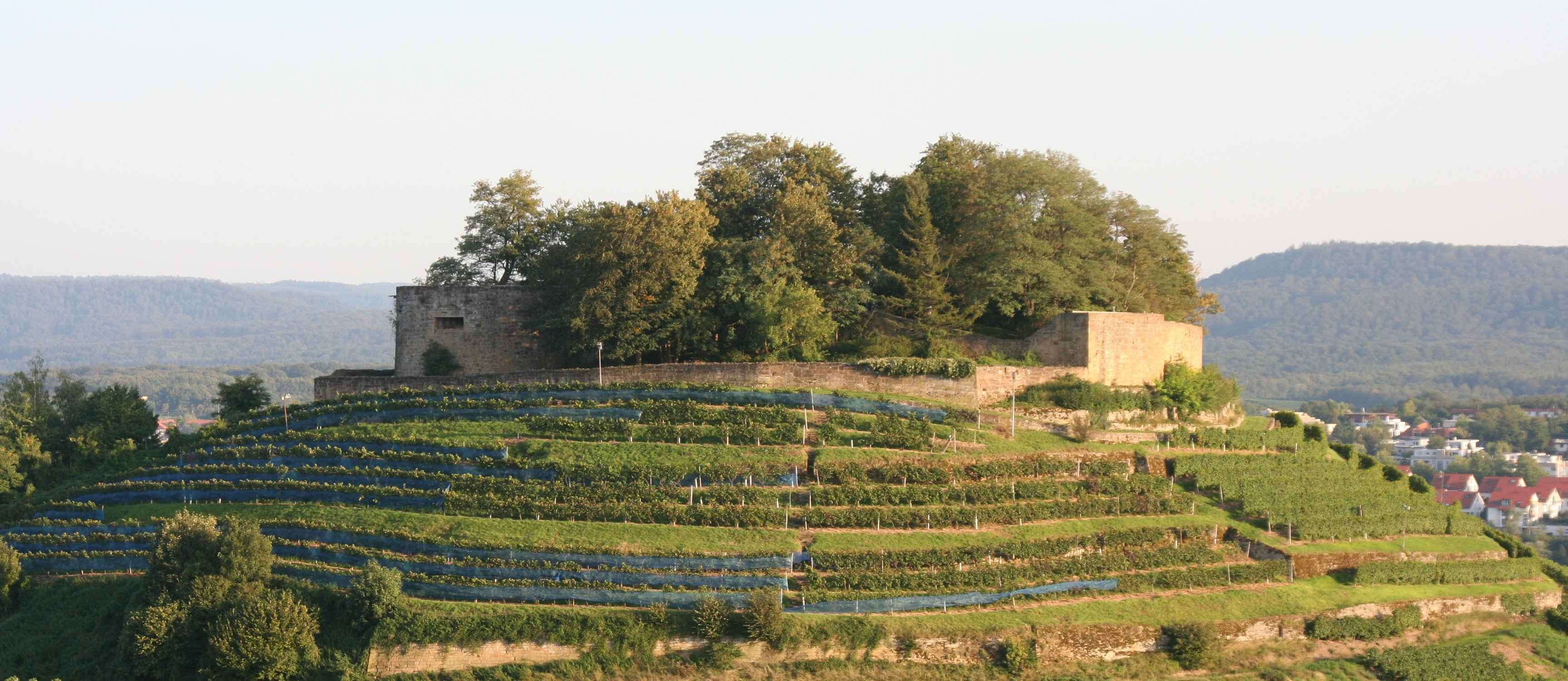
Burgruine Weibertreu

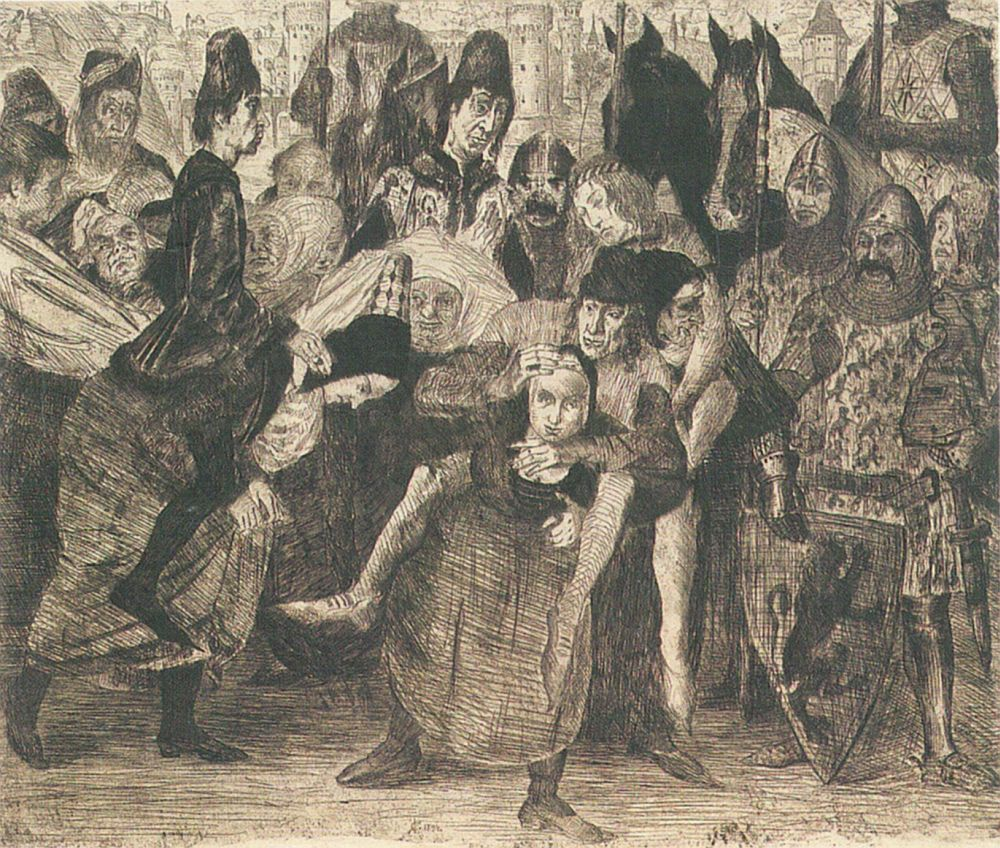
Lovis Corinth: Die Weiber von Weinsberg

Nach der Übergabe von Weinsberg wurde angeblich den Frauen erlaubt, mit dem, was sie auf den Schultern tragen können, frei abzuziehen. Gottfried August Bürger schreibt in seiner Ballade Die Weiber von Weinsberg:
„Die Weiber sollten Abzug han,
Mit ihren besten Schätzen,
Was übrig bliebe, wollte man
Zerhauen und zerfetzen.“
Die Frauen kamen aber mit ihren Männern auf dem Rücken aus der Stadt heraus. Konrads Gefolgsleute drängten ihn, diese List nicht zuzulassen. Dieser aber entgegnete:
„Manch Hofschranz suchte zwar sofort
Das Kniffchen zu vereiteln;
Doch Konrad sprach: ‚Ein Kaiserwort
Soll man nicht drehn noch deuteln.‘“

## Ein Kerl, der spekuliert, ist wie ein Tier auf dürrer Heide.
Mit diesen Worten will Mephisto in der Studierzimmerszene von Goethes Drama Faust I den Gelehrten auf den Boden der Wirklichkeit zurückholen:
„Drum frisch! Lass alles Sinnen sein,
Und grad’ mit in die Welt hinein!
Ich sag es dir: ein Kerl, der spekuliert,
Ist wie ein Tier auf dürrer Heide
 Von einem bösen Geist im Kreis herumgeführt,
Und ringsumher liegt schöne grüne Weide.“
Wer sich mit theoretischen Erörterungen begnügt, geht am Leben vorbei und gleicht einem Tier, das nichts zu fressen findet.

## Ein Klassiker ist ein Buch, das die Leute loben, aber nicht lesen.
Der US-amerikanische Schriftsteller Mark Twain schrieb in Following the Equator zum Thema literarische Klassiker:
“‘Classic.’ A book which people praise and don’t read.”
In einer Rede vor dem Nineteenth Century Club im November 1900 sagte Mark Twain:
“[…] a classic – something that everybody wants to have read and nobody wants to read”
„Ein Klassiker ist etwas, das jeder gelesen haben möchte, aber keiner lesen möchte.“
Bereits Lessing schrieb in einem „Sinngedicht“:
„Wer wird nicht einen Klopstock loben? // Doch wird ihn jeder lesen? – Nein. // Wir wollen weniger erhoben // und fleißiger gelesen sein.“

## Ein Klavier, ein Klavier!
Dieser Ausruf stammt aus dem Sketch Mutters Klavier des Komikers Loriot. In diesem Sketch wird gezeigt, wie eine deutsche Familie am Kaffeetisch sitzt und ein Klavier erwartet, das ihnen die Großmutter aus Amerika geschenkt hat. Die Klaviertransporteure müssen immer wieder aufs Neue zur Tür hereinkommen, damit die Filmaufnahmen des Familienvaters vom Antransport perfekt sind. Das fertige Band soll der Großmutter als Danksagung geschickt werden.
Aber entweder läuft die Kamera nicht richtig, der Klaviertransporter scheitert am unaussprechlichen Wort Massachusetts oder die Schwiegermutter regt sich über die Schrammen an ihrer Vitrine auf. Der anfänglich euphorische Ausruf der Frau „Ein Klavier, ein Klavier!“ wird zunehmend gelangweilt und genervt.

## Ein kleiner Schritt für einen Menschen…

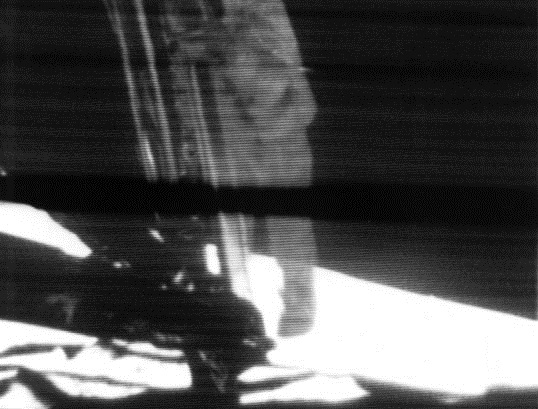
Neil Armstrong beim Betreten der Mondoberfläche

Die ersten Worte, die der Astronaut Neil Armstrong beim Betreten der Mondoberfläche sprach, werden folgendermaßen überliefert:
„Dies ist ein kleiner Schritt für einen Menschen, aber ein riesiger Sprung für die Menschheit.“
(„That’s one small step for a man, one giant leap for mankind.“)
Dabei ist Armstrong aber ein kleiner Fehler unterlaufen, denn er sagte in Wirklichkeit „one small step for man“ („ein kleiner Schritt für den Menschen“). Erst Jahre später gab die Weltraumbehörde NASA zu, dass sie Armstrongs Worte korrigiert habe. Wer sich den Satz ausgedacht hat, ist aber immer noch nicht ganz klar. Es gibt einerseits Mutmaßungen, dass Armstrong sich den Satz während des Flugs ausgedacht habe, andererseits dass er vom Schriftsteller Norman Mailer stamme.

## Ein Kluger bemerkt alles, ein Dummer macht über alles eine Bemerkung.
Dieses fälschlicherweise Heinrich Heine zugeschriebene Zitat spielt mit der Doppelbedeutung des Wortes Bemerkung.

## Ein Königreich für ein Pferd!

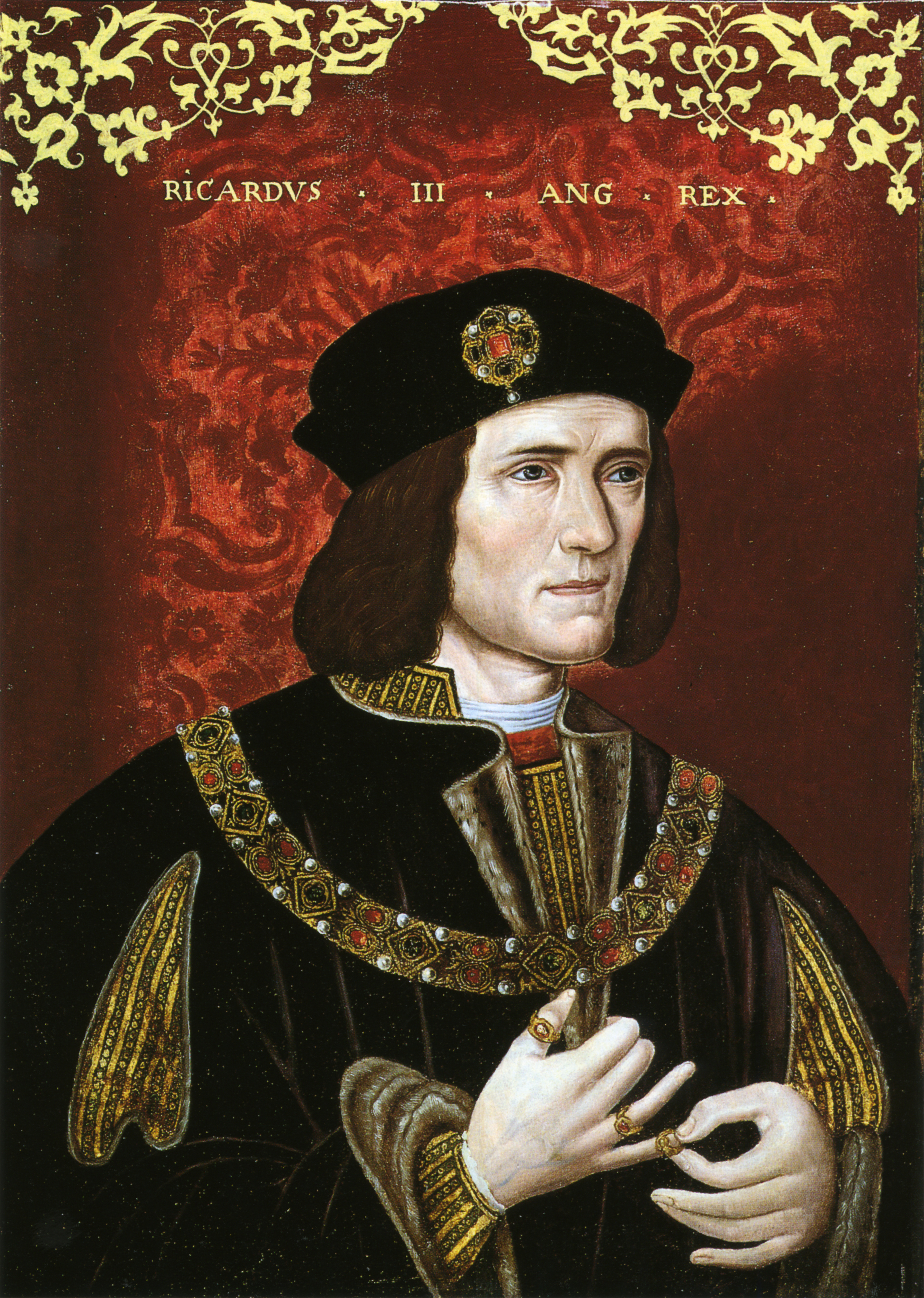
König Richard III.

Dieser verzweifelte Ausruf stammt aus William Shakespeares Drama Die Tragödie von König Richard III., wo er auf Englisch so lautet:
„A Horse! A Horse! My kingdom for a horse!“
„Ein Pferd, Ein Pferd! Mein Königreich für ein Pferd!“
König Richard III. ruft diese Worte über das Schlachtfeld als seine Truppen in die Flucht geschlagen sind und sein Pferd getötet ist. Er behauptet, schon fünf als Richmond Verkleidete getötet zu haben. Der echte Herzog von Richmond aber erschlägt Richard.
Der österreichische Aktionskünstler André Heller macht sich über dieses berühmte Zitat lustig, indem er es auf die Moderne überträgt:
„Ein Bundesland für ein Pferd!“
Die jüdische Schriftstellerin Salcia Landmann erzählt eine Anekdote vom jüdisch-österreichischen Schauspieler Fritz Kortner nach, der die Hauptrolle in Shakespeares Tragödie spielte:
„Im letzten Akt, nach den Worten ‚Ein Pferd, ein Pferd, mein Königreich für ein Pferd!’ Hat (sich an-)gerufen ein Zuschauer von der Galerie:
‚Kann (es) nicht sein ein Esel?’
Kortner hat ruhig geantwortet: ‚’s kann sein ein Esel. Bitte, kommt herauf auf die Bühne!’“
Dieses oft gebrauchte Zitat wird gerne abgewandelt:
- King George – Ein Königreich für mehr Verstand ist das Spielfilmdebüt des britischen Regisseurs Nicholas Hytner aus dem Jahr 1994.
- Ein Königreich für ein Lama ist ein US-amerikanischer Zeichentrickfilm von Mark Dindal aus dem Jahr 2000.

Es findet sich auch in der Sportberichterstattung:
- „Ein Königreich für einen Torjäger“

## Ein Küsschen in Ehren kann niemand verwehren.
Diese scherzhafte Redensart findet sich schon in Sprichwortsammlungen des 17. Jahrhunderts und hat durch Albert Lortzings Oper Der Waffenschmied zusätzliche Verbreitung gefunden. In der zweiten Szene des zweiten Aktes heißt es:
„Einen Kuss in Ehren
Kann niemand wehren.“
In Theodor Fontanes Roman Unterm Birnbaum steht am Ende des vierten Kapitels:
„Hradscheck, voll Beherrschung über sich selbst, ging in den Laden, der gerade voll hübscher Bauernmädchen war, und zupfte hier der einen am Busentuch, während er der andern die Schürzenbänder aufband. Einer Alten aber gab er einen Kuß. ‚Einen Kuß in Ehren darf niemand wehren – nich wahr, Mutter Schickedanz?‘“
Zu diesem Zitat heißt es auf einer Website, die sich mit dem Thema sexueller Missbrauch befasst:
„‚Ein Küsschen in Ehren kann niemand verwehren‘, stimmt eben gerade nicht: Kinder müssen das recht bekommen, sich (ver-) wehren zu dürfen, und zwar gegen alle Berührungen, die ihnen nicht gefallen oder unangenehm sind.“

## Ein Land, zwei Systeme
Ein Land, zwei Systeme war die offizielle Politikstrategie des chinesischen Politikers Deng Xiaoping gegenüber Hongkong, Macau und Taiwan.
Dies bedeutet, dass innerhalb der Volksrepublik China der Sozialismus aufrechterhalten werde, während Hongkong, Macao und die Republik China (Taiwan) ihr kapitalistisches System nach einer friedlichen Wiedervereinigung beibehalten dürften.
Auf Chinesisch heißt dieses Prinzip:
「一国两制」
Yìguó liǎngzhì
Das Modell wurde bereits auf die Integration Hongkongs und Macaos angewandt. Hierbei war auch eine Vorbildwirkung intendiert, die Taiwan das Modell als annehmenswert erscheinen lassen sollte.

## Ein Lied geht um die Welt!

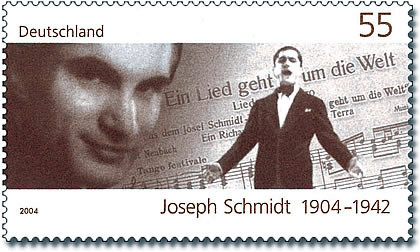
Briefmarke anlässlich des 100. Geburtstages von Joseph Schmidt, 2004

Mit der Zeile Ein Lied geht um die Welt, gesungen von Joseph Schmidt beginnt der Refrain des Titelschlagers des gleichnamigen Spielfilms aus dem Jahre 1933. Der Text des Schlagers stammt von Ernst Neubach.
Die Comedian Harmonists sangen folgende Version:
„Ein Lied geht um die Welt,
ein Lied, das euch gefällt.
Die Melodie erreicht die Sterne,
jeder von uns hört sie so gerne.“

## Ein Lippenbekenntnis ablegen
Zur Herkunft dieser Redewendung gibt es zwei Theorien. Nach der ersten Theorie stammt sie aus dem Alten Testament, nach der zweiten Theorie aus dem Hochmittelalter.
Wenn man der ersten Theorie folgt, bezieht sich die Redewendung auf das alttestamentarische Buch Jesaja, wo Gott selbst darüber klagt, dass
„dies Volk mir naht mit seinem Munde und mit seinen Lippen mich ehrt, aber ihr Herz fern von mir ist und sie mich fürchten nur nach Menschengeboten.“
Mit diesem Bild wird eine äußerliche Frömmigkeit kritisiert.
Wenn man der zweiten Theorie folgt, bezieht sich die Redewendung auf den Umstand, dass in der Zeit des europäischen Hochmittelalters Sklaven oder rangniedrigen Dienern oft schon für Lappalien die Zunge herausgeschnitten wurde. Anschließend mussten sie einen erneuten Schwur auf die Treue zu ihrem Herrn ableisten. Da sie aber nicht mehr verständlich sprechen konnten, „las“ man den Schwur von den Lippen ab. Oft versuchten die Bestraften dann aber trotzdem zu fliehen und unterzutauchen. Dadurch bürgerte es sich ein, diesen Treueschwur, auf welchen man nicht viel geben konnte, als „Lippenbekenntnis“ zu bezeichnen.
Das Lippenbekenntnis ist heute ein Spezialfall der Lüge, bei dem der Sprecher sagt, dass er sich mit etwas solidarisiert oder identifiziert, ohne wirklich die Absicht dazu zu haben.
Der Stern schreibt unter der Überschrift Lippenbekenntnis zu wenig für deutschen Pass:
„Will ein Ausländer einen deutschen Pass, reicht ein bloßes Lippenbekenntnis zur demokratischen Grundordnung nach einem Gerichtsentscheid nicht aus. Er müsse wenigstens einfache Grundkenntnisse besitzen und die sogenannte Loyalitätserklärung verstehen, heißt es in einem Urteil des Verwaltungsgerichtshofs (VGH) Baden-Württemberg.“
Es ging im konkreten Fall um einen Tamilen, der eine abgegebene Erklärung nicht verstanden hatte.
Die UEFA spricht zwar von «Vielfalt», lässt diesem Lippenbekenntnis aber kaum Taten folgen.

## Ein Lügner muss ein gutes Gedächtnis haben.
Diese Sentenz geht auf eine Stelle aus dem Lustspiel Der Lügner von Pierre Corneille zurück wo es auf Französisch heißt:
„Il faut bonne mémoire après qu’on a menti.“
„Man muss ein gutes Gedächtnis haben, nachdem man gelogen hat.“
Eine frühere Formulierung gibt es beim römischen Redner Quintilian, bei dem es auf Lateinisch heißt:
„Mendacem memorem esse oportet.“
„Der Lügner muss sich gut erinnern können.“

## Ein Mädchen oder Weibchen wünscht Papageno sich.
Im zweiten Akt von Mozarts Oper Die Zauberflöte singt der Vogelfänger Papageno ein Lied und begleitet sich selbst mit Glockenspiel:
„Ein Mädchen oder Weibchen
Wünscht Papageno sich
O so ein sanftes Täubchen
Wär Seligkeit für mich.
Dann schmeckte mir Trinken und Essen;
Dann könnt’ ich
mit Fürsten mich messen,
Des Lebens als Weiser mich freun,
und wie im Elysium sein.“

## Ein Mann für gewisse Stunden
Ein Mann für gewisse Stunden ist die deutsche Fassung des US-amerikanischen Spielfilms American Gigolo. Der Film handelt von einem Mann, der seinen Lebensunterhalt durch eine Tätigkeit als Gigolo in den besseren Kreisen von Los Angeles verdient.
Man zitiert den Filmtitel als Anspielung auf die Rolle eines Mannes als Liebhaber. Er findet sich aber auch in Abwandlungen:
- „Ein Koch für gewisse Stunden“
- „Eine Frau für gewisse Stunden“
- „Musik für gewisse Stunden“

## Ein Mann in den besten Jahren
Dieser Ausdruck stammt aus einem Gedicht Heinrich Heines, in dem es vom Teufel heißt:
„Er ist nicht hässlich und ist nicht lahm,
Er ist ein lieber, scharmanter Mann,
Ein Mann in seinen besten Jahren.“
Mit diesem Ausdruck beschreibt man eigentlich einen Mann in seiner höchsten körperlichen und geistigen Leistungsfähigkeit. Oft bezieht man sich dabei allerdings scherzhaft auf Männer, die bereits älter sind.
Ebenfalls eine wichtige Rolle spielt diese Redewendung – unter leicht abgewandelter Form – in Mario Vargas Llosas Roman Tante Julia und der Kunstschreiber. Dort steht der exzentrische und eitle Hörspielautor Pedro Camacho im Mittelpunkt, der über mehrere Jahrzehnte hinweg die Gewohnheit pflegt, die männlichen Protagonisten seiner Stücke stets sich selbst nachzuempfinden. Dabei verwendet er die immer gleiche Beschreibung und bezeichnet seine Figuren als „Mann im besten Alter“. So lässt sich an dieser Formulierung der Alterungsprozess Camachos nachvollziehen, wenn er im Laufe des Romans dieses „beste Alter“ immer weiter zurück verschiebt.

## Ein Mann muss tun, was ein Mann tun muss
Das Zitat stammt von John Wayne aus dem Western „Ringo“ von 1939, außerdem spricht es Gary Cooper in dem Western „12 Uhr mittags“
Der Ausspruch wird gerne verwendet, wenn man vor einer unangenehmen Situation steht und keine weiteren Handlungsoptionen mehr hat.
Verwendet wurde der Ausdruck auch von Heinz Rudolf Kunze für sein gleichnamiges Album aus dem Jahr 1984 sowie zahlreichen Buchtitel mit ebenso zahlreichen Variationen.

## Ein Märchen aus alten Zeiten

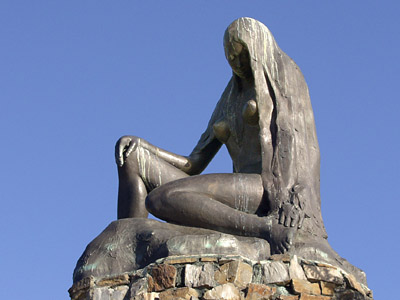
Loreley als Statue

Diese Worte werden oft mit der Variante „aus uralten Zeiten“ zitiert und stammen aus dem zweiten Gedicht des Abschnitts Die Heimkehr in Heinrich Heines Buch der Lieder:
„Ich weiß nicht, was soll es bedeuten,
Dass ich so traurig bin;
Ein Märchen aus alten Zeiten,
Das kommt mir nicht aus dem Sinn.“
Mit dem Märchen ist die Sage von der Loreley gemeint.
Man kommentiert heute mit diesem Zitat Worte, denen man keinen Glauben schenken will:
„Ist es ein Märchen aus uralten Zeiten?“
- Lotti Buchwald: Ein Märchen aus uralten Zeiten

## Ein Mensch in seinem Widerspruch
Diese Formel stammt aus dem 26. Gedicht von Conrad Ferdinand Meyers Gedicht Homo sum aus dem Zyklus Huttens letzte Tage. Ulrich von Huttens Monolog endet dort mit den Zeilen, die Meyer dem Buch auch als Motto voranstellte:
„Das heißt: ich bin kein ausgeklügelt Buch,
ich bin ein Mensch mit seinem Widerspruch.“
Diese Worte werden heute zur Kennzeichnung der Komplexität der eigenen Persönlichkeit verwendet.

## Ein menschliches Rühren fühlen.
Diese scherzhafte Wendung geht auf eine Stelle in Friedrich Schillers Gedicht Die Bürgschaft zurück. Dort kennzeichnet die Zeile die Rührung des Tyrannen Dionysios I. von Syrakus, als er die treue Freundschaft des Attentäters Damon erkennt:
„Und Erstaunen ergreifet das Volk umher,
In den Armen liegen sich beide,
Und weinen für Schmerzen und Freude.
Da sieht man kein Auge thränenleer,
Und zum Könige bringt man die Wundermähr,
Der fühlt ein menschliches Rühren,
Läßt schnell vor den Thron sie führen.“
Heute wird diese Wendung scherzhaft mit der Bedeutung gebraucht, „den Drang fühlen, seine Notdurft zu verrichten“.

## Ein Mord, den jeder begeht
Ein Mord, den jeder begeht ist ein Roman des österreichischen Schriftstellers Heimito von Doderer aus dem Jahr 1938. Darin wird von einem erfolgreichen jungen Mann erzählt, der den Mörder seiner Schwägerin gefunden zu haben glaubt, aber erkennen muss, dass er selbst durch seinen Leichtsinn mitschuldig an ihrem Tod war. Dies führt ihn zu der Einsicht, dass er sein Leben nicht mehr wie bisher weiterführen kann.
Der Titel wird gelegentlich zitiert, wenn man sagen will, dass jeder für das Schicksal seiner Mitmenschen mitverantwortlich ist.
So schreibt Gerhard Mauz im Nachrichtenmagazin Der Spiegel zum Urteil gegen Günter Weigand:
„Paul Blomert ist also nicht ermordet worden, aber sein Selbstmord war eine Verzweiflungstat, zu der viele beigesteuert haben. Ein Mord, wie ihn jeder begeht. So wird, wenn man so will, ständig gemordet. Nach moralischer Schuld darf man freilich nicht fragen, von juristischer kann schon gar nicht die Rede sein.“

## Ein Platz an der Sonne
Ein Platz an der Sonne war eine von 1959 bis 1964 zugunsten der Stiftung „Hilfswerk Berlin“ durchgeführte Aktion. Ab 1966 wurden alle Fernsehlotterien unter dem Motto „Ein Platz an der Sonne für jung und alt“ zugunsten der Stiftung „Deutsches Hilfswerk“ betrieben.
Ein Platz an der Sonne („A Place in the Sun“) hieß ein 1951 uraufgeführter englischer Film unter der Regie von George Stevens, die Geschichte eines mittellosen, aber ehrgeizigen Tagelöhners, der sich in eine Frau aus der Oberschicht verliebt und damit einen sozialen Aufstieg erreicht.
Die expansionistische Politik der wilhelminischen Ära stand unter dem Motto ein „Platz an der Sonne“ (Reichskanzler von Bülow, 1897) für die „zu spät gekommene Nation“, womit nicht zuletzt auch der Besitz von Kolonien gemeint war. Wörtlich sagte er während einer Reichstagsdebatte:
„Wir wollen niemand in den Schatten stellen, aber wir verlangen auch unseren Platz an der Sonne.“
Die Kolonie, um die es hier ging, war Kiautschou in der chinesischen Provinz Shandong. Damals wurde ein Pachtvertrag über 99 Jahre abgeschlossen (ein Jahr vor dem sino-britischen Pachtvertrag von Hongkong). Bereits im Ersten Weltkrieg verloren die Deutschen ihr Gebiet an die Japaner.

## Ein Schatten seiner selbst
Diese Redewendung geht auf den römischen Dichter Marcus Annaeus Lucanus zurück, der in seinem Epos Pharsalia (oder Bellum civile) über den Bürgerkrieg zwischen Cäsar und Pompeius den unterlegenen Pompeius nach der Schlacht von Pharsalos den „Schatten eines großen Namens“ nannte. Auf Lateinisch hieß das:
„Magni nominis umbra“
Daraus hat sich wohl die heutige Redewendung entwickelt, mit der man umschreibt, dass jemand nur noch ein blasses Abbild seiner früheren Persönlichkeit ist, besonders, wenn er erkennbar krank und elend ist. Die Wendung wird aber auch in der Sportberichterstattung gebraucht, wenn es von einem Sportler heißt, dass er seinen Zenit überschritten hat, zum Beispiel:
- Klose nur ein Schatten seiner selbst
- Nach Drogen- und Alkoholeskapaden ist „Gazza“ nur noch ein Schatten seiner selbst.

Scherzhaft kann aber damit auch eine Mathematik-Aufgabe eingeleitet werden:
- Wenn ein Turm ein Schatten seiner selbst ist[61]

## Ein Schauspiel für Götter
Diese Worte finden sich im ersten Auftritt von Goethes Singspiel Erwin und Elmire:
„Ein Schauspiel für Götter,
Zwei Liebende zu sehn!“
Goethes Formulierung mag durch das Lustspiel Die zärtlichen Schwestern von Christian Fürchtegott Gellert aus dem Jahr 1747 angeregt worden sein, in dem es heißt:
„Kann wohl ein schönerer Anblick sein, als wenn man zwei zärtliche sieht, die es vor Liebe nicht wagen wollen, einander die Liebe zu gestehen?“

## Ein Schelm, wer Böses dabei denkt.

Hosenbandorden

Nach Polydore Vergils Englischer Geschichte geht die Stiftung des Hosenbandordens, des höchsten britischen Ordens, und sein Wahlspruch auf König Eduard III. zurück:
„Honi soit qui mal y pense“
„Ein Schelm, wer Böses dabei denkt“
Vergil erzählt, dass die Gemahlin des Königs oder eine Hofdame beim Tanzen ihr Strumpfband verloren habe. Der König hob es auf. Als er einige Hofleute lächeln sah, habe er ihnen gesagt, das Strumpfband werde bald so in Ehren kommen, dass mancher sich glücklich preisen würde, es tragen zu dürfen.
Die Redewendung wird verwendet, wenn man ausdrücken will, dass man einen harmlosen Vorgang auch anders interpretieren kann:
- „Ein Medienunternehmen bildet die aus, die über Medien berichten sollen. Ein Schelm, der Böses dabei denkt“[64]

## Ein Schiff wird kommen.
Ein Schiff wird kommen ist der deutsche Titel eines Liedes aus dem griechischen Film Sonntags… nie!, das im Original von Melina Mercouri gesungen wurde und dessen Refrain so lautet:
„Ein Schiff wird kommen
Und das bringt mir den einen
Den ich so lieb wie keinen
Und der mich glücklich macht“
Der Liedtitel wird heute auch als Redewendung verwendet, um eine Sehnsucht nach Erlösung in eher hoffnungsloser Lage zu beschreiben.
Aber auch Abwandlungen sind häufig:
- Kein Schiff wird kommen ist beispielsweise ein Theaterstück von Nis-Momme Stockmann, uraufgeführt 2010[66]
- (K)Ein Zug wird kommen oder Ein Zug wird kommen – oder auch nicht (im Bezug auf Bauprojekte oder Infrastrukturprobleme bei der Bahn)

## Ein Schmetterling kann einen Taifun auslösen.
Mit dem so genannten Schmetterlingseffekt (engl. butterfly effect) bezeichnet man den Effekt, dass in manchen komplexen, dynamischen Systemen eine große Abhängigkeit von kleinen Änderungen in den Anfangsbedingungen besteht. Kleinste Variationen darin können im langfristigen Verlauf zu einer völlig anderen Entwicklung führen. Die Bezeichnung stammt vom Meteorologen Edward N. Lorenz:
„Predictability: Does the flap of a butterfly’s wings in Brazil set off a tornado in Texas?“
„Vorhersagbarkeit: Kann der Flügelschlag eines Schmetterlings in Brasilien einen Tornado in Texas auslösen?“
Im Manifest der Kampagne Du bist Deutschland heißt es unter anderem:
„Ein Schmetterling kann einen Taifun auslösen. Der Windstoß, der durch seinen Flügelschlag verdrängt wird, entwurzelt vielleicht ein paar Kilometer weiter Bäume. Genauso wie sich ein Lufthauch zu einem Sturm entwickelt, kann Deine Tat wirken. […] Dein Wille ist wie Feuer unterm Hintern. […] Doch einmal haben wir schon eine Mauer niedergerissen. Deutschland hat genug Hände, um sie einander zu reichen und anzupacken. Wir sind 82 Millionen. Machen wir uns die Hände schmutzig. Du bist die Hand. Du bist 82 Millionen. Behandle Dein Land doch einfach wie einen guten Freund. Meckere nicht über ihn […] Du bist Deutschland.“

## Ein treuer Diener seines Herrn
Ein treuer Diener seines Herrn ist der Titel eines historischen Dramas von Franz Grillparzer. Hauptfigur ist der Paladin Bancbanus, der seinem König, Andreas von Ungarn, treu ergeben war.
Heute bezeichnet man einen unterwürfigen Untergebenen als „treuen Diener seines Herrn“.

## Ein Unglück kommt selten allein.
Diese sprichwörtliche Redensart findet man in ähnlicher Form im Alten Testament ausgesprochen. So heißt es beim Propheten Ezechiel (Hesekiel):
„1Und des HERRN Wort geschah zu mir und sprach: 2Du Menschenkind, so spricht der Herr, HERR vom Lande Israel: Das Ende kommt, das Ende über alle vier Örter des Landes. 3Nun kommt das Ende über dich; denn ich will meinen Grimm über dich senden und will dich richten, wie du es verdient hast, und will dir geben, was allen deinen Greueln gebührt. 4Mein Auge soll dein nicht schonen noch übersehen; sondern ich will dir geben, wie du verdient hast, und deine Greuel sollen unter dich kommen, daß ihr erfahren sollt, ich sei der HERR. 5So spricht der Herr, HERR: Siehe, es kommt ein Unglück über das andere! “

## Ein Veilchen, das am Wege blüht

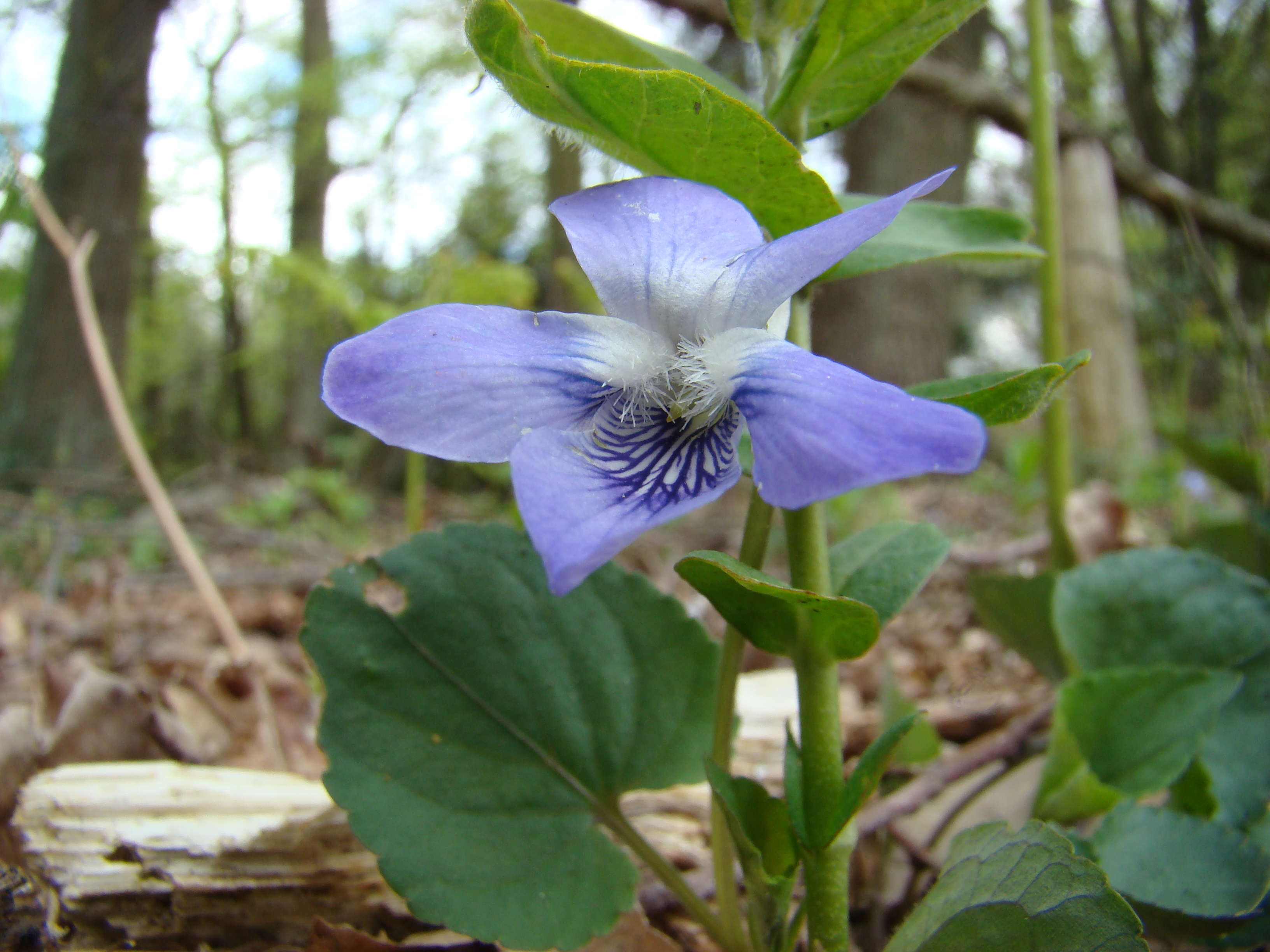
Veilchen am Waldrand

Dieser Ausdruck stammt aus dem bekannten Lied Freut euch des Lebens des Schweizer Dichters und Malers Johann Martin Usteri, aus dem Jahr 1793. Die erste Strophe des Liedes endet mit folgenden Zeilen:
„Man schafft so gern sich Sorg und Müh,
Sucht Dornen auf und findet sie
 Und lässt das Veilchen unbemerkt,
Das uns am Wege blüht.“
In einem Gedicht des Eulogius Schneider „an die Frau Pfarrerin Steiner zu Augsburg, da sie ihr Söhnchen verlor“, heißt es:
„Ein Veilchen, das am Wege steht.
Sie denkt: ‚der Unhold, der vorüber geht,
Wie bald kann der dich nicht zertreten!
Komm liebes Veilchen, lass dich retten!
Du sollst an einem sichern Orte blüh’n.‘
Dann pflücket sie’s.“
Man charakterisiert mit Veilchen am Wege eine Person, die völlig unauffällig wirkt.

## Ein weites Feld
Ein weites Feld ist ein Roman von Günter Grass aus dem Jahr 1995. Der Roman spielt in Berlin zwischen Mauerfall und Wiedervereinigung, zeichnet aber ein Panorama deutscher Geschichte von der Revolution 1848 bis zur deutschen Wiedervereinigung 1990.
Der Protagonist des Romans ist der Aktenbote Theo Wuttke, lässt sich aber lieber Fonty nennen und identifiziert sich mit Theodor Fontane, aus dessen Roman Effi Briest das folgende Zitat stammt:
„Ob wir nicht doch vielleicht schuld sind?“
„Unsinn, Luise. Wie meinst du das?“
„Ob wir sie nicht anders in Zucht hätten nehmen müssen.“
„Gerade wir. Denn Niemeyer ist doch eigentlich eine Null, weil er alles in Zweifel läßt. Und dann, Briest, so leid es mir tut … deine beständigen Zweideutigkeiten … und zuletzt, womit ich mich selbst anklage, denn ich will nicht schadlos ausgehen in dieser Sache, ob sie nicht doch vielleicht zu jung war?“
Rollo, der bei diesen Worten aufwachte, schüttelte den Kopf langsam hin und her, und Briest sagte ruhig: „Ach, Luise, laß … das ist ein zu weites Feld.“
Man zitiert den Satz „Das ist ein weites Feld“, um auszudrücken, dass eine Frage nicht leicht zu beantworten ist und dass es viel dazu zu sagen gäbe.

## Ein Zeitalter wird besichtigt.
Ein Zeitalter wird besichtigt nannte der Schriftsteller Heinrich Mann seine im Jahr 1945 erschienenen Aufzeichnungen. Besichtigt wird die Geschichte Europas, beginnend mit der Französischen Revolution über das „umfängliche Phänomen“ Napoléon bis hin zum wilhelminischen Deutschland. Genauer nimmt der Autor die Weimarer Republik und die durchlebte Zeit des Nationalsozialismus als Emigrant bis zur absehbaren Zertrümmerung des Großdeutschen Reiches unter die Lupe.
Heinrich Mann will sich „mit Maßen“ einmischen. Also stellt der „Zuschauer“ dieser „Besichtigung“ sich mit „Jx“ vor. Trotzdem ist die Unterscheidung zwischen seinen Freunden und Feinden fast immer möglich. Gehöriger Abstand von den Ereignissen ist ein guter Vorsatz, den Jx selten einhalten kann.

## Einbildung ist auch eine Bildung.
Ein scherzhafter Hinweis für eine überhebliche Person im Sinne von eingebildet sein.

## Eine durstige Seele.
Bei diesem Ausdruck handelt es sich ursprünglich um ein Zitat aus Psalm 107, wo von denen die Rede ist, die sich in der Wüste verirrten und dann von Gott wieder auf den richtigen Weg geführt wurden:
„4Die irregingen in der Wüste, in ungebahntem Wege, und fanden keine Stadt, da sie wohnen konnten, 5hungrig und durstig, und ihre Seele verschmachtete; 6die zum HERRN riefen in ihrer Not, und er errettete sie aus ihren Ängsten 7und führte sie einen richtigen Weg, daß sie gingen zur Stadt, da sie wohnen konnten: 8die sollen dem HERRN danken für seine Güte und für seine Wunder, die er an den Menschenkindern tut, 9daß er sättigt die durstige Seele und füllt die hungrige Seele mit Gutem.“

## Eine Frau ohne Mann ist wie ein Fisch ohne Fahrrad.
Dieser in den 1970er Jahren aufgekommene Spruch, mit dem Vertreterinnen der Frauenbewegung ihre Unabhängigkeit bekundeten und bekunden, ist 1990 in den deutschen Titel eines Romans der US-amerikanischen Autorin Elizabeth Dunkel eingegangen. Das Frauenbuch Der Fisch ohne Fahrrad (englischer Originaltitel: Every Woman Loves a Russian Poet) war der erste Roman, der die Probleme der postfeministischen Single-Frauen thematisierte. Im Klappentext zu diesem Roman heißt es:
„‚Eine Frau ohne Mann ist wie ein Fisch ohne Fahrrad‘ – so lautete ein Spruch der Frauenbewegung, der mit dem alten Vorurteil aufräumen sollte, eine Frau ohne Mann sei nur ein halber Mensch.
Ein Fisch ohne Fahrrad ist auch die New Yorkerin Kate Odinokov. Eigentlich hat sie ja alles, was sich eine Frau wünschen kann, nur eines vermißt sie: einen Mann.
Ständig verliebt sie sich in den Falschen, wie zum Beispiel in Boris, den russischen Exildichter, oder in Frank, ihren Psychiater. Doch am Schluß ihrer leid- und lustvollen Erfahrungen steht trotz alledem die Erkenntnis: Man kann das Leben auch ohne Mann genießen!“

## Eine Gabe Gottes.
Dieser Ausdruck findet sich im Prediger Salomo des Alten Testaments, u. a. Kapitel 3,13:
„Denn ein jeglicher Mensch, der da isst und trinkt und hat guten Mut in aller seiner Arbeit, das ist eine Gabe Gottes.“
In Psalm 127 heißt es:
„Siehe, Kinder sind eine Gabe des Herrn, und Leibesfrucht ist ein Geschenk. Wie Pfeile in der Hand eines Starken, so sind die Söhne der Jugendzeit. Wohl dem, der seinen Köcher mit ihnen gefüllt hat! Sie werden nicht zuschanden, wenn sie mit ihren Feinden verhandeln im Tor“
Eine Gabe Gottes ist heute etwas sehr Schönes, Angenehmes. Gabe Gottes ist ein Huthaus bei Johanngeorgenstadt im sächsischen Erzgebirge.

## Eine kluge Frau hat Millionen geborener Feinde – alle dummen Männer.
Diese Feststellung stammt von der österreichischen Schriftstellerin Marie von Ebner-Eschenbach und wird auch heute immer wieder gebraucht, wenn Frauen ins Hintertreffen geraten. So überschreibt Der Spiegel einen Artikel über Frauen in naturwissenschaftlichen und technischen Disziplinen mit den Worten „Millionen geborener Feinde“. In dem Artikel heißt es:
„Kluge Frauen haben, auch im zeitgenössischen Wissenschaftsbetrieb, nicht viel zu lachen. Vom Druck der hergebrachten Rollenklischees bleiben sie auch in den Forschungslabors, in Hörsälen und Instituten nicht verschont.“
Von der bayerischen Politikerin Renate Schmidt stammt die folgende Version:
„Kluge Frauen haben Millionen Feinde: Die dummen Männer.“

## Eine Mauer um uns baue!
Diese Bitte stammt aus der Ballade Die Gottesmauer von Clemens Brentano, in der von einer einsamen Hütte in Schleswig erzählt wird, die während der Koalitionskriege im Jahr 1814 von feindlichen Soldaten umgeben ist. Die Lage ist hoffnungslos, doch eine alte Frau gibt nicht auf und betet unablässig:
„‚Eine Mauer um uns baue’,
Singt das fromme Mütterlein,
‚Daß dem Feinde vor uns graue,
Hüll’ in deine Burg uns ein.’ -
‚Mutter’, spricht der Weltgesinnte,
‚Eine Mauer uns ums Haus
Kriegt unmöglich so geschwinde
Euer lieber Gott heraus.’ -
‚Eine Mauer um uns baue’,
Singt das fromme Mütterlein.“
Ihr skeptischer Enkel hält diese Gebete für sinnlos, doch in der Nacht fällt Schnee und die Soldaten ziehen an der Hütte vorbei. Nun heißt es:
„‚Ja, der Herr kann Mauern bauen,
Liebe, fromme Mutter, komm,
Gottes Mauer anzuschauen!‘
Rief der Enkel und ward fromm.“

## Eine Reise von tausend Meilen beginnt unter deinem Fuß.
Die chinesische Lebensweisheit wird dem altchinesischen Philosophen Laozi zugeschrieben und steht im 64. Kapitel des Daodejing:
千里之行﹐始於足下.
Qiān lǐ zhī xing, shǐ yū zú xià.
In der Übersetzung des Sinologen Günther Debon heißt es:
„Auch der gewaltigste Baum
War als Keimling fein wie Flaum.
Ein Turm von neun Stockwerken
Stieg aus einem Häufchen Erde hinan;
Eine Reise von Tausend Meilen
Fängt unter deinem Fuße an.“

## Eine Rose gebrochen, ehe der Sturm sie entblättert.

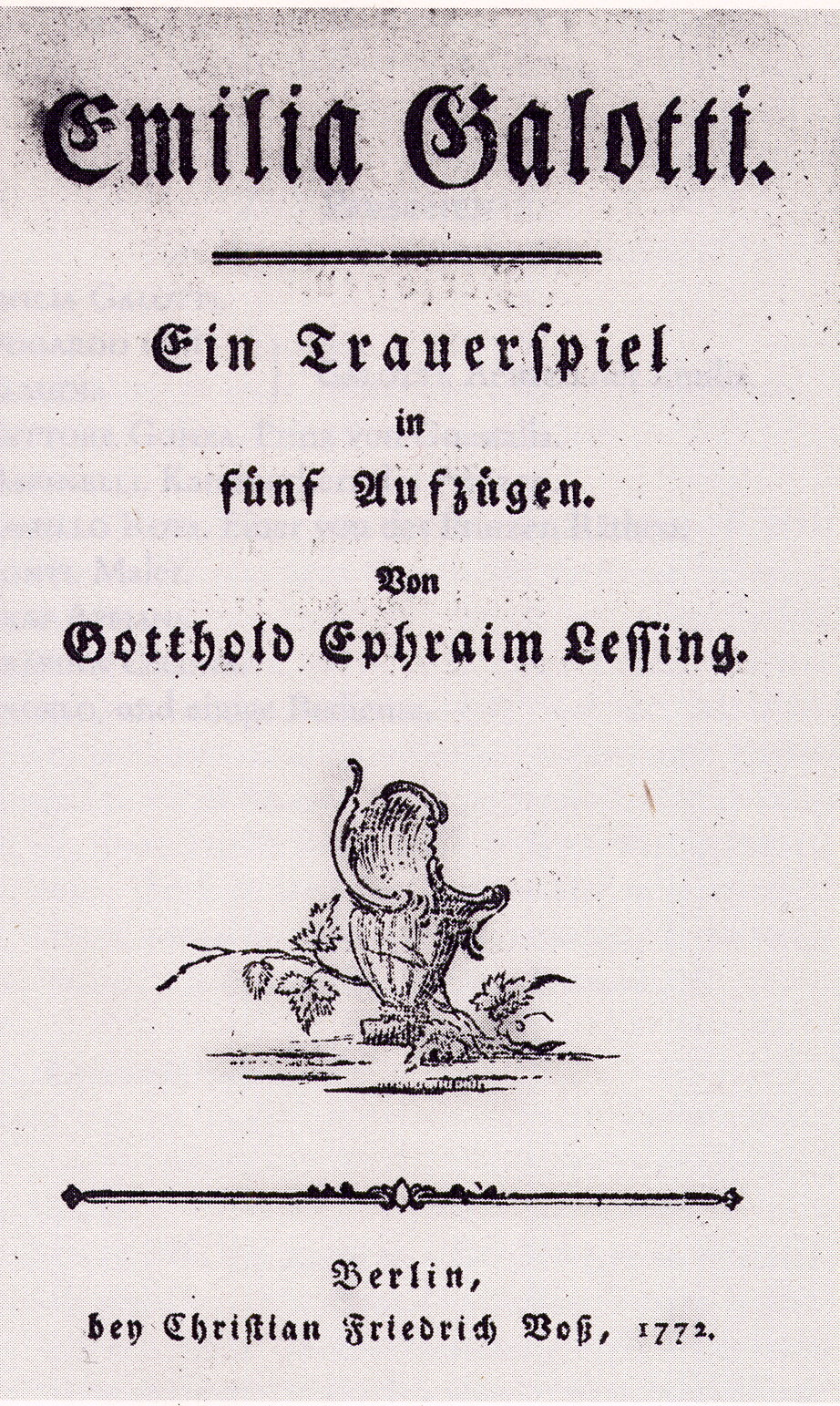
Titelbild von Emilia Galotti

Mit diesem Bild umschreibt in einem bittern Ton die sterbende Emilia Galotti in Lessings gleichnamigem Trauerspiel ihr Geschick, während sie gleichzeitig eine Rose zerpflückt. Emilia Galotti hatte den Tod von der Hand ihres Vaters Odoardo gefordert, um dem Prinzen, der ihr nachstellt, zu entgehen.
Odoardo
„Doch, meine Tochter, doch! (indem er sie durchsticht.) – Gott, was hab’ ich gethan!“ (sie will sinken, und er faßt sie in seine Arme.)
Emilia
„Eine Rose gebrochen, ehe der Sturm sie entblättert. – Lassen Sie mich sie küssen, diese väterliche Hand.“

## Eine Rose unter Dornen
Im 2. Kapitel des Hohen Liedes im Alten Testament preist der Freund die Schönheit seiner Freundin:
„Wie eine Rose unter Dornen, so ist meine Freundin unter den Töchtern. Wie ein Apfelbaum unter den wilden Bäumen, so ist mein Freund unter den Söhnen.“
Von dieser Wendung gibt es selbstverständlich auch Abwandlungen:
- „Wie eine Lilie unter Dornen“

„Rose unter Dornen“ ist auch der Titel eines österreichischen Films aus dem Jahr 2006.

## Eine Schlange am Busen nähren
Diese Redewendung hat ihren Ursprung in Äsops Fabel vom Bauern, der eine Schlange unter seinem Hemd wärmt und, als diese sich erholt hat, von ihr gebissen wird. Sterbend erkennt er seinen Fehler, mit einem Bösewicht Mitleid gehabt zu haben.
Busen war auch als Bezeichnung für die männliche Brust gebräuchlich; das Verb „nähren“ könnte später hinzugetreten sein.

## Eine Schwalbe macht noch keinen Sommer.
Diese Redensart stammt aus Äsops Fabel „Der verschwenderische Jüngling und die Schwalbe“ und lautet auf Griechisch:
Μία χελιδὼν ἔαρ οὐ ποιεῖ.
Mia chelidōn ear ou poiei.
Die Redensart ist auch in das Sprachgut anderer europäischer Völker eingegangen:
- Lateinisch: „Una hirundo non facit ver.“
- Englisch: „One swallow does not make a summer.“
- Französisch: „Une hirondelle ne fait pas le printemps.“ (dt.: Eine Schwalbe macht noch keinen Frühling)

In der Fabel verkauft ein verschwenderischer junger Mann sogar seinen Mantel, als er die erste Schwalbe im Frühjahr heimkehren sah. Als es aber dann noch einmal so kalt wurde, dass die Schwalbe erfror, schimpfte er über die Schwalbe.

## Einem den Marsch blasen
Das Wort bedeutet: Einen zurechtweisen, zur Pflicht ermahnen, ihn abkanzeln. Im 19. Jahrhundert gaben die Regimentsmusiker mit ihrer Blasmusik das Zeichen zum Aufbruch, zum Abmarsch der Soldaten, die ihre Pflichten nun wahrnehmen mussten.

## Einem geschenkten Gaul schaut man nicht ins Maul.
Dieses Sprichwort geht über den Kirchenvater Hieronymus zurück, der in seinem Kommentar zum Epheserbrief ein römisches Sprichwort zitiert:
„Noli equi dentes inspicere donati.“
„Prüfe nicht die Zähne eines geschenkten Pferdes.“
Alter und Wert eines Pferdes stellt der Käufer beim Pferdehandel unter anderem dadurch fest, dass er den Zustand seines Gebisses prüft.
Die Sängerin Hildegard Knef verwendete den Ausdruck Der geschenkte Gaul als Titel ihrer Memoiren.

## Einen fröhlichen Geber hat Gott lieb.
Dieser früher bei Spendenaufrufen häufig genutzte Ausspruch stammt aus dem 2. Korintherbrief, wo der Apostel Paulus von Tarsus die Gemeinde in Korinth auffordert, „für die armen Christen in Jerusalem“ zu spenden:
„6 Ich meine aber das: Wer da kärglich sät, der wird auch kärglich ernten; und wer da sät im Segen, der wird auch ernten im Segen. 7 Ein jeglicher nach seiner Willkür, nicht mit Unwillen oder aus Zwang; denn einen fröhlichen Geber hat Gott lieb.“

## Einen Jux will er sich machen.
Einen Jux will er sich machen ist der Titel einer Posse des österreichischen Schriftstellers Johann Nestroy aus dem Jahr 1842. Darin wird erzählt, wie ein grundsolider Kaufmannsgehilfe zusammen mit dem Lehrjungen auf Abenteuer ausgeht:
Weinberl
(von einer Idee ergriffen) „Halt! Ich hab’s –!“
Christopherl
„Na, was denn?“
Weinberl
„Ich mach’ mir einen Jux.“
Christopherl
„Ein’ Jux?“
Weinberl
„Grad jetzt auf der Grenze zwischen Knechtschaft und Herrschaft mach’ ich mir einen Jux. Für die ganze Zukunft will ich mir die leeren Wände meines Herzens mit Bildern der Erinnerung schmücken – ich mach’ mir einen Jux!“
Christopherl
„Wie wer’n Sie aber das anstellen?“
Weinberl
„Woll’n Sie dabei sein, Mussi Christoph?“
Christopherl
„Warum nicht? Ich bin freig’sprochen worden: kann man die Freiheit schöner als durch ein’ Jux zelebrieren?!“

## Einen langen Arm haben.
Die Redewendung findet sich bereits in den früher Ovid zugeschriebenen Heroides, einer Sammlung fiktiver Liebesbriefe berühmter Frauen der mythischen Vorzeit an ihre Geliebten. Helena warnt Paris, die Abreise ihres Ehemannes Menelaos nach Kreta schaffe Paris keinesfalls freie Bahn, da Menelaos sie auch aus der Ferne bewache.
„Weißt du denn nicht, dass Könige lange Hände haben?“
an nescis longas regibus esse manus?

## Einen Mohren weiß waschen wollen
Die Redewendung hat möglicherweise ihren Ursprung im Alten Testament, wo es im Buch des Propheten Jeremia heißt:
„22Und wenn du in deinem Herzen sagen willst: ‚Warum begegnet doch mir solches?‘ Um der Menge willen deiner Missetaten sind dir deine Säume aufgedeckt und ist deinen Fersen Gewalt geschehen. 23Kann auch ein Mohr seine Haut wandeln oder ein Parder seine Flecken? So könnt ihr auch Gutes tun, die ihr des Bösen gewohnt seid.“
Damit bekräftigt der Prophet, dass Gott das sündige Volk streng bestrafen wird, denn es kann sich nicht einfach vom Makel des Bösen befreien.
Den gleichen Ursprung hat wohl auch der Ausdruck Mohrenwäsche, der Versuch, einen offensichtlich Schuldigen rein zu waschen.

## Einer für alle, alle für einen

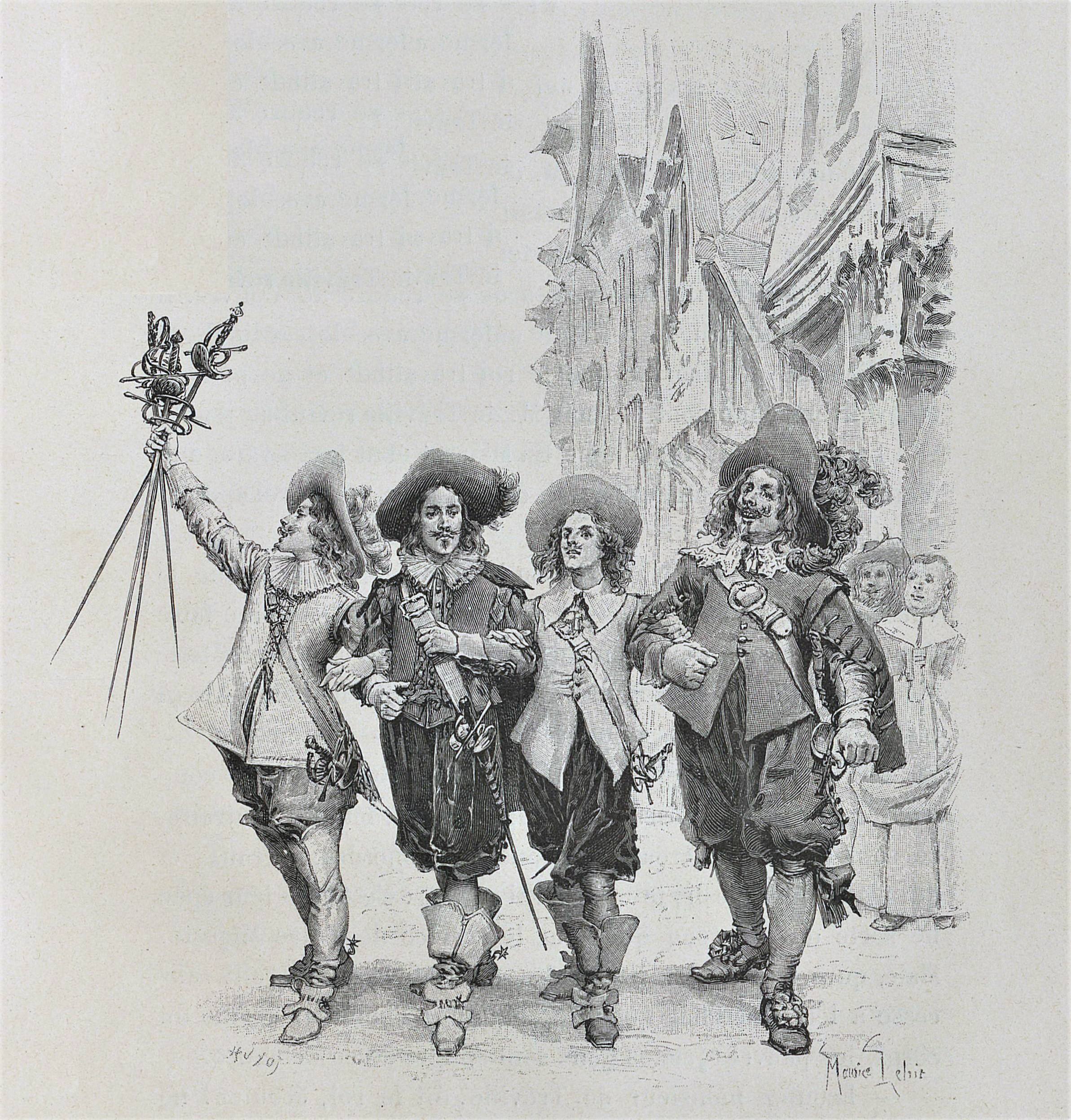
D’Artagnan und die drei Musketiere, Illustration von 1894

Das Motto « Tous pour un, un pour tous » (deutsch: „Einer für alle, alle für einen“) kommt in dem Roman Die drei Musketiere des französischen Schriftstellers Alexandre Dumas des Älteren vor. Dort steht in dem Kapitel „D’Artagnan entwickelt sich“:

„Und jetzt, Freunde“, sagte d’Artagnan, ohne sich die Mühe zu machen, Porthos sein Verhalten zu erklären, „einer für alle, alle für einen! Das soll unser Wahlspruch sein, einverstanden?“

Dieser Wahlspruch wurde berühmt für die drei Musketiere Athos, Porthos und Aramis zusammen mit dem Fechtkünstler d’Artagnan. Die vier unterschiedlichen Personen halten zusammen:
1. Athos ist der gebildete, weitblickende Mann.
2. Der dicke, eitle Porthos ist etwas dumm, aber gutmütig.
3. Der galante Aramis träumt immer wieder von einer geistlichen Karriere.
4. Der draufgängerische d’Artagnan schließlich ist der wahre Held der Geschichte.

Das Motto wird auch anderweitig verwendet:
- „Einer für alle, alle für einen“ (Motto von Schornsteinfegern bzw. deren Innungen)
- „Unus pro omnibus, omnes pro uno“ (lateinisch für „Einer für alle, alle für einen“) ist der inoffizielle, traditionelle Wahlspruch der Schweiz.

## Einer muss der Bluthund werden.
Der SPD-Politiker Gustav Noske war der erste sozialdemokratische Minister in der deutschen Geschichte mit der Zuständigkeit für das Militär. Er trug die Verantwortung für die Niederschlagung der Aufständischen der Berliner Märzkämpfe, bei denen etliche Spartakisten getötet wurden. Weiterhin war er für die Niederschlagung von lokalen Aufständen u. a. in München und in Bremen verantwortlich. In der Diskussion, wie gegen die Aufständischen des Januar 1919 vorgegangen werden sollte, sagte Noske:
„Meinetwegen! Einer muss der Bluthund werden, ich scheue die Verantwortung nicht.“
Die Kommunisten nannten ihn deswegen Bluthund oder Blutnoske.

## Einer Tradition treu zu sein, bedeutet, der Flamme treu zu sein und nicht der Asche.
Der französische sozialistische Politiker und Historiker Jean Jaurès sagte am 21. Januar 1910 in einer Rede vor dem Parlament:
„Être fidèle à la tradition, c’est être fidèle à la flamme et non à la cendre.“
Im Deutschen gibt es auch andere Zitierweisen, zum Beispiel:
„Tradition pflegen heißt nicht, Asche aufbewahren, sondern Glut am Glühen halten.“
„Tradition ist nicht das Bewahren der Asche, sondern das Schüren der Flamme.“
Der Satz wird fälschlich auch Papst Johannes XXIII., der Schriftstellerin Ricarda Huch, dem Komponist Gustav Mahler, dem Erfinder Benjamin Franklin und anderen zugeschrieben.
Im WDR-Tatort Satisfaktion (2007) erklärt Prof. Walter Stielicke (Michael Degen) KHK Thiel (Axel Prahl) die Bedeutung von Traditionen wie folgt: „Tradition ist nicht die Bewahrung der Asche, sondern das Weiterreichen des Feuers.“ Später im Film gibt Thiel diesen Satz bewusst falsch wieder: „Ja, ich weiß, Tradition ist nicht das Aufheben der Asche, sondern das Weiterreichen des Feuerzeugs“ – vermutlich, um die Fragwürdigkeit von Traditionen zu pointieren, die zu hohlen Riten erstarrt sind.

## Einer trage des anderen Last.
Diese Aufforderung steht im Brief des Paulus an die Galater, in dem der Apostel Paulus von Tarsus die Gemeinde zu Hilfsbereitschaft ermahnt. Zur Begründung sagt er:
„1Liebe Brüder, so ein Mensch etwa von einem Fehler übereilt würde, so helfet ihm wieder zurecht mit sanftmütigem Geist ihr, die ihr geistlich seid; und sieh auf dich selbst, daß du nicht auch versucht werdest. 2Einer trage des andern Last, so werdet ihr das Gesetz Christi erfüllen.“

## Eines Schattens Traum ist der Mensch.

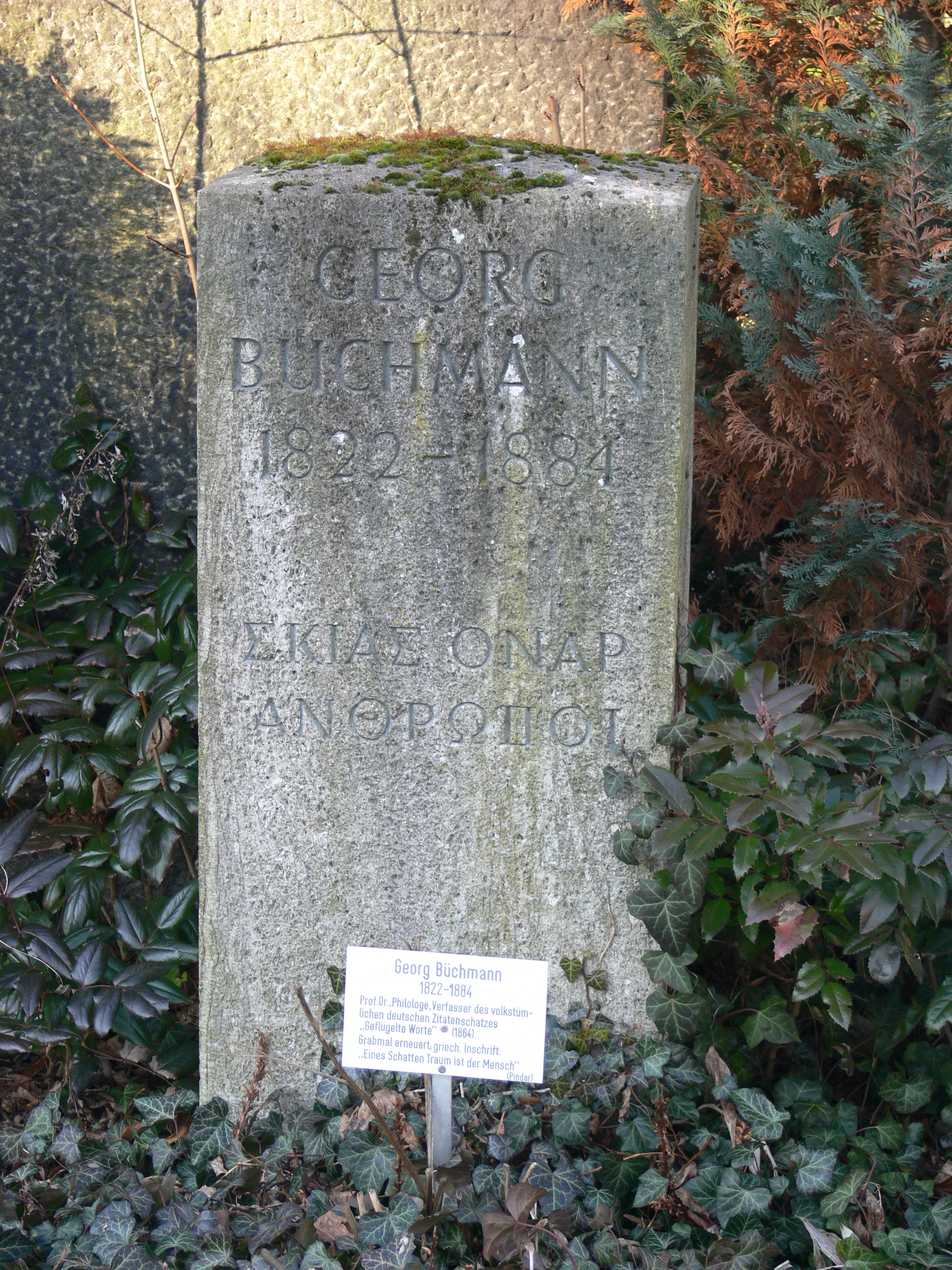
Georg Büchmanns Grab in Berlin-Schöneberg

Dieser Satz (altgriechisch: Σκιᾶς ὄναρ ἄνθρωπος. – Skiās onar anthrōpos.) stammt aus Pindars Pythischer Ode VIII.:
„Tagwesen! Was ist? Was ist man nicht?
Eines Schattens Traum der Mensch!
 Sobald aber Glanz, gottgegebener, kommt,
ist strahlend Licht bei den Menschen, freundlich ihr Dasein.“
Georg Büchmann wählte eine Abwandlung dieses Spruchs als seine Grabinschrift:
„Σκιᾶς ὄναρ ἄνθρωποι.“
Skiās onar anthrōpoi.
„Eines Schattens Traum sind die Menschen.“
Vom spanischen Dichter Pedro Calderón de la Barca stammt das berühmte Bühnenstück „La Vida es sueño“ – „Das Leben ein Traum“, dessen Bearbeitung von Franz Grillparzer den deutschen Titel „Der Traum ein Leben“ trägt.

## Einigkeit und Recht und Freiheit.

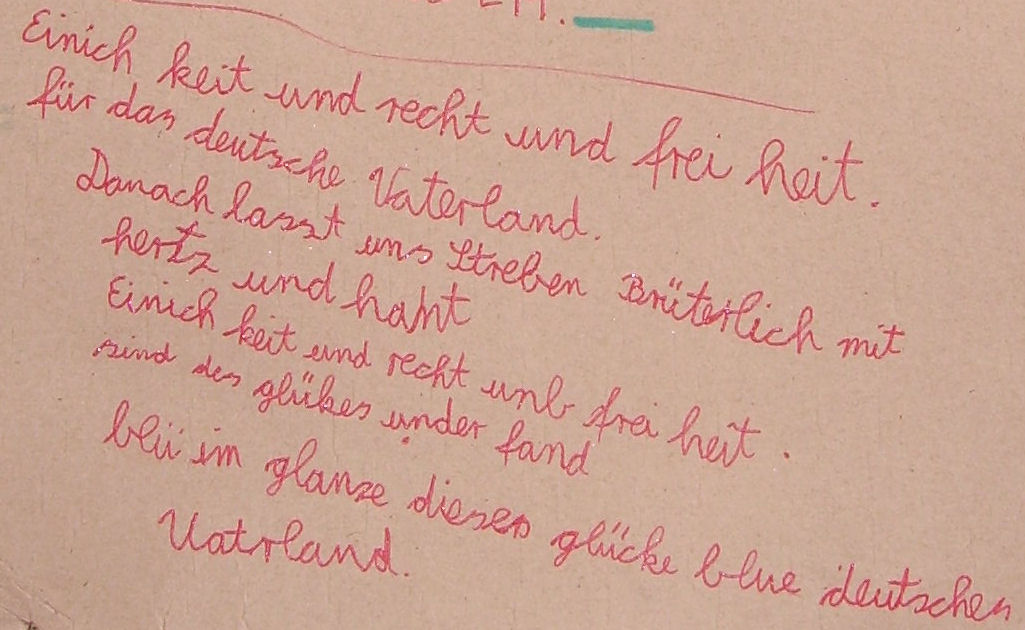
Deutschlandlied, geschrieben von einem 7-Jährigen

Diese Worte sind der Anfang der dritten Strophe des Deutschlandlieds, die offiziell als Text der deutschen Nationalhymne gilt:
„Einigkeit und Recht und Freiheit
Für das deutsche Vaterland!
Danach lasst uns alle streben
Brüderlich mit Herz und Hand!
Einigkeit und Recht und Freiheit
Sind des Glückes Unterpfand –
|: Blüh im Glanze dieses Glückes,
Blühe, deutsches Vaterland!:|“
Die „Einigkeit“ in der dritten Strophe ist vermutlich von den Worten des sterbenden Attinghausen in Friedrich Schillers Drama Wilhelm Tell beeinflusst:
„Seid einig – einig – einig!“
Außerdem kann noch Johann Gottfried Seumes Gedicht „An das deutsche Volk“ eingewirkt haben:
„[…] Hass und Spaltung herrscht in unsern Stämmen, Einheit nur kann das Verderben hemmen […]“.
Die Dreizahl der Ziele lehnt sich an den französischen Wahlspruch „Liberté, Egalité, Fraternité“ an und beschreibt die Forderung nach einem freiheitlichen Rechtsstaat.
Der Philosoph Karl Jaspers meint zu dieser Dreizahl:
„Zunächst klingt es als stolze Großartigkeit: ‚Einigkeit und Recht und Freiheit sind des Deutschen Unterpfand.‘ Analysieren wir, was darin liegt:
Erstens: Die Reihenfolge, zugleich die Rangordnung des Wesentlichen, ist entscheidend: Einigkeit und Recht und Freiheit. Einigkeit als Einheit Deutschlands an die Spitze gestellt, bedeutet: Zuerst Einheit, das Recht kommt hinterher, und nach dem Recht kommt noch die Freiheit. Während für ein politisches, das heißt republikanisches und demokratisches Denken die Sache umgekehrt liegt: Erst die Freiheit, aus ihr das Recht und dann schließlich die Einheit.
Die falsche Reihenfolge in der Hymne hat die Grundgesinnung ausgesprochen.“

## Einst haben die Kerls auf den Bäumen gehockt.
Mit diesen Worten beginnt das Gedicht Die Entwicklung der Menschheit von Erich Kästner:
„Einst haben die Kerls auf den Bäumen gehockt,
behaart und mit böser Visage.“
Kästner spielt auf die Verwandtschaft des Menschen mit dem Affen an und zeugt von seiner skeptischen Betrachtung der menschlichen Entwicklung.

## Einst wird kommen der Tag.

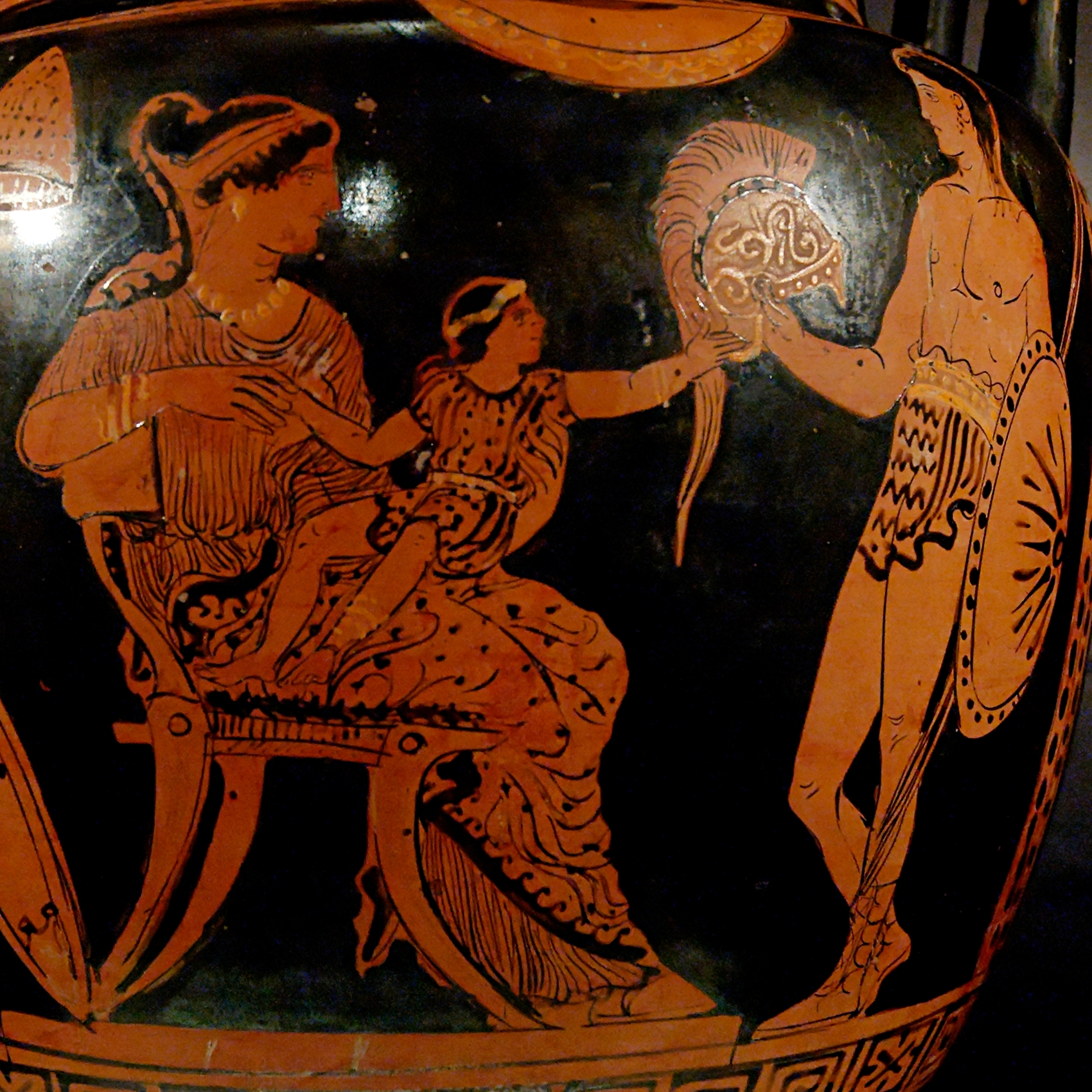
Hektor verabschiedet sich zum letzten Mal von seiner Familie

Diese Worte, mit denen der Untergang Trojas angekündigt wird, stammen aus der Ilias des Dichters Homer und lauten auf Griechisch:
„ἔσσεται ἧμαρ ὅτ᾿ ἄν ποτ᾿ ὀλώλῃ Ἴλιος ἱρὴ.“ (Essetai hēmar, hot’ an pot’ olōlē Ilios hirē.)
„Es wird der Tag kommen, an dem das heilige Ilion untergehen wird.“
Diese berühmten Worte fielen bei der Verabschiedung des trojanischen Helden Hektor von seiner Frau Andromache und seinem kleinen Sohn Astyanax, der vor seinem gerüsteten Vater erschrickt. Ilion ist ein anderer Name für Troja, dessen Untergang Hektor hier vorhersagt und er ist betrübt durch den Gedanken, dass Andromache die Sklavin eines Griechen sein wird.
Hektor bleibt als Einziger vor den Mauern der Stadt, um sich dem griechischen Kämpfer Achilles zu stellen. Dreimal wird er von Achilles um die Mauern Trojas gejagt, bevor er getötet wird.
Essetai ämar ΕΣΣΕΤΑΙ ΗΜΑΡ ist auch der Titel eines Gedichtes von Georg Herwegh gegen die Konterrevolution, bei dem jede Strophe mit den Worten „Der Tag wird kommen“ endet.
„Besiegt, gefangen der Rebell,
 Besiegt vom Sohn des Verhuel,
Vom schlechtesten der beste Mann,
Ormuz besiegt von Ahriman!
So klang die Trauerkunde, so –
Doch einer in Paris war froh.
Der Tag wird kommen.“

## Einszweidrei, im Sauseschritt läuft die Zeit, wir laufen mit.

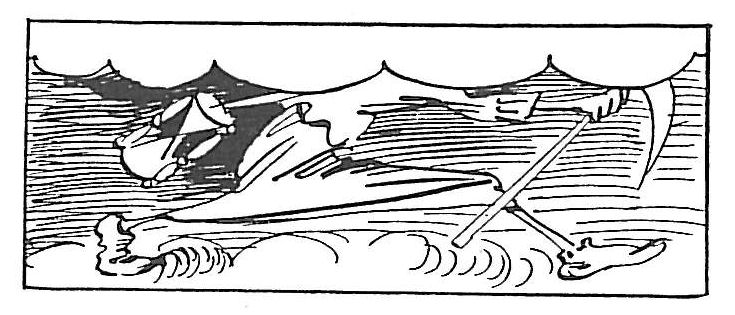
„Einszweidrei, im Sauseschritt
läuft die Zeit, wir laufen mit.“

Dieser Satz, der das ganze Leben der Protagonistin begleitet, stammt aus der Bildergeschichte Julchen von Wilhelm Busch.
Mit diesen Worten deutet Busch an, wie schnell die Zeit vergeht und wie rasch wir uns verändern. So wird Julchen – eben noch ein wohlgenährter Säugling – zum pausbackigen Kleinkind und zum Backfisch.

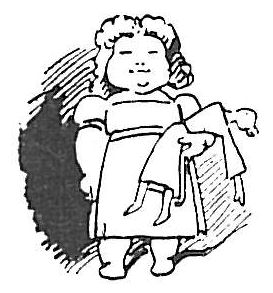
Julchen als Kleinkind
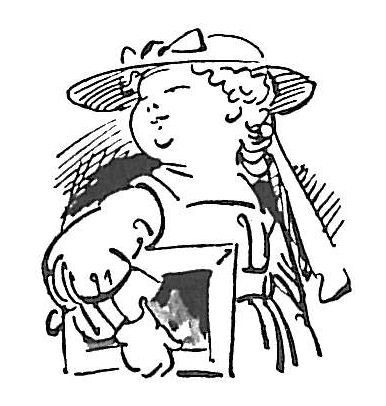
Julchen als Schulkind
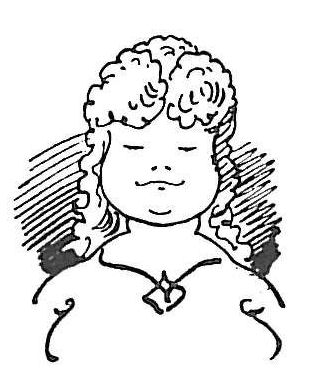
Julchen als Mamsell

In den 1980er Jahren gab es den Schlager Codo der Band Deutsch-Österreichisches Feingefühl mit dem Refrain:
„Und ich düse düse im Sauseschritt
und bring die Liebe mit, von meinem Himmelsritt.“
Einszweidrei, im Sauseschritt nennt die Stadt Hannover Stadtführungen auf den Spuren Wilhelm Buschs, der lange Zeit in Hannover gelebt hat.
Das Zitat wird auch aufgegriffen in einem Kinderlied von Detlev Jöcker, das so beginnt:
„1, 2, 3 in Sauseschritt – gehen alle Kinder mit
der/die … ist nun an der Reih – und läuft an uns vorbei.“

## Einundfünfzigster Bundesstaat

Fiktive Flagge der Vereinigten Staaten mit 51 Sternen

Als 51. Bundesstaat bezeichnet man in Amerika mögliche Kandidaten, die in das Bündnis der Vereinigten Staaten aufgenommen werden könnten. Der Begriff wird auch oft für Kanada benutzt. Seltener werden als 51. Bundesstaat auch Gebiete unter der Kontrolle oder dem Einfluss der USA bezeichnet.
In Kanada und anderen Ländern kennzeichnet man mit dem Begriff das negative Ausmaß des Einflusses der USA. In Europa und Australien kritisieren Menschen, die eine Amerikanisierung ihrer lokalen oder nationalen Kultur befürchten, damit ihre jeweiligen Länder. Der pejorative Ausdruck 51st stater bezieht sich üblicherweise auf Nicht-US-Bürger, die die Manieren und Kultur der Amerikaner nachahmen, oder einen Nicht-US-Politiker, der in besonderem Maße die USA und ihre Außenpolitik unterstützt.
Der Film The 51st State beschäftigt sich mit den Beziehungen zwischen dem Vereinigten Königreich und den USA, ebenso wie das Lied „51st State“ der englischen Band New Model Army von 1986.

## Eisen und Blut

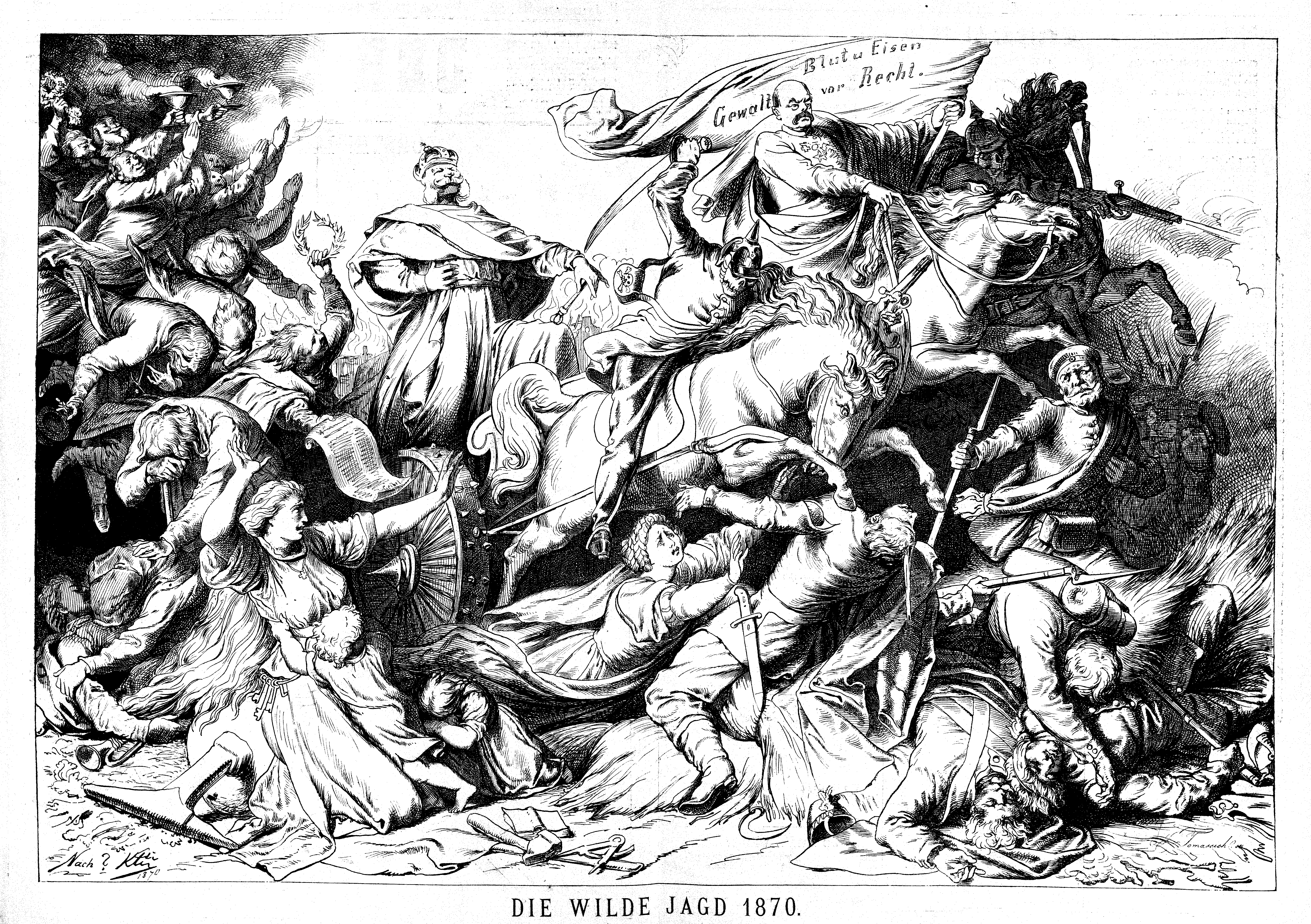
Die Wilde Jagd 1870: Der preußische Ministerpräsident Bismarck hält auf einem Schlachtfeld des Deutsch-Französischen Krieges eine Flagge mit der Aufschrift „Blut u Eisen / Gewalt vor Recht.“

Der Begriff „Eisen und Blut“ (bzw. Blut und Eisen) geht zurück auf eine Rede, die der damalige preußische Ministerpräsident Otto von Bismarck am 30. September 1862 vor der Budgetkommission des preußischen Abgeordnetenhauses hielt. Um seine Vorstellungen einer Heeresreform gegen das Budgetrecht des Abgeordnetenhauses durchzusetzen, sprach er dabei unter anderem den Satz:

„Nicht durch Reden oder Majoritätsbeschlüsse werden die großen Fragen der Zeit entschieden, das war der große Fehler von 1848 und 1849, sondern durch Eisen und Blut“

Nach dieser Maxime handelte Bismarck, indem er u. a. den Deutsch-Französischen Krieg von 1870 bis 1871 vorbereitete und politische, wirtschaftliche und gesellschaftliche Zustände schuf, die die Deutsche Reichsgründung von 1871 maßgeblich ermöglichten. Insbesondere die Kriegsvorbereitungen hatten weitreichenden Einfluss.

## Elf Freunde müsst ihr sein.
Diese Fußballweisheit wird fälschlicherweise dem deutschen Fußballtrainer Sepp Herberger zugeordnet. Er stammt jedoch aus dem Buch Theorie, Technik, Taktik von Richard Girulatis, das bereits 1919 erschien. Unter der Kapitelüberschrift Theorie des Fußballspiels schrieb Girulatis
„Die elf Spieler jeder Mannschaft muss engste Freundschaft miteinander verbinden, dann werden Erfolge nicht ausbleiben. ,Elf Freunde müsst ihr sein, um Siege zu erringen’. Dieser Spruch sollte in jedem Vereinszimmer an deutlich sichtbarer Stelle prangen.“
Um das Ziel, die „Niederringung des an Zahl gleichstarken Gegners“ umzusetzen, fordert Girulatis die Rücknahme jedes Einzelnen zugunsten der Gemeinschaft. Jede Misshelligkeit innerhalb einer Fußballmannschaft beeinträchtige den Erfolg.
„Elf Freunde müsst ihr sein, wenn ihr Siege wollt erringen“ war sogar bereits 1903 auf dem Sockel der so genannten Viktoria-Statue, der Vorgängerin der heutigen Fußball-Meisterschale, eingraviert. Urheber des Textes war wahrscheinlich der Kunstprofessor, der seinerzeit die „Viktoria“ entworfen hatte.

## Elvis has left the building!
„Elvis has left the building!“ („Elvis hat das Gebäude verlassen.“) ist eine Redensart, die oft von Sprechern nach Konzerten von Elvis Presley verwendet wurde, um auf eine Zugabe wartende Zuschauer zum Gehen zu veranlassen.
Geprägt wurde dieser Ausspruch von Horace Lee Logan anlässlich Elvis’ letztem Konzert 1956. Er versuchte an die tobenden Zuschauer zu appellieren, nicht für einen letzten Blick auf ihr Idol nach draußen zu stürmen, sondern sich stattdessen die anderen Künstler anzusehen. Der komplette Ausspruch lautete:
„Please, young people … Elvis has left the building. He has gotten in his car and driven away …. Please take your seats.“
(„Bitte, junge Leute … Elvis hat das Gebäude verlassen. Er ist in sein Auto gestiegen und weggefahren … Bitte setzt Euch hin.“)

## Ende der Geschichte
Der Begriff (englisch: End of History) wurde 1992 durch einen Artikel und ein Buch mit dem Titel The End of History and the Last Man des US-amerikanischen Politikwissenschaftler Francis Fukuyama populär. Fukuyama vertrat die These, dass sich nach dem Zusammenbruch der Sowjetunion die Prinzipien Demokratie und Marktwirtschaft des Liberalismus bald endgültig und überall durchsetzen würden.

## Ende einer Dienstfahrt
Ende einer Dienstfahrt ist der Titel einer Erzählung von Heinrich Böll, die eine ironische Kritik an den Praktiken staatlicher Institutionen darstellt.
Der Möbeltischler Johann Gruhl hat erhebliche Steuerschulden angehäuft; seine Situation verschlechtert sich, als sein Sohn zur Bundeswehr eingezogen wird. Am Ende seiner Dienstzeit erhält Georg Gruhl den Befehl, durch ziellose Fahrten mit einem Jeep den für die Inspektion erforderlichen Tachometerstand zu erzeugen, fährt aber stattdessen nach Hause. Gemeinsam präparieren Vater und Sohn Gruhl den Jeep und verbrennen ihn auf offener Straße. Vom Amtsgericht werden sie zu Schadensersatz und wegen groben Unfugs zu sechs Wochen Haft verurteilt.
Dieser Titel wird gewöhnlich zitiert, wenn man den Abbruch eines Vorhabens kommentieren will.

## Ende gut, alles gut.

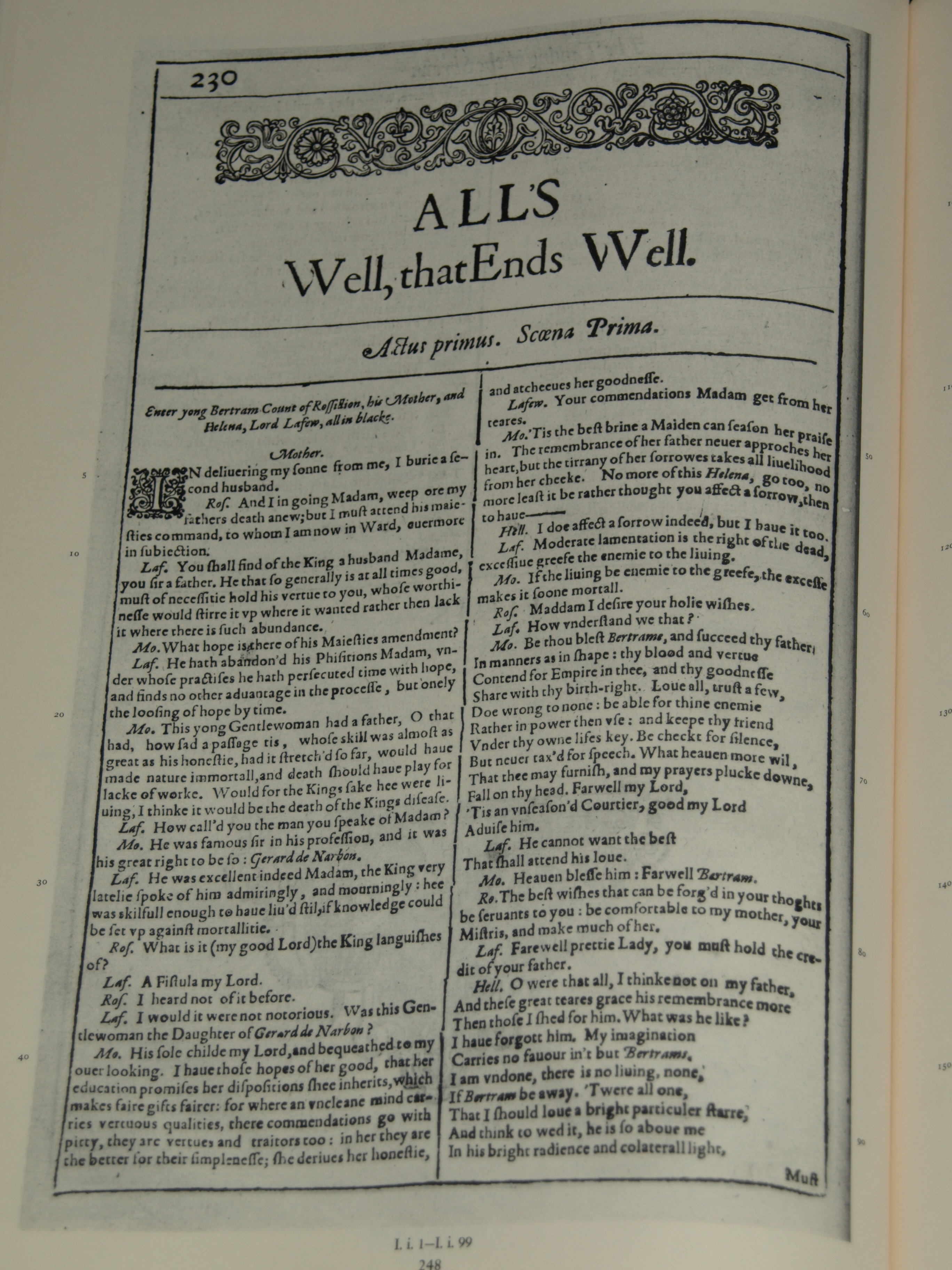
Englisches Titelblatt von Ende gut, alles gut

Ende gut, alles gut (englisch: All’s Well That Ends Well) ist ein Theaterstück von William Shakespeare, dessen Handlungsgerüst er in einer Erzählung von Giovanni Boccaccios Novellensammlung Decamerone fand. Es ist eine turbulente Komödie, die zeigt, wie aus Liebe Besessenheit, Hass und wieder Zuneigung werden kann.
Der Titel dieser Komödie wird als geläufiger Schlusssatz bei Erzählungen und Geschichten zitiert. Er entspricht dem Ende von Märchen:
„Und wenn sie nicht gestorben sind, dann leben sie noch heute.“
Aber auch in anderen Zusammenhängen wird der Titel als Redensart gebraucht:
- „Ende gut, alles gut? Nach jahrelangen Querelen kann Reform der Rechtschreibreform kommen.“
- „Die Sahara-Geiseln sind frei: Ende gut, alles gut?“
- „Tarifverhandlungen: Ende gut, alles gut?“

## Endlich naht sich die Stunde.
„Endlich naht sich die Stunde“ sind die Anfangsworte der Arie der Susanna im 4. Akt von Wolfgang Amadeus Mozarts Oper „Figaros Hochzeit“. Susanna ist glücklich, denn der Hochzeit mit dem Figaro scheint nun nichts mehr im Wege zu stehen:
„Giunse alfin il momento.“ – „Deh, vieni, non tardar, oh gioia bella.“
„Endlich naht die Stunde.“ – „O säume länger nicht, geliebte Seele.“
Zitiert werden diese Worte als Ausdruck der Freude darüber, dass ein ersehntes Ereignis endlich eintritt.

## Endstation Sehnsucht
Endstation Sehnsucht (englisch: „A Streetcar Named Desire“) ist ein US-amerikanischer Spielfilm aus dem Jahr 1951. Der Film basiert auf dem gleichnamigen Drama von Tennessee Williams. Blanche, eine Lehrerin aus den Südstaaten, erlebt die Auflösung ihrer Familie und die Versteigerung des einstmals stolzen Familienbesitzes. Sie zerbricht an ihrer Schuld am Selbstmord ihres Mannes und an der Unbarmherzigkeit ihrer Mitmenschen.
Mit dem Filmtitel wird im Alltag scherzhaft kommentiert, dass jemand das Ziel seiner Wünsche nicht erreicht hat.

## Enfant terrible
Der französische Ausdruck Enfant terrible bedeutet wörtlich „schreckliches Kind“, sinngemäß Familien- oder Bürgerschreck.
Seit wann der Ausdruck in diesem Sinn gebraucht wird, scheint offen. Georg Büchmann meinte, er sei „wohl dadurch verbreitet worden, dass der Karikaturist Paul Gavarni […] einer seiner komischen Bilderfolgen den Titel «Les enfants terribles» gab“.
In der Regel charakterisiert der Begriff jemanden, der durch sein exzentrisches Verhalten seine Umgebung schockiert und provoziert:
- „Das Enfant terrible des Films“ (Klaus Kinski)
- „Enfant terrible des Hochschulsystems bekommt ‚Goldenen Ehrenring der TU München‘“ (Detlef Müller-Böling)
- „Vom Enfant Terrible zur Society-Lady“ (Sarah Ferguson)

## England erwartet, dass jeder Mann seine Pflicht tut.

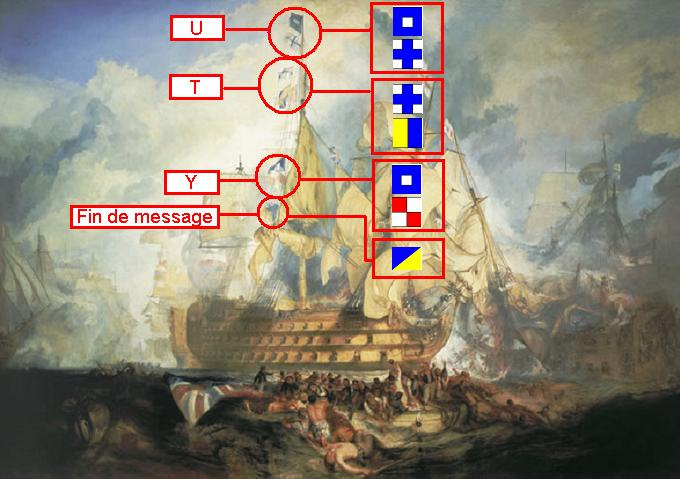
J. M. W. Turner: „Die Schlacht von Trafalgar“ (mit den Flaggensymbolen für U, T, Y + Ende der Nachricht)

„England expects that every man will do his duty“ (englisch für: „England erwartet, dass jeder Mann seine Pflicht tun wird“) war das Flaggensignal, das Admiral Horatio Nelson von seinem Schiff HMS Victory in der Schlacht von Trafalgar (1805) aussandte.
Dieses Flaggensignal ist das berühmteste Signal der britischen Marine und wurde bei vielen Gelegenheiten zitiert und persifliert.
In einem Leitartikel der britischen Tageszeitung Daily Telegraph hieß es 2003 mit Bezug auf die sinkenden Geburtenraten im Vereinigten Königreich:
„England erwartet, dass jeder Mann und jede Frau ihre Pflicht tut. Britinnen im gebärfähigen Alter – euer Land braucht euch! Ihr wisst, was ihr zu tun habt!“
Die Schlacht von Trafalgar schaltete Frankreichs Flotte als Rivalin der Royal Navy endgültig aus. Napoleon Bonaparte war fortan nicht mehr in der Lage, die Seeherrschaft Großbritanniens zu gefährden und musste seine Invasionspläne für die Britischen Inseln aufgeben. Er konzentrierte sich nun auf das europäische Festland und startete im Jahr 1812 seinen katastrophalen Feldzug gegen Russland.

## Entente cordiale
Die Entente cordiale (französisch: Herzliches Einverständnis) war ein 1904 zwischen dem Vereinigten Königreich und Frankreich geschlossenes Abkommen. Ziel des Abkommens war eine Lösung des Interessenkonflikts beider Länder in den Kolonien Afrikas. Später entwickelte sich die Entente cordiale zur Triple Entente, welche eine der Kriegsparteien im Ersten Weltkrieg verkörperte.
Der Ausdruck stammt aus einer Rede in der französischen Deputiertenkammer von 1840 bis 1841 und wird von Fürst Metternich in seinen Nachgelassen Papieren auf den Politiker und Schriftsteller François Guizot zurückgeführt.
Inhalt des Abkommens war unter anderem:
Artikel I.
„Die Regierung Seiner Britischen Majestät erklärt, dass sie nicht die Absicht hat, den politischen Zustand Ägyptens zu ändern …“
Artikel II.
„Die Regierung der französischen Republik erklärt, dass sie nicht die Absicht hat, den politischen Zustand Marokkos zu ändern …“
Artikel IX.
„Die beiden Regierungen vereinbaren, einander bei der Durchführung der Bestimmungen dieser Erklärung über Ägypten und Marokko diplomatisch zu unterstützen.“

## Enthaltsamkeit ist das Vergnügen an Sachen, welche wir nicht kriegen.

Illustration zum Gedicht

Diese Erkenntnis stammt aus dem Gedicht Der Haarbeutel von Wilhelm Busch:
„Mein lieber Sohn, Du tust mir leid.
Dir mangelt die Enthaltsamkeit.
Enthaltsamkeit ist das Vergnügen
An Sachen, welche wir nicht kriegen.
Drum lebe mäßig, denke klug.
Wer nichts gebraucht, der hat genug!“

## Entschuldigen Sie, ist das der Sonderzug nach Pankow?

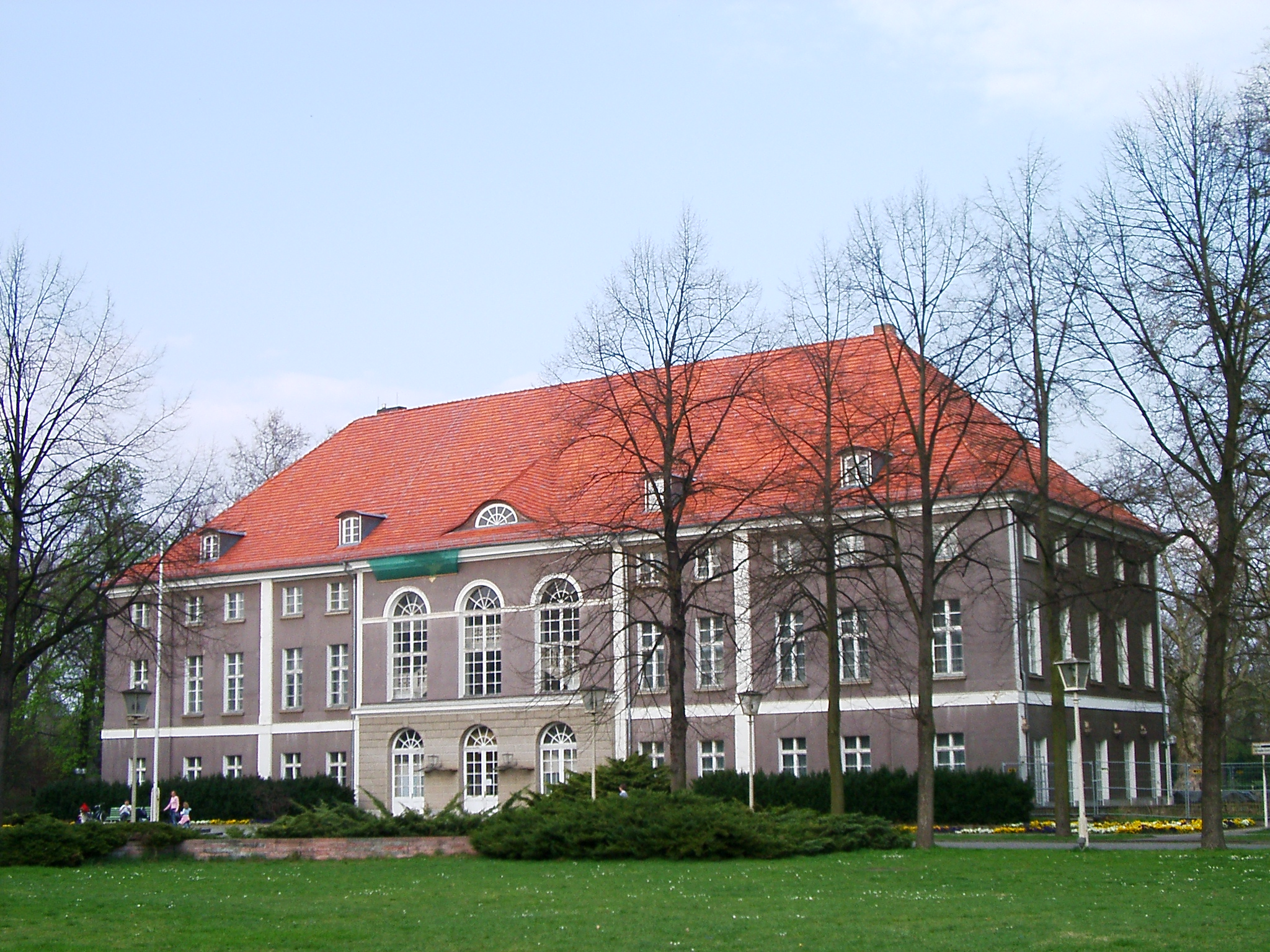
Schloss Schönhausen in Pankow

Dies ist der Anfang von Udo Lindenbergs Lied Sonderzug nach Pankow. Der Text richtet sich in ironischer Weise direkt an den damaligen Staatsratsvorsitzenden Erich Honecker. Der Bezug zum Berliner Bezirk Pankow im Titel beruht auf der Tatsache, dass das dort gelegene Schloss Schönhausen von 1949 bis 1960 Sitz des Präsidenten sowie anschließend bis 1964 des Staatsrates der DDR war. Nach der innerdeutschen Annäherung nach 1974 rückte Pankow im Sprachgebrauch in den Hintergrund. Lediglich 1983 wurde der Begriff von Udo Lindenberg aufgefrischt.
Das Lied stand 1983 insgesamt sieben Wochen lang in den westdeutschen Musik-Charts, in der DDR erreichte es jedoch Kultstatus. Als Reaktion trat Udo Lindenberg im Berliner Palast der Republik am 25. Oktober 1983 auf, allerdings ohne diesen Titel zu singen.
Das Lied beginnt mit den folgenden Worten:
„Entschuldigen Sie, ist das der Sonderzug nach Pankow
ich muß mal eben dahin, mal eben nach Ost-Berlin
ich muß da was klären, mit eurem Oberindianer
ich bin ein Jodeltalent, und ich will da spielen mit ’ner Band“

## Entweder Cäsar oder nichts

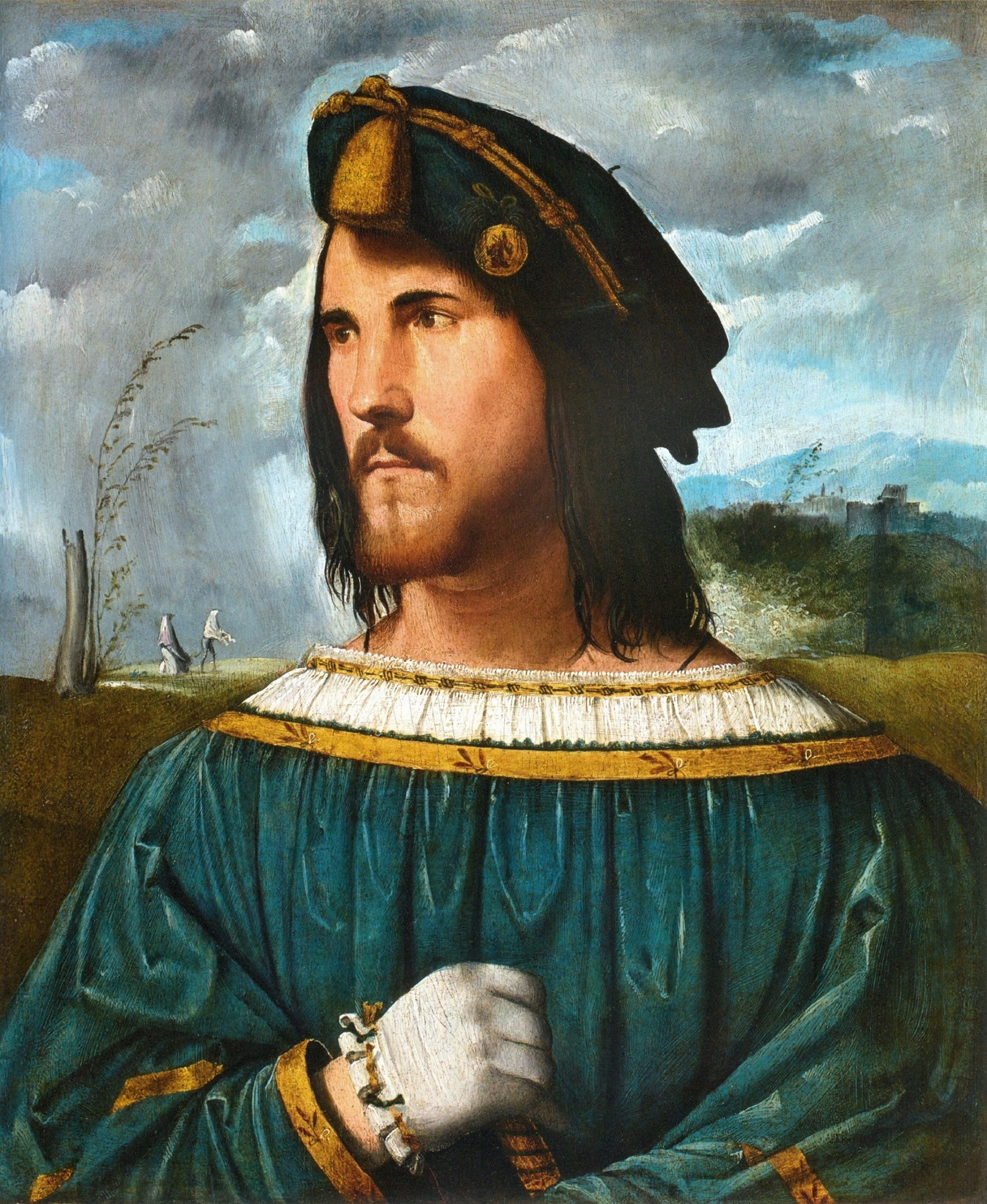
Cesare Borgia

„Entweder Cäsar oder nichts“ (lateinisch: „Aut Caesar aut nihil“) war die unter einer Büste Cäsars angebrachte Devise des italienischen Renaissanceherrschers Cesare Borgia. Vorbild war wohl Caligulas Wort, mit dem er seine maßlosen Verschwendungen beschönigte:
„Aut frugi hominem esse oportere aut Caesarem“
„Man müsse entweder sparsam sein oder ein Cäsar“
Zu Cesare Borgia heißt es bei Fausto Maddalena Romano auf lateinisch:
„Borgia Caesar erat, factis et nomine Caesar,
aut nihil, aut Caesar, dixit: utrumque fuit.“
„Borgia war Caesar nach Name und Werk
‚entweder nichts oder Caesar‘ sprach er; beides war er.“
Ähnlich heißt es in einem Spottgedicht von Jacopo Sannazaro:
„LIV De Caesare Borgia
‚Aut nihil aut Caesar‘ vult dici Borgia: quid ni,
 cum simul et Caesar possit et esse nihil?“
„»Caesar oder nichts« will Borgia, soll es heißen. Warum auch nicht?
Da er zugleich Caesar sein kann und nichts.“

## Entweder mache ich mir Sorgen oder was zu essen.
Dies ist der erste Satz aus Ildikó von Kürthys Roman Blaue Wunder, der beim Wettbewerb Der schönste erste Satz in der Kategorie Kinder- und Jugendliteratur auf den dritten Platz gewählt wurde. Im Hamburger Abendblatt heißt es zu diesem Satz:
„Diese Autorin kann Sätze sagen, für die sie alle Frauen auf ewig in ihr Herz schließen werden, während die Männer wissend seufzen. Zum Beispiel diesen: ‚Entweder mache ich mir Sorgen oder was zu essen.‘“

## Equal goes it loose.
Dieser Satz in sprichwörtlichem „Lübke-Englisch“ soll so viel bedeuten wie: „Gleich geht es los.“ Angeblich sagte dies der ehemalige deutsche Bundespräsident Heinrich Lübke im Jahr 1965 zu der britischen Königin Elisabeth II. im Garten von Schloss Brühl kurz vor dem Zapfenstreich. Verbürgt ist dieser Ausspruch jedoch nicht. Er könnte ihm von Kabarettisten in den Mund gelegt worden sein. Der ehemalige Spiegel-Mitarbeiter Hermann L. Gremliza behauptete 2006, dass dieses Zitat eine Erfindung der Spiegel-Redaktion gewesen sei.
Seitdem wurde der Satz oft scherzhaft zitiert, wenn man ausdrücken will, dass eine Veranstaltung gleich beginnen wird. Auch wird er zitiert, um Wortschatzfehler im Fremdsprachenunterricht zu verdeutlichen (Denglisch).

## Er läuft und läuft und läuft…

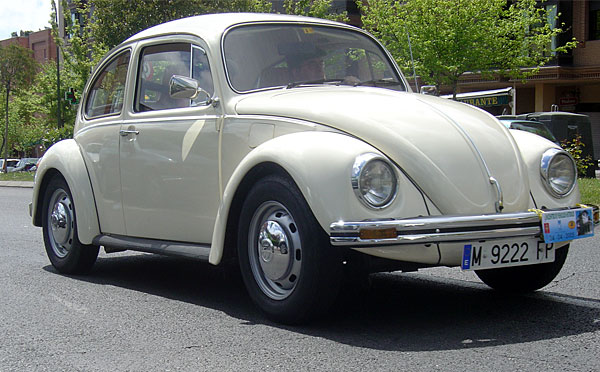
VW Käfer

„Er läuft und läuft und läuft“ war der Werbeslogan, mit dem der Volkswagen-Konzern jahrelang Werbung für den VW Käfer machte. Die Erfolgsgeschichte dieses Autos ist zum großen Teil auch dieser erfolgreichen Werbekampagne zu verdanken, mit der VW 1959 die New Yorker Agentur Doyle, Dane und Bernbach (DDB) beauftragte. Ziel war es in erster Linie, die Verkaufszahlen auf dem hart umkämpften amerikanischen Markt zu erhöhen.
Die Agentur DDB ging mit ihrer Werbung neue Wege. Sie lobte den Käfer nicht, wie sonst in der Werbung üblich, und stellte ihn nicht als den besten Wagen schlechthin dar, sondern hob die kleinen, aber feinen Unterschiede gegenüber der Konkurrenz hervor. Sie entwarf Werbeanzeigen, die den Kunden zum Nachdenken, Lachen und Diskutieren anregten. Und so entstanden Slogans wie:
„Think small.“
„Er läuft und läuft und läuft …“
„Es gibt Formen, die man nicht verbessern kann.“
„Wir wahren die Form. Bis zum Schluß.“
„Wer nicht angibt, hat mehr vom Leben.“
Diese Slogans gelten noch heute in der Werbebranche als vorbildlich und wegweisend.
Der Slogan hat sich mittlerweile verselbständigt. So findet er sich in abgewandelter Form – aber immer noch erkennbar – als Überschrift zu einem Artikel über den Fußballspieler Michael Ballack:
„Ballack läuft und läuft und läuft“

## Er lebte, nahm ein Weib und starb.
Die Ballade Der Greis von Christian Fürchtegott Gellert beginnt mit den folgenden Versen:
„Von einem Greise will ich singen,
Der neunzig Jahr die Welt gesehn.
Und wird mir itzt kein Lied gelingen:
So wird es ewig nicht geschehn.“
Das Gedicht schließt mit den Versen:
„O Ruhm, dring in der Nachwelt Ohren,
Du Ruhm, den sich mein Greis erwarb!
Hört, Zeiten, hörts! Er ward gebohren,
Er lebte, nahm ein Weib, und starb.“
Gellert ahmt damit ein Epigramm des Dichters Andreas Gryphius nach, der 1718 in seinen Poetischen Wäldern schreibt:
„Ein sechzigjähr’ger Mann ward unlängst beigesetzt;
Er kam auf diese Welt, ass, trank, schlief, starb zuletzt.“
Ein ähnliches Gedicht gibt es vom Komiker Heinz Erhardt, das ebenfalls ein ereignisarmes Leben beschreibt:
„Kaum daß auf diese Welt du kamst,
zur Schule gingst, die Gattin nahmst,
Dir Kinder, Gut und Geld erwarbst,
schon liegst du unten, weil du starbst.“

## Er selbst hat es gesagt.
„Er selbst hat es gesagt.“ ist ein Ausdruck, den die Schüler und Nachfolger des Pythagoras von Samos in den Fällen verwendeten, wenn sie einen unbedingt unwiderlegbaren Beweis zur Bestätigung der Wahrheit einer These erbringen wollten. Es wird zitiert in einem Scholion zu Aristophanes’ Drama Die Wolken.
Der US-amerikanische Buchautor Howard Bloom schreibt unter der Überschrift Erkenne dich selbst – Pythagoras, Subkulturen und der Psycho-Bio-Schaltkreis:
„Seine Anhänger stellten seine Anordnungen nicht in Frage, sondern zügelten ihren Willen mit einem Satz, der von Sklaven stammt: ‚Αὐτὸς ἔφα. (autos epha) ipse dixit‘, was gewöhnlich ‚er selbst hat es gesagt‘ übersetzt wird. In anderen Worten: ‚Es ist wahr, weil Pythagoras es gesagt hat.‘“
„ER selbst hat es gesagt“ galt bei seinen Jüngern als unerschütterliches Argument im Streitgespräch, würgte alle Diskussionen ab und wurde zur klassischen Formel des blinden Autoritätsglaubens.

## Ergo bibamus!

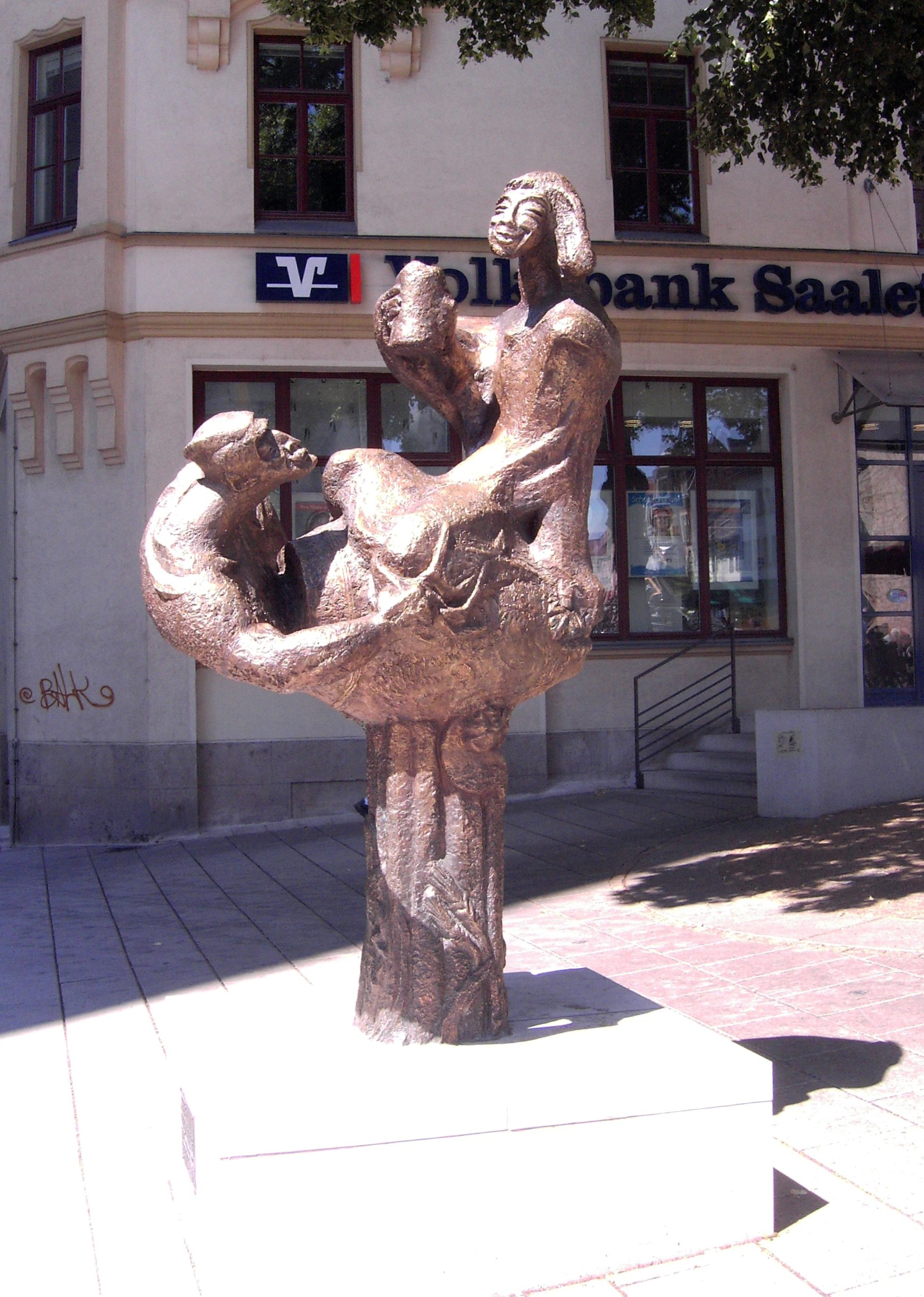
Ergo-bibamus-Denkmal in Jena

Diese lateinische Aufforderung bedeutet auf Deutsch:
„Also lasst uns trinken!“
Ergo bibamus ist auch der Titel eines berühmten Studentenliedes, das 1810 von Johann Wolfgang von Goethe gedichtet und 1813 von Traugott Maximilian Eberwein vertont wurde. Nach dem Goethe-Text wurde ein Denkmal benannt, das 1986 in Jena auf dem Standort des ehemaligen Brauhauses der Universität aufgestellt wurde. Der Text der ersten Strophe lautet folgendermaßen:
„Hier sind wir versammelt zu löblichem Thun,
:Drum Brüderchen Ergo Bibamus!
Die Gläser sie klingen, Gespräche sie ruhn,
Beherziget Ergo Bibamus!
Das heist noch ein altes ein tüchtiges Wort,
Es passet zum ersten und passet so fort,
Und schallet ein Echo vom festlichen Ort,
:Ein herrliches Ergo Bibamus.“
Goethes Gedicht geht wohl zurück auf das Lieblingswort des Papstes Martin IV., der stets aus dem Konsistorium kommend zu sagen pflegte:
„Wieviel haben wir für die heilige Kirche Gottes gelitten! Ergo bibamus!“

## Erlaubt ist, was gefällt.
Dieser Ausspruch stammt aus Goethes Schauspiel Torquato Tasso, der im Zusammenhang mit einem zweiten Zitat steht:
„Erlaubt ist, was sich ziemt.“
In einem Dialog zwischen Tasso und der Prinzessin Leonore von Este gerät Tasso ins Schwärmen von einer vergangenen „goldenen Zeit“, wo
„jedes Tier, durch Berg und Täler schweifend,
Zum Menschen sprach: Erlaubt ist, was gefällt.“
Die Prinzessin holt Tasso mit dem Hinweis auf die notwendige Gesittung auf den Boden der Realität zurück:
„Nur in dem Wahlspruch ändert sich, mein Freund,
 Ein einzig Wort: Erlaubt ist, was sich ziemt.“
Sie erläutert ihm schließlich auch, was sie meint:
„Willst du genau erfahren, was sich ziemt,
So frage nur bei edlen Frauen an.“
Sie beendet ihre Ausführung mit folgenden Satz:
„Nach Freiheit strebt der Mann, das Weib nach Sitte.“

## Erschossen wie Robert Blum

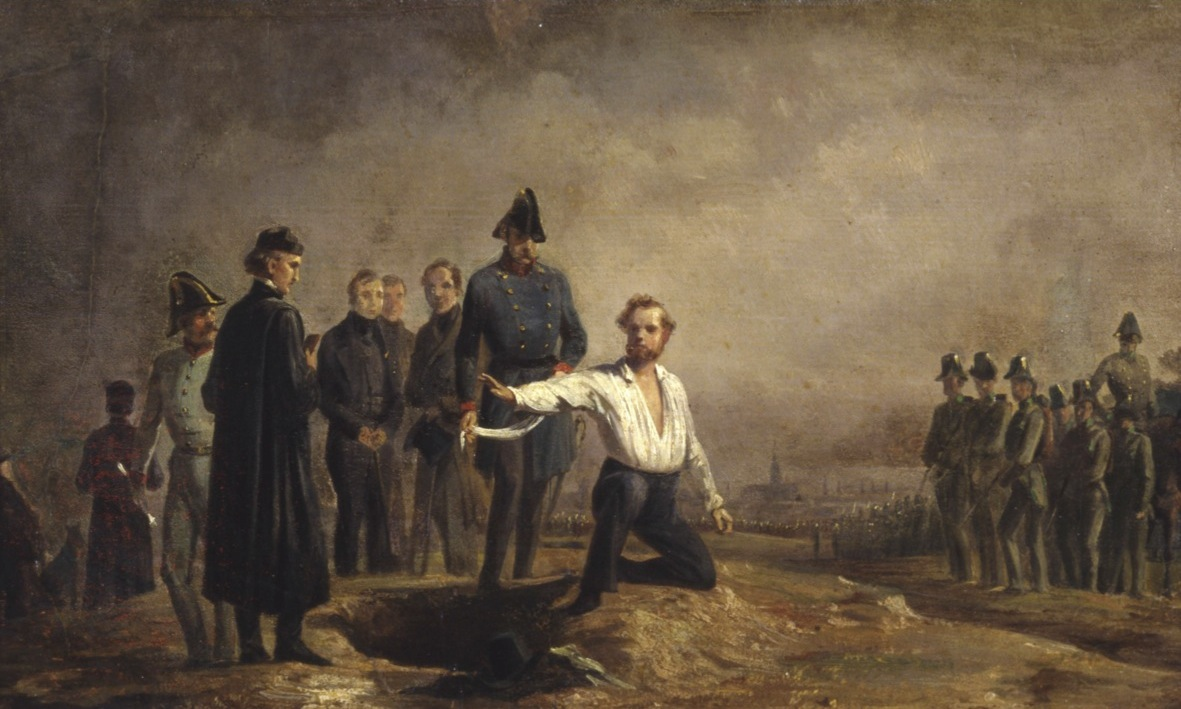
Carl Constantin Heinrich Steffeck: Hinrichtung Blums

Der Politiker Robert Blum beteiligte sich 1848 in Wien am revolutionären Kampf gegen die Regierung und wurde dort am 9. November 1848 standrechtlich erschossen. In Deutschland herrschte allgemeine Empörung, die sich in einem verbreiteten anonymen Lied ausdrückt:
„Erschossen ist dein Robert
 Dein treuer Robert Blum.“
Daraus entwickelte sich diese Redewendung im Sinne von „völlig erschöpft sein“.
In einer Beschreibung zu der Ausstellung mit dem Titel „Für Freiheit und Fortschritt gab ich alles hin“ im deutschen Bundesarchiv heißt es:
„‚Erschossen wie Robert Blum‘ ist zu einem geflügelten Wort geworden und gemeinhin ist nur wenig mehr bekannt, wenn von dem in Köln geborenen Wortführer der Linken in der Frankfurter Nationalversammlung von 1848 die Rede ist.“
In einem Vortrag „Die 48er – am Beispiel von Robert Blum“ in der Volkshochschule Leipzig wird ebenfalls diese Redewendung aufgegriffen:
„‚Erschossen wie Robert Blum‘ – als Kind habe ich diese Redewendung oft aus dem Mund meiner Großmutter gehört, wenn sie mir einreden wollte, daß ich doch nach einem langen Tag erschöpft zu sein habe und nun endlich ins Bett müsse. Schließlich sei ich ‚Erschossen wie Robert Blum‘. Nie aber habe ich als Kind nachgefragt, wer denn dieser erschossene Robert Blum eigentlich gewesen ist.“

## Erst kommt das Fressen, dann kommt die Moral.

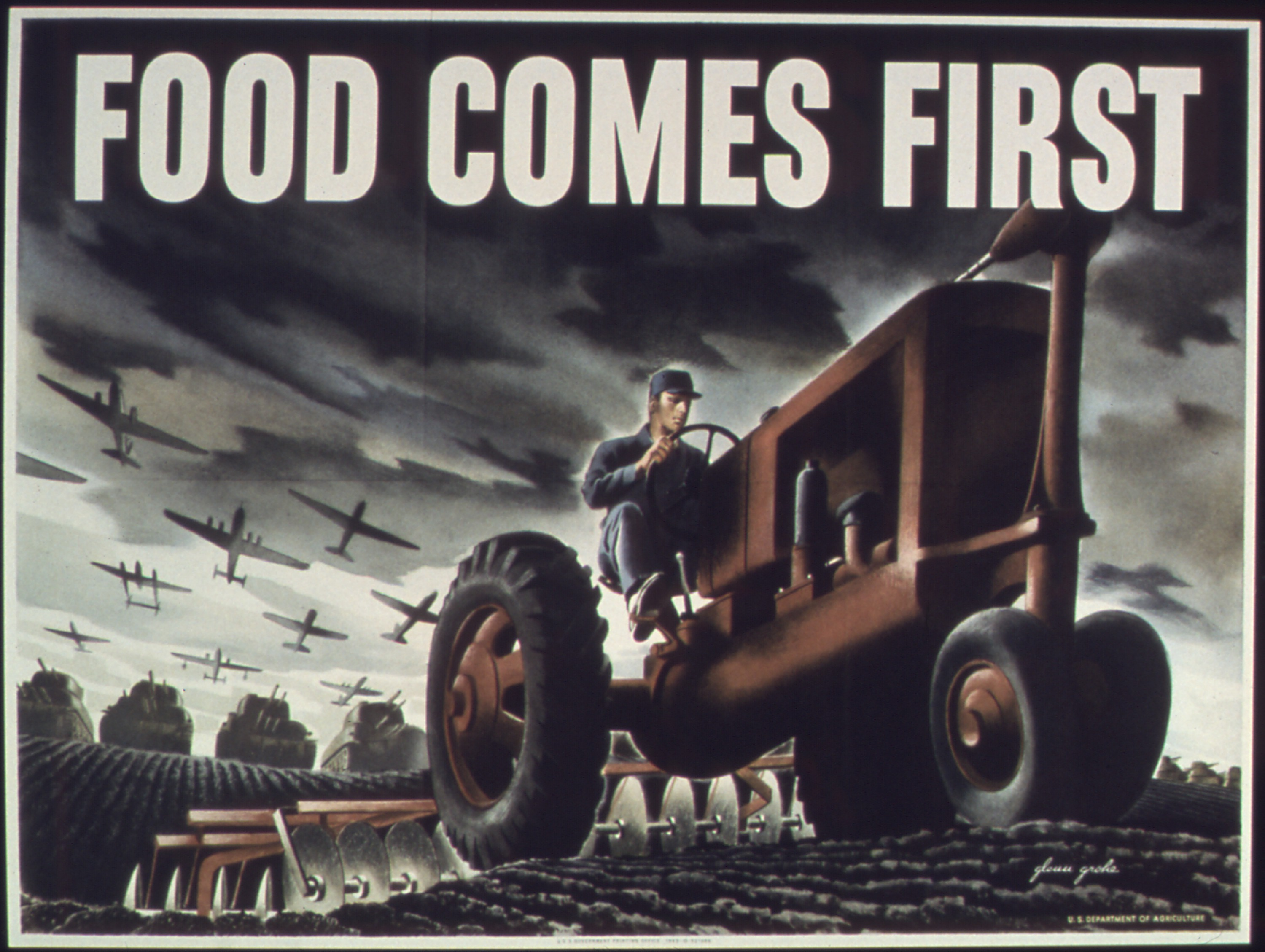
"Food Comes First", („Essen geht vor“) US-Propagandaplakat (ca. 1941)

Dieses Zitat von Bertolt Brecht stammt aus der 1928 in Berlin uraufgeführten Dreigroschenoper und wird im „Zweiten Dreigroschenfinale“ („Denn wovon lebt der Mensch?“) von Mackie Messer gesungen. Es ist wohl das bekannteste Brecht-Zitat:
„Ihr Herren, die ihr uns lehrt, wie man brav leben
Und Sünd und Missetat vermeiden kann
Zuerst müsst ihr uns was zu fressen geben
Dann könnt ihr reden; damit fängt es an.
Ihr, die ihr euren Wanst und unsre Bravheit liebt
Das eine wisset ein für allemal:
Wie ihr es immer dreht und wie ihr’s immer schiebt
Erst kommt das Fressen, dann kommt die Moral.“
Die Songs, allen voran Die Moritat von Mackie Messer, haben das Stück weltweit berühmt gemacht.

## Erst wenn der letzte Baum gerodet, der letzte Fluss vergiftet, der letzte Fisch gefangen ist, werdet ihr merken, dass man Geld nicht essen kann.

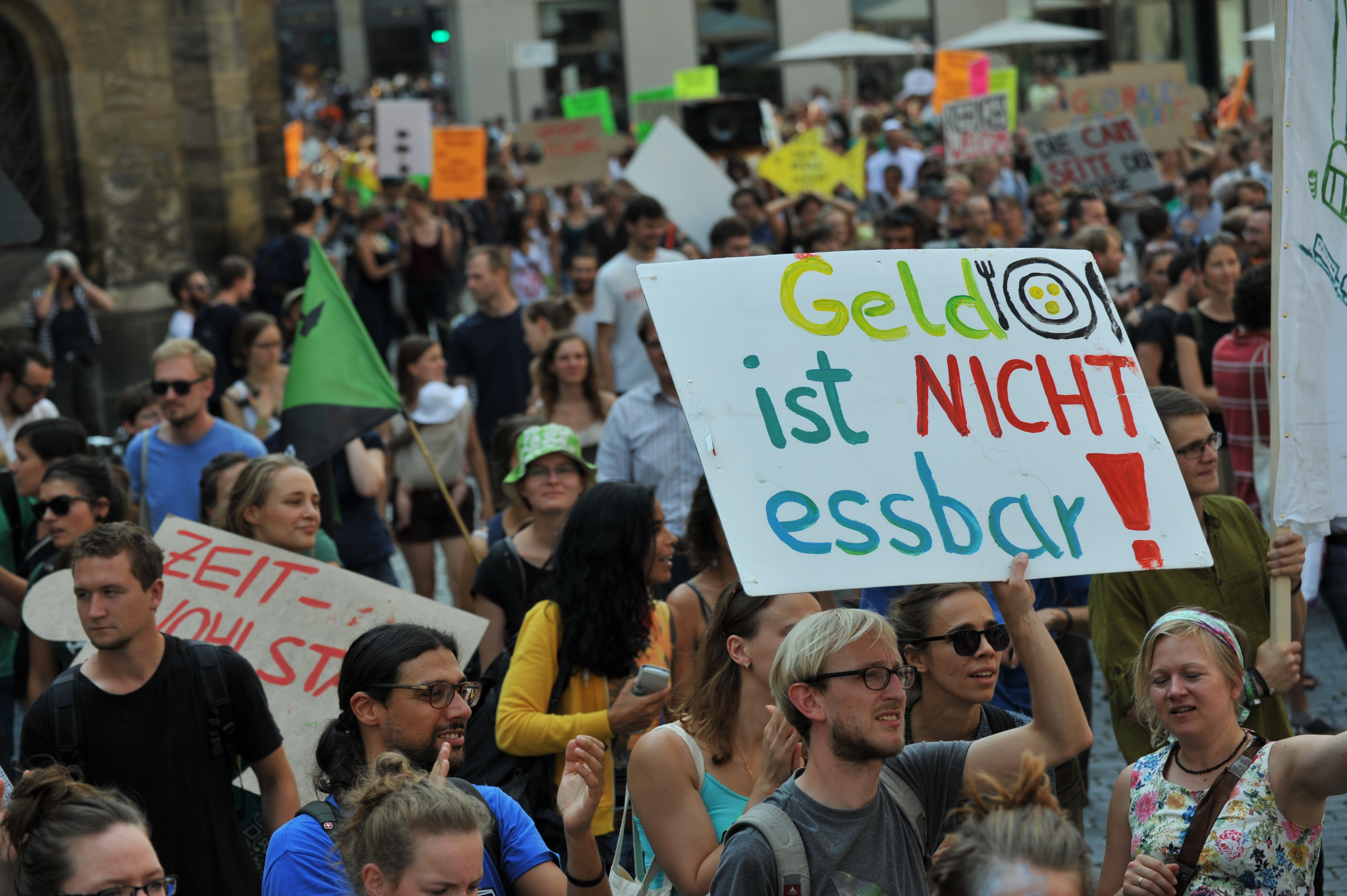
„Geld ist nicht essbar“, Abschlussdemonstration der Internationalen Degrowth-Konferenz 2014, Leipzig

Die Weissagung der Cree ist ein eingängiger Spruch der Umweltbewegung, der in den 1980er Jahren weite Verbreitung fand:
„Only after the last tree has been cut down / Only after the last river has been poisoned / Only after the last fish has been caught / Then will you find that money cannot be eaten.“
„Erst wenn der letzte Baum gerodet, der letzte Fluss vergiftet, der letzte Fisch gefangen ist, werdet ihr merken, dass man Geld nicht essen kann.“
Diese sogenannte Weissagung der Cree ist zumindest nicht in dieser Form indianischen Ursprungs. Sie wurde oft mit einem ähnlichen Satz aus der Rede verwechselt, die Häuptling Seattle vom Stamm der Suquamish 1854 vor Isaac I. Stevens, dem Gouverneur der Washington Territories, hielt. Der amerikanische Journalist Henry A. Smith, Ohrenzeuge der Rede, gab den Satz 33 Jahre später in der Zeitung Seattle Sunday aus seiner Erinnerung wie folgt wieder:
„Und wenn der letzte rote Mann von der Erde verschwunden und die Erinnerung des weißen Mannes an ihn zur Legende geworden ist, dann werden diese Gestade übervoll sein von den unsichtbaren Toten meines Stammes, …dann wimmeln sie von den wiederkehrenden Scharen, die einst dieses Land bevölkerten und es immer noch lieben.“
Die blumigen und heroischen Formulierungen gelten daher als Werk Smiths.

## Erster Diener des Staates

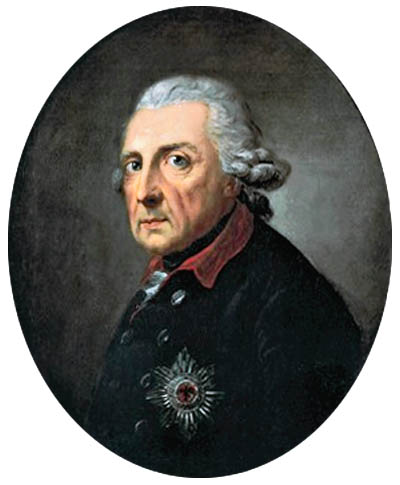
Friedrich II. im Alter von 68 Jahren

Die Worte „Der Fürst ist der erste Diener seines Staates“ schrieb der preußische König Friedrich II. sechsmal und stets in Französisch:
„Un prince est le premier serviteur et le premier magistrat de l’Etat.“
Außerdem stehen diese Worte in seinem „Politischen Testament“ aus dem Jahr 1752.
Es entsprach Friedrichs Verständnis von seiner Rolle als absolutistischer Monarch, dass er alle Dinge persönlich zu lenken habe. Diese Anforderungen und die Loyalität zu einem König, der sich persönlich nicht schonte, förderten das Wachsen des preußischen Beamtenethos:
„Die erste Bürgerpflicht ist, seinem Vaterlande zu dienen. Ich habe sie in allen verschiedenen Lagen meines Lebens zu erfüllen gesucht. Als Träger der höchsten Staatsgewalt hatte ich die Gelegenheit und die Mittel, mich meinen Mitbürgern nützlich zu erweisen …
Trägheit, Vergnügungssucht und Dummheit: diese drei Ursachen hindern die Fürsten an ihrem edlen Berufe, für das Glück der Völker zu wirken … Der Herrscher ist der erste Diener des Staates. Er wird gut besoldet, damit er die Würde seiner Stellung aufrechterhalte. Man fordert aber von ihm, dass er werktätig für das Wohl des Staates arbeite …“

## Es bleibt immer etwas hängen.
Diese Redensart wird auch in ihrer lateinischen Form, „Semper aliquid haeret“, gebraucht. Die vollständige Fassung lautet:
„Audacter calumniare, semper aliquid haeret.“
„Nur frech verleumden, etwas bleibt immer hängen.“
In dieser Form wird sie erstmals vom englischen Philosophen Francis Bacon in seiner Schrift Über die Würde und den Fortgang der Wissenschaften als sprichwörtlich angeführt.
Als Ursprung wird oft eine Stelle in der Schrift Über den Schmeichler und den Freund des griechischen Schriftstellers Plutarch gesehen, wo die Verleumdung mit einer Bisswunde verglichen wird, von der immer eine Narbe zurückbleibt:
„Κἂν θεραπεύσῃ τὸ ἕλκος ὁ δεδηγμένος, ἡ οὐλὴ μενεῖ τῆς διαβολῆς.“
Kan therapeusē to helkos ho dedēgmenos, hē oulē menei tēs diabolēs.
„Auch wenn der Gebissene die Wunde behandelt, die Narbe der Verleumdung bleibt.“

## Es braust ein Ruf wie Donnerhall.

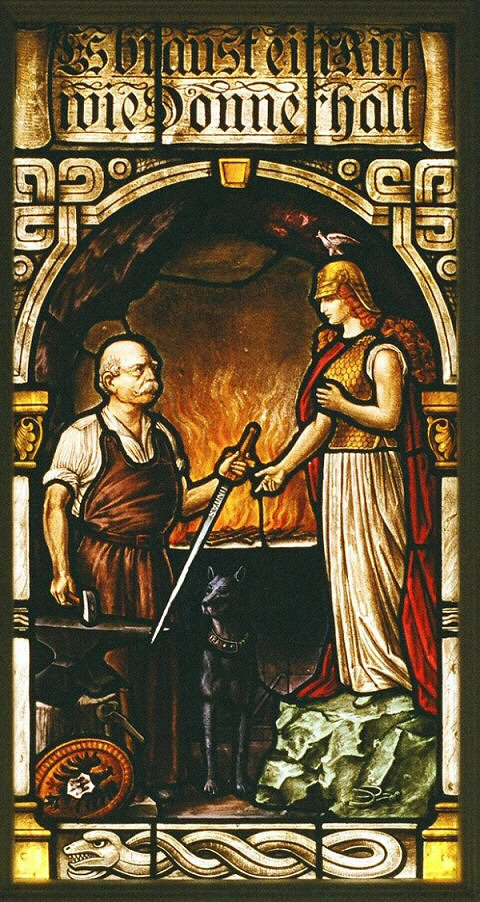
Glasfenster „Bismarck als Schmied“ mit der Textzeile Es braust ein Ruf wie Donnerhall, um 1908

Diese patriotische Zeile stammt aus Max Schneckenburgers Lied Die Wacht am Rhein, das man besonders in den Jahren 1870/1871 als antifranzösisches Kampflied sang:
„Es braust ein Ruf wie Donnerhall,
Wie Schwertgeklirr und Wogenprall:
Zum Rhein, zum Rhein, zum deutschen Rhein,
Wer will des Stromes Hüter sein?
|: Lieb’ Vaterland, magst ruhig sein,:|
|: Fest steht und treu die Wacht am Rhein!:|“
In einer Parodie zu diesem Lied heißt es:
„Es braust ein Ruf so schnell wie Pest
daß Warken sitzet im Arrest“

## Es führt kein Weg zurück.
Dies ist der Titel einer Erzählung, die der US-amerikanische Schriftsteller Thomas Wolfe im Jahr 1940 unter dem englischen Titel You can’t go home again veröffentlichte.
Wolfe war während der Olympischen Sommerspiele 1936 in Berlin, wo er seinen deutschen Verleger Ernst Rowohlt traf. Sein Scharfblick für die veränderten Verhältnisse in Deutschland schlug sich in dieser Erzählung nieder, wo er die Verhaftung eines Juden an der Reichsgrenze beschreibt.
Vom deutschen Schlagersänger Howard Carpendale stammt der Titel Es führt kein Weg zurück in Deine Kindheit.
Es führt kein Weg zurück, Spaziergang mit einem Ausgewanderten, ist eine Roman-Trilogie von Jörg W. Gronius, in der er drei Berlin-Jahrzehnte porträtierte.

## Es geht alles vorüber.
Diese tröstlichen Worte stammen aus einem Lied, das die Schlagertexter Kurt Feltz und Max Wallner 1942 angeblich im Auftrag des Propagandaministeriums schrieben und dessen Refrain folgendermaßen begann:
„Es geht alles vorüber,
es geht alles vorbei,
auf jeden Dezember
folgt wieder ein Mai.“
Was vorübergehen sollte, erschloss sich jedoch nicht aus dem Text, so konnte man damit statt der alliierten Bombenangriffe auch die Herrschaft der Nationalsozialisten meinen. Hans Ermann schreibt in seinem Buch Geflügelte Melodien:
„Der beliebte Schlager scheiterte an dem Erfolg, den er seiner ironischen Deutung verdankte. Er wurde verboten, im selben Jahr 1942, da er aufgekommen war.“
Eine weitere Version des Liedes, die sich in der Zeit mündlich verbreitete und die von der jüdischen Exilantin Lucie Mannheim im Londoner Rundfunk musikalisch dargeboten wurde, ersetzte die letzten beiden Zeilen folgendermaßen:
„Es geht alles vorüber,
es geht alles vorbei,
zuerst geht der Führer
und dann die Partei.“
Der These vom Verbot widerspricht allerdings Eckhard John.

## Es geschah am helllichten Tag.

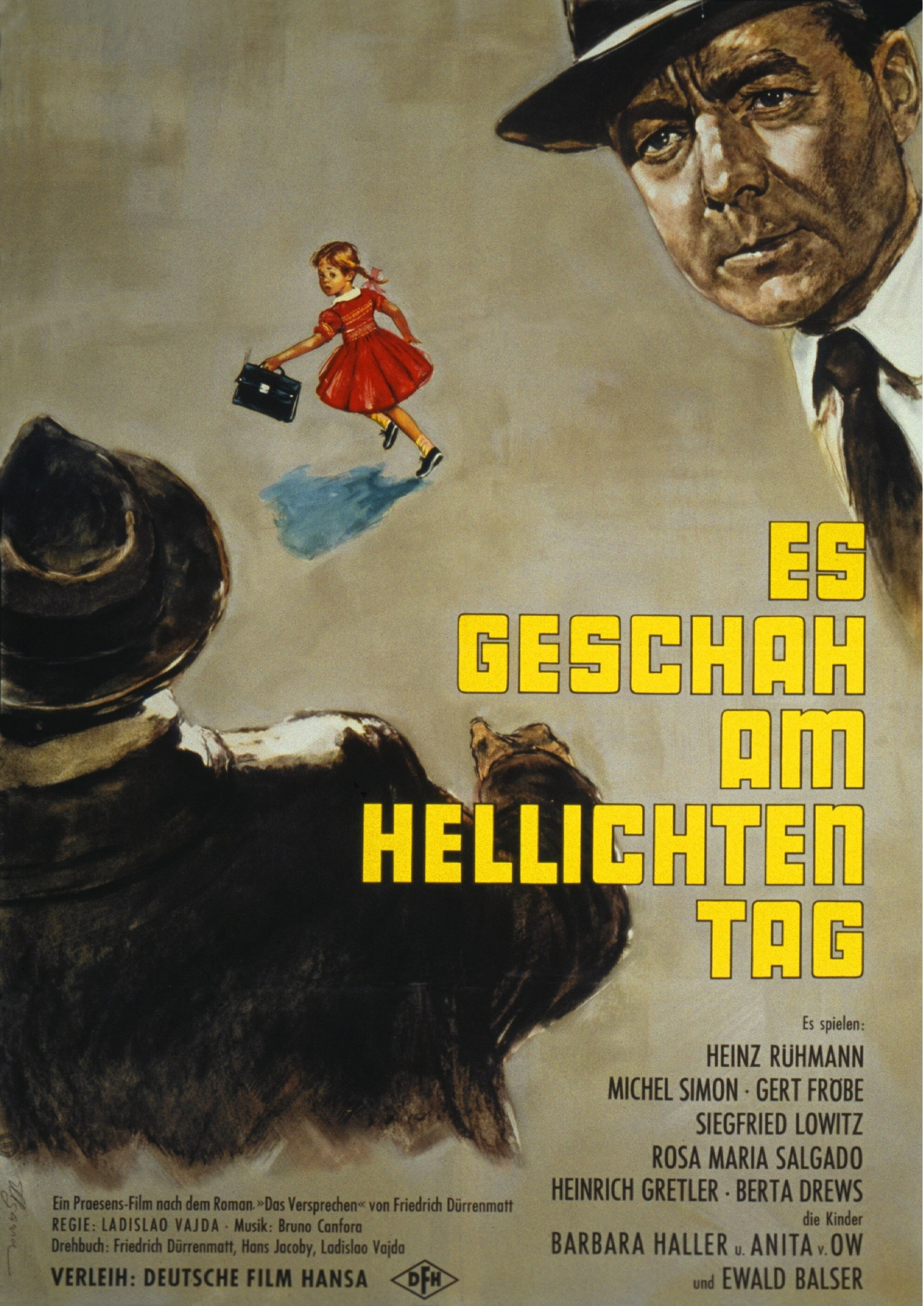
Filmplakat

Es geschah am hellichten Tag ist ein Schweizer Spielfilm aus dem Jahr 1958 über einen Kindermörder nach einem Drehbuch von Friedrich Dürrenmatt, der im Mai 1957 vom Schweizer Filmproduzenten Lazar Wechsler den Auftrag erhalten hatte, das Drehbuch für einen Kinofilm zu schreiben, in dem es um Sexualverbrechen an Kindern ginge. Dürrenmatt war mit dem von Wolfgang Staudte vorgeschlagenen Filmtitel nicht einverstanden. Seine eigenen Vorschläge (Gott schlief am Vormittag und Schrott geht bummern) wurden jedoch abgelehnt.
Der Filmtitel wird zitiert, um Verbrechen als besonders dreist zu charakterisieren:
- „‚…es geschah am helllichten Tag!‘ Die Deportation der badischen, pfälzer und saarländischen Juden in das Lager Gurs/Pyrenäen“
- „Es geschah am helllichten Tag: Die NPD spielte Fußball und keiner wußte davon!“

## Es gibt drei Arten von Lügen: Lügen, verdammte Lügen und Statistiken.
Diesen Ausspruch schreibt Mark Twain in seiner Autobiografie fälschlich dem britischen Premierminister Benjamin Disraeli zu. Tatsächlich stammt er jedoch von Leonard Henry Courtney und lautete auf Englisch:
„There are three kinds of lies – lies, damned lies, and statistics.“
Mark Twain wird folgendermaßen angeführt:
„Mark Twain schlug einmal folgende Steigerungsformen des Lügens vor: ‚Erstens: nobel gemeinte Notlügen; zweitens: gewöhnliche Lügen und drittens: Statistik.‘“
Dem britischen Premierminister Winston Churchill wird ein ähnlicher Ausspruch zugeschrieben:
- Traue keiner Statistik, die du nicht selbst gefälscht hast.

## Es gibt kein richtiges Leben im falschen.
Wenn Theodor W. Adorno in seiner Minima Moralia schreibt „Es gibt kein richtiges Leben im falschen“ meint er, dass es für einzelne Menschen kein richtiges Leben geben kann, solange die Gesellschaft falsch ist und nicht im Interesse der Befriedigung menschlicher Bedürfnisse funktioniert. In einer richtigen Wirtschaft würden Bedürfnisse entscheiden, welche Produkte hergestellt werden. Die Produktion ist aber zum Selbstzweck geworden. Wer es sich in unerträglichen Zuständen gemütlich macht, der fördert diese.
Dies ist einer der Lieblingssätze der Adorno-Anhänger. Knapp kommt zu dem Schluss, dass Adorno keinen Augenblick an die Realisierung des Sozialismus geglaubt habe:
„Die Philosophie Adornos kündet von einem Glück, das in Wirklichkeit unerreichbar ist, ohne daß sie jemals das Verlangen nach diesem Glück preisgäbe.“

## Es gibt mehr Ding’ im Himmel und auf Erden, als eure Schulweisheit sich träumen lässt.
Dieser berühmte Satz stammt aus William Shakespeares Drama Hamlet, wo Hamlet, Prinz von Dänemark, auf Englisch zu seinem Freund Horatio sagt:
„There are more things in Heaven and Earth, Horatio, / Than are dream't of in your Philosophy.“
Dieses Zitat wird meist benutzt, um zweifelhafte Sachverhalte als plausibel darzustellen.

## Es gibt nichts Gutes außer: Man tut es.
Erich Kästner prägte diesen zweizeilig geschriebenen Satz 1950 in einem Epigramm mit dem Titel „Moral“. Der Satz wird heute oft mit anderer Zeichensetzung und meistens in einer durchgehenden Zeile geschrieben und fälschlich anderen Autoren zugeschrieben, beispielsweise Seneca oder Kurt Tucholsky.

## Es gibt solche und solche.
Die umgangssprachliche Berliner Redensart mit der Bedeutung „es ist nun einmal so, dass die Menschen unterschiedlich sind“, geht wohl zurück auf ein Zitat aus der Lokalposse Graupenmüller von Hermann Salingré. Dort heißt es in Berliner Mundart:
„Et jibt sonne und et jibt solche, denn jibt ’s ooch noch andre – und det sin de Schlimmsten.“
Die Redensart wird heute mit verschiedenen Ergänzungen zitiert:
- „Es gibt solche und solche Jugendämter.“
- „Tja, es gibt halt solche und solche Erfahrungen.“
- „Es gibt solche und solche – aber mehr solche als solche.“

## Es hat nicht sollen sein.

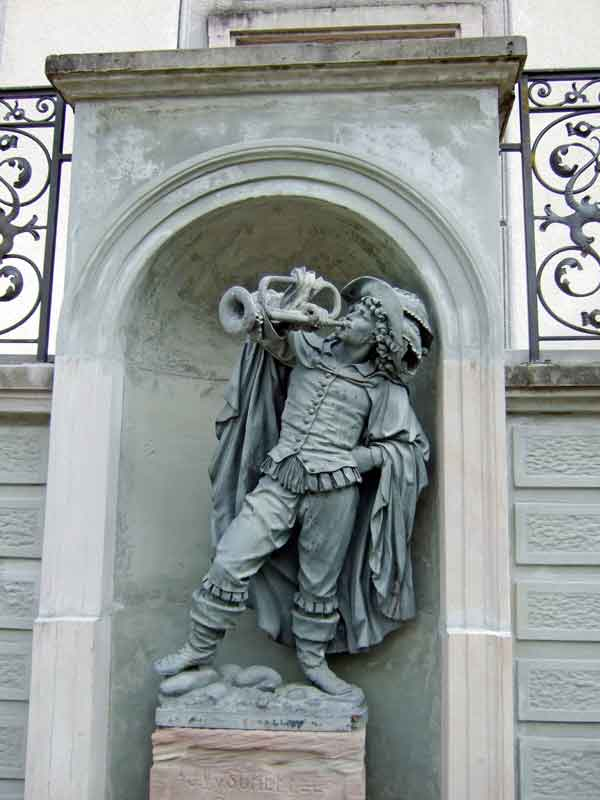
Statue des Trompeters von Säckingen in Bad Säckingen

Dies ist der Kehrreim aus dem so genannten das Trompeterlied in Viktor von Scheffels Drama Der Trompeter von Säckingen:
„Das ist im Leben häßlich eingerichtet,
daß bei den Rosen gleich die Dornen stehn,
und was das arme Herz auch sehnt und dichtet,
zum Schlusse kommt das Voneinandergehn.
In deinen Augen hab’ ich einst gelesen,
es blitzte drin von Lieb und Glück ein Schein:
Behüt’ dich Gott, es wär zu schön gewesen,
behüt’ dich Gott, es hat nicht sollen sein.“
Der Trompeter von Säckingen war im 19. Jahrhundert sehr populär, beschreibt es doch die Dramatik der Liebesbeziehung des bürgerlichen Trompeters mit einer adligen Tochter. Victor Ernst Nessler komponierte die gleichnamige Oper, die 1884 in Leipzig uraufgeführt wurde. Seither führt Säckingen auch den Beinamen „Trompeterstadt“.
Das Zitat wird heute in vielerlei Zusammenhängen gebraucht, wobei meist ein resignierter Unterton vorherrscht.
Es hat nicht sollen sein ist die Überschrift, der die berühmtesten „Beinahe-Besetzungen“ Hollywoods bespricht, dem zufolge Leonardo DiCaprio ursprünglich zusammen mit David Hasselhoff und Pamela Anderson bei Baywatch mitspielen sollte.

## Es ist alles sehr kompliziert.
Mit diesen Worten wird die mediale Aufbereitung der Skandale und Schwierigkeiten des österreichischen Bundeskanzlers Fred Sinowatz charakterisiert, der in seiner Regierungserklärung 1983 sagte:
„Ich weiß, das klingt alles sehr kompliziert …“
Dieser Ausspruch wird zumeist in der obigen Form wiedergegeben.
Sinowatz hatte in seiner Amtszeit mit dem Glykolwein-Skandal, dem Skandal um den Neubau des Wiener AKH und hauptsächlich mit der Krise der tief verschuldeten verstaatlichten Industrie (v. a. der VÖEST) zu kämpfen.

## Es ist leichter ein Atom zu zertrümmern, als ein Vorurteil.
Dieser Ausspruch Albert Einsteins deutet darauf hin, dass das Spalten eines Atoms schon relativ schwer ist, wenn man dazu einen Kernreaktor braucht. Wie viel schwerer müsste dann das Zertrümmern eines Vorurteils sein.
Oft wird Einstein auch mit abgewandeltem Wortlaut zitiert:
„Welch triste Epoche, in der es leichter ist ein Atom zu zertrümmern als ein Vorurteil.“
Auf Englisch heißt es:
„it’s easier to disintegrate an atom than a prejudice.“

## Es ist mir egal, wer unter mir Bundeskanzler wird.
Diese selbstbewusste Aussage stammt vom bayerischen Politiker Franz Josef Strauß, der dies 1975 in der Bierstube der bayrischen Landesvertretung in Bonn sagte. Der Spiegel erklärt den Hintergrund dieses Zitats wie folgt:
„Nach dem Wirbel um seine Sonthofener Rede hat der CSU-Vorsitzende – so scheint es jedenfalls – seine Träume vom Einzug ins Palais Schaumburg begraben und will sich nun mit der Rolle des starken Mannes im Hintergrund begnügen. Er hat offenbar auch selbst erkannt, was CDU-Generalsekretär Kurt Biedenkopf am Montag voriger Woche vor dem Parteipräsidium so formulierte: Der Wechselwähler, der durch die Politik der CDU ‚in den letzten Monaten wie ein scheues Reh auf die Lichtung‘ gelockt worden sei, ‚ist durch den Böllerschuß von Sonthofen ins Dickicht zurückgetrieben worden‘.“
Von den Anwärtern auf die Kanzlerkandidatur der Unions-Parteien war zu diesem Zeitpunkt nur noch der CDU-Vorsitzende Helmut Kohl übrig geblieben. Strauß war aber der Ansicht, Kohl sei unfähig, die Partei so zu führen, dass sie die Bundestagswahlen gewinnen könne.
„Kohl […] wird nie Kanzler werden. Er ist total unfähig, ihm fehlen die charakterlichen, die geistigen und die politischen Voraussetzungen. Ihm fehlt alles dafür. Aber man kann unter Umständen mit jedem regieren.“
Strauß trat jedoch vier Jahre später selbst als Kanzlerkandidat an, wobei er selbst einmal gesagt hatte:
„Ich hoffe, es geht dem deutschen Volk nie so schlecht, dass es glaubt, mich zum Bundeskanzler wählen zu müssen.“
Die so genannte Sonthofen-Strategie wurde 1974 von Strauß auf einer Klausurtagung der CSU in Sonthofen vorgeschlagen. Darin vertrat Strauß die Ansicht, dass es für die Wahlen 1976 am besten wäre, wenn die Opposition keine eigenen Vorschläge mehr in die politische Diskussion einbringt, sondern zusieht, wie die Regierung unter Bundeskanzler Helmut Schmidt mit den Problemen fertigzuwerden versucht, um sich dann im Wahljahr als die Retter präsentieren zu können.

## Es ist nicht gut, dass der Mensch allein sei.

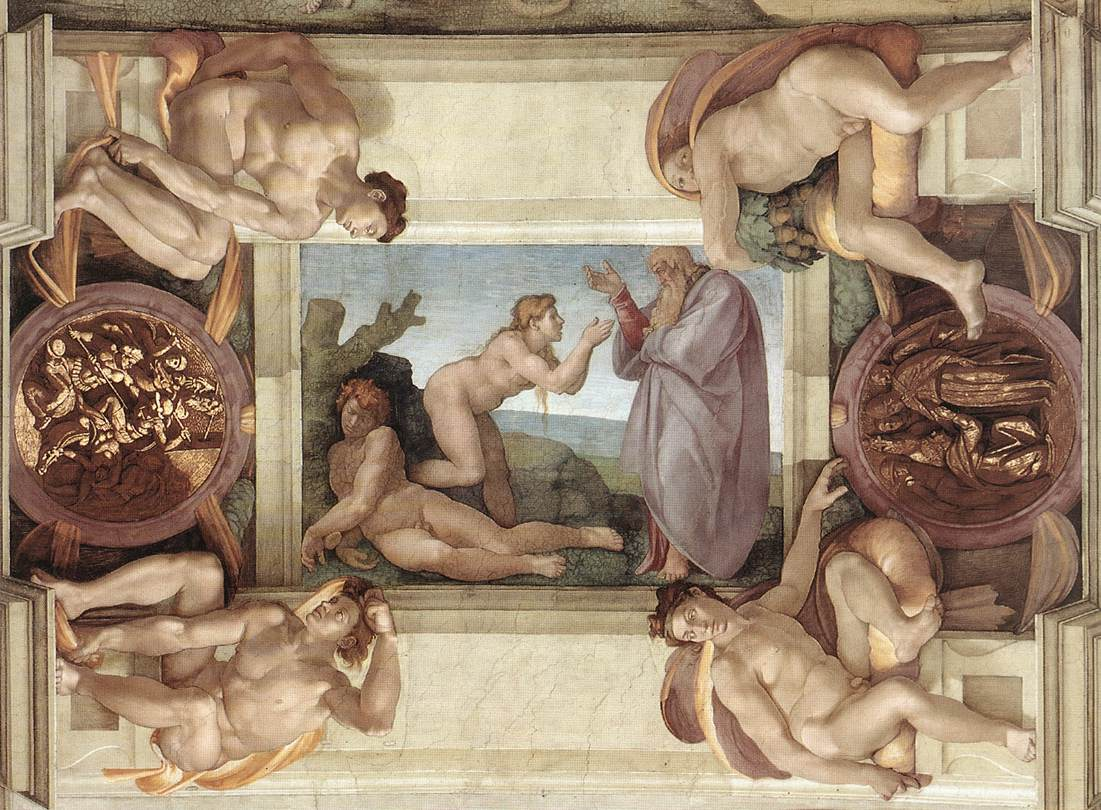
Michelangelo: Die Erschaffung Evas

Dieses Zitat findet sich im 1. Buch Mose und bezieht sich auf Adam, der zunächst im Paradies allein ist und dem Gott eine Gefährtin an die Seite geben will. Es heißt dort über die Erschaffung der Eva:
„18Und Gott der HERR sprach: Es ist nicht gut, daß der Mensch allein sei; ich will ihm eine Gehilfin machen, die um ihn sei. … 21Da ließ Gott der HERR einen tiefen Schlaf fallen auf den Menschen, und er schlief ein. Und er nahm seiner Rippen eine und schloß die Stätte zu mit Fleisch. 22Und Gott der HERR baute ein Weib aus der Rippe, die er vom Menschen nahm, und brachte sie zu ihm.“
Es ist nicht gut, dass der Mensch allein sei ist der Titel eines Sammelbands satirischer Erzählungen von Raniero Spahn und die Briefe eines irischen Heiratsvermittlers von John B. Keane.

## Es ist nie zu spät für eine glückliche Kindheit.
Dieser Aphorismus wird Erich Kästner zugeschrieben. Allerdings findet er auch Eingang in die Psychotherapie (Milton Erickson) und in die Selbsthilfeliteratur. Man kann ihn so deuten, dass eine Person auch in späteren Lebensphasen die eigenen kindlichen Seiten annehmen und etwaige emotionale Entbehrungen aus frühen Lebensphasen aktiv ausgleichen kann und so niemand Gefangener seiner Vergangenheit sein muss.

## Es ist noch nicht aller Tage Abend.
„Es ist noch nicht aller Tage Abend“ (lateinisch: „…nondum omnium dierum sol occidisse“) ist ein Zitat aus der Schrift Ab urbe condita des römischen Geschichtsschreibers Titus Livius:
„Die Thessalier misbrauchten die Nachsicht der Römer durch Übermuth und Unmäßigkeit, gerade so, als ob sie in dem geistigen Getränke der Freiheit nach langem Durste gar zu gierige Züge thäten. Darum erlaubten sie sich auch, gleich Sklaven, die man wider ihre Erwartung auf einmal freigebe, diese Dreistigkeit in Ton und Sprache, und gefielen sich in der Verunglimpfung und Schmähung ihrer Herrschaft. Im Zorne herausfahrend setzte er hinzu: Noch sei nicht aller Tage Abend gekommen.“
Die Redewendung bedeutet so viel wie: "Die Sache ist noch nicht entschieden und der Ausgang ist immer noch ungewiss".

## Es ist vollbracht.

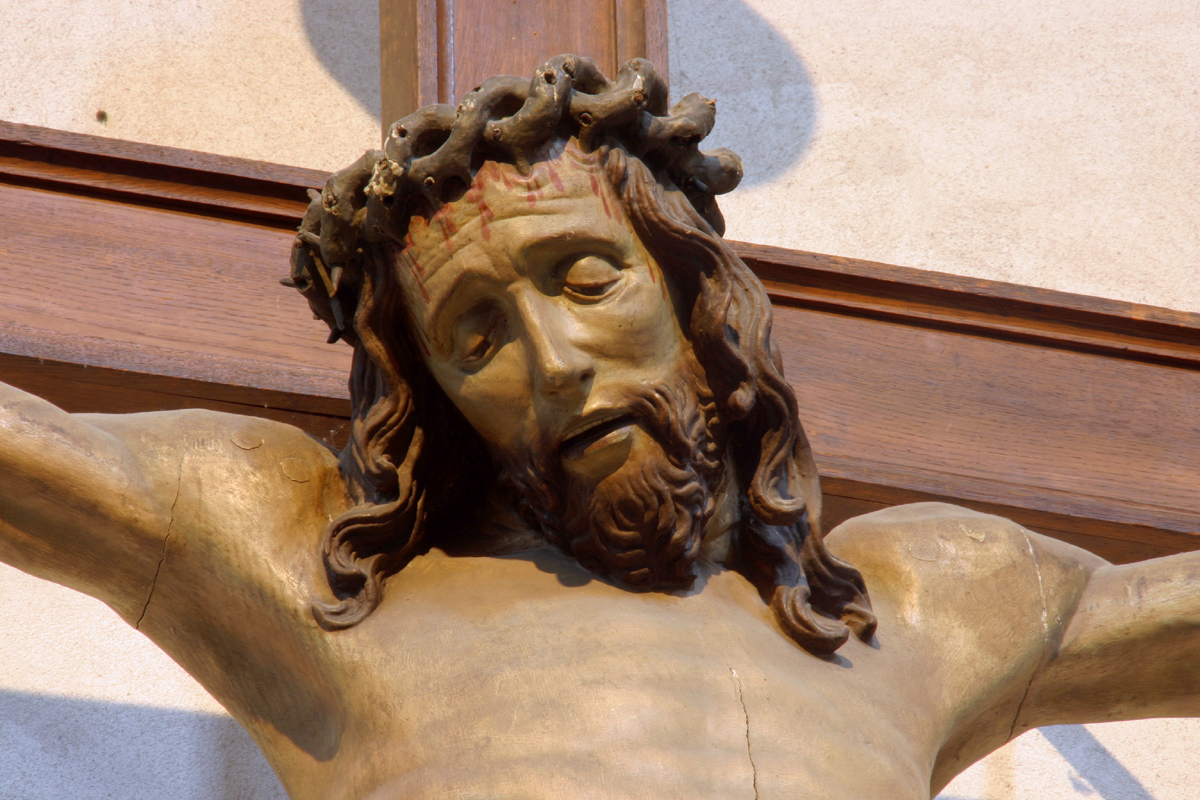
Der sterbende Jesus

„Es ist vollbracht“ waren nach dem Evangelium nach Johannes (Joh 19,30 ) die letzten Worte des gekreuzigten Jesus. Diese Worte zählen auch zu den Sieben Letzten Worten, denen im Christentum besondere Bedeutung beigemessen wird.
Jesus sagte zu den Soldaten: „Ich habe Durst!“ Ein Soldat tauchte einen Schwamm in einen Krug mit Essigwasser, steckte ihn auf einen Stab und hielt ihm den Schwamm an den Mund. Als Jesus davon getrunken hatte, rief er: „Es ist vollbracht!“, senkte den Kopf und starb. Im griechischen Original heißt es:
„Τετέλεσται.“ („Tetélestai.“)
Nach allgemeiner theologischer Auffassung meint Jesus hier nicht ausschließlich, dass sein Leben nun zu Ende geht, sondern dass sein Werk als Erlöser der Menschen nun vollendet ist.

## Es ist was es ist.
Diese Worte sind ein immer wiederkehrender Vers in Erich Frieds Liebesgedicht Was es ist. Es beginnt mit folgenden Worten:
„Es ist Unsinn
sagt die Vernunft
Es ist was es ist
sagt die Liebe“
Fried schildert mit diesem Gedicht den Konflikt zwischen Gemüt und Verstand im Hinblick auf die Liebe. Alle anderen Gefühle haben ihre Bedenken, nur die Liebe setzt sich über alle Einwände hinweg.

## Es kann der Frömmste nicht in Frieden leben, wenn es dem bösen Nachbarn nicht gefällt.

Geßler und Tell

Dieses – oft in Zusammenhang mit Nachbarschaftsstreitigkeiten gebrauchte – Zitat hat in Friedrich Schillers Drama Wilhelm Tell einen leicht anderen Wortlaut:
„Es kann der Frömmste nicht in Frieden bleiben,
Wenn es dem bösen Nachbar nicht gefällt.“
Mit diesen Worten verteidigt Wilhelm Tell gegenüber dem Flurschütz, der mit dem Hochzeitszug vorbeikommt, sein Vorhaben, den Landvogt zu erschießen. Der Mord an Geßler wirkt für das einfache Volk wie ein Befreiungsschlag.
Schiller hat damit ein älteres Sprichwort abgewandelt:
„Niemand kann länger Frieden haben, als seinem Nachbarn beliebt.“
Im gleichen Stück findet sich auch das Zitat:
„Dem Friedlichen gewährt man gern den Frieden.“

## Es lebe das Neue; es lebe die deutsche Republik!

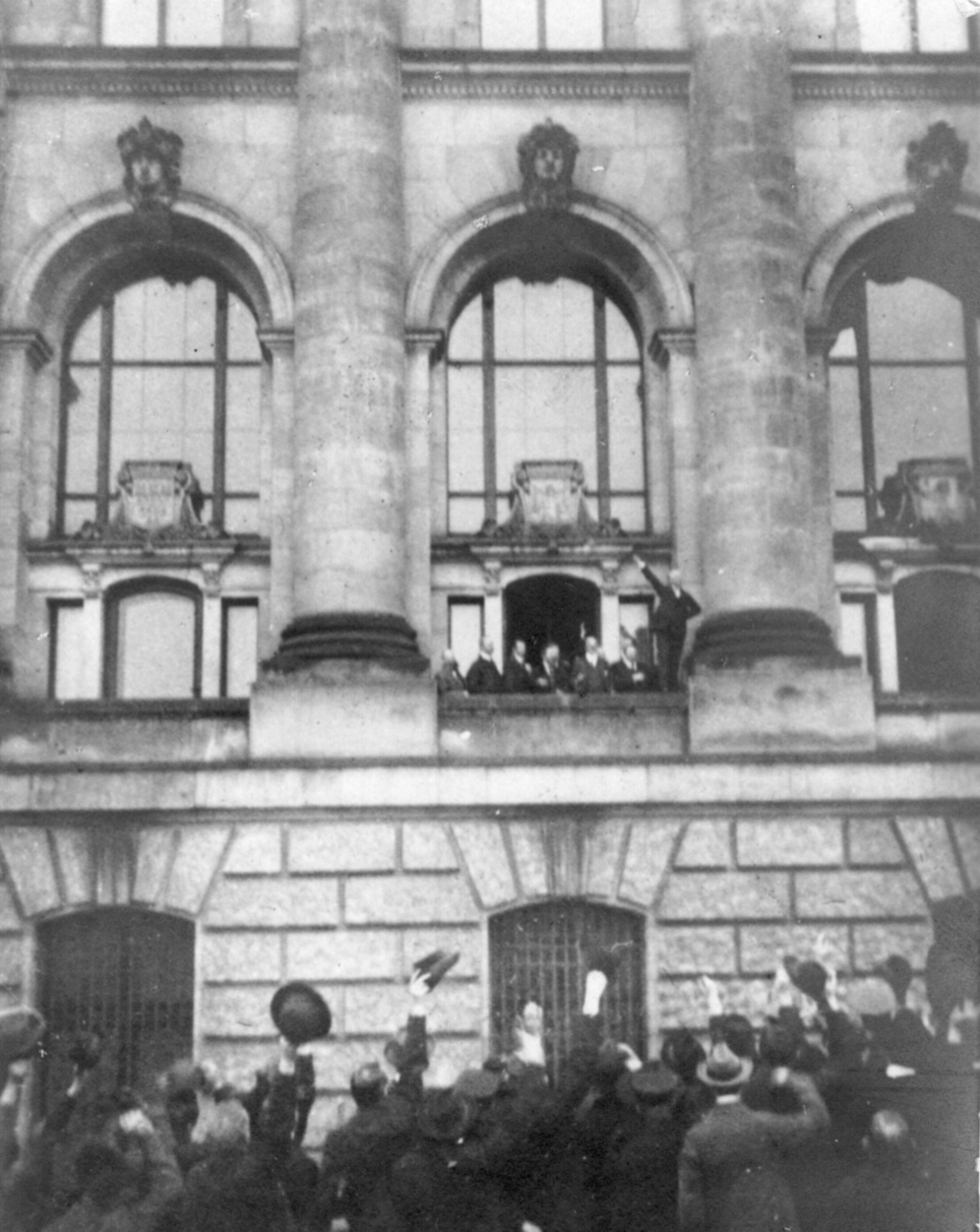
Philipp Scheidemann am Reichstagsgebäude

Mit diesen Worten rief der sozialdemokratische Politiker Philipp Scheidemann während der Novemberrevolution am 9. November 1918 von einem Fenster des Reichstagsgebäudes aus den Zusammenbruch des Deutschen Kaiserreichs aus und proklamierte die Deutsche Republik. Nach eigener Darstellung wurde Scheidemann von zahlreichen Arbeitern und Soldaten im Reichstag zu einer Rede gedrängt.
„Draußen stehen Tausende, die verlangen, daß Sie reden. Scheidemann komm schnell, vom Schloßbalkon aus redet Liebknecht.“
Für die zukünftige Entwicklung war es von großer Bedeutung, wer zuerst das Ende der Monarchie ausrief.
Scheidemann trat also gegen 14 Uhr auf den Balkon des Reichstages und sagte:
„Das alte Morsche ist zusammengebrochen; der Militarismus ist erledigt.“
Weiter sagte er:
„…das alte und morsche, die Monarchie ist zusammengebrochen! Es lebe das Neue; es lebe die deutsche Republik!“
Karl Liebknecht kam zwei Stunden später nicht mehr dagegen an, als er zum „Kampf für die freie sozialistische Republik Deutschland und die Weltrevolution“ aufrief.

## Es muss nicht immer Kaviar sein.
Es muß nicht immer Kaviar sein ist ein Roman des österreichischen Schriftstellers Johannes Mario Simmel aus dem Jahr 1960. Es handelt sich dabei um „Die tolldreisten Abenteuer und auserlesensten Kochrezepte des Geheimagenten wider Willen Thomas Lieven.“
Der bekannte Roman- und Filmtitel wird auch in anderen Zusammenhängen zitiert:
- „Pasta, Fisch und Geflügel. Es muss bei Eckart Witzigmann also nicht immer Kaviar sein?“
- „Konsumflaute: Es muss nicht immer Kaviar sein.“

## Es steht ein Soldat am Wolgastrand.
Dies ist das Lied des Zarewitsch aus Franz Lehárs Operette Der Zarewitsch.
„Es steht ein Soldat am Wolgastrand,
Hält Wache für sein Vaterland.
In dunkler Nacht allein und fern,
Es leuchtet ihm kein Mond, kein Stern.“
Dieses Lied hatte bei der Uraufführung kein besonderes Echo gefunden. Erst als die deutschen Armeen im Zweiten Weltkrieg bis an die Wolga vorgedrungen waren, wurde das Lied allgemein bekannt. In einem Feldpostbrief aus Stalingrad im Dezember 1942 schreibt der deutsche Soldat Ekkehard Johler an seine Familie:
„Sagt bite allen lieben Leuten, daß der kleine Soldat am Wolgastrand ihnen ein ebeso frohes Fest wie ein gutes neuer Jahr wünscht.“
Der Liedtitel wurde auch parodiert, wie zum Beispiel bei den Auslandseinsätzen der deutschen Bundeswehr fern der Heimat in Afghanistan:
- „Es steht ein Soldat am Hindukusch“.
- „Es steht ein Soldat im Afghanenland, hält er Wache für sein Heimatland?“[138]

## Es wandelt niemand ungestraft unter Palmen.
Dieses Zitat stammt aus Goethes Roman Die Wahlverwandtschaften. Dort schreibt Ottilie nach einem Gespräch mit dem „Gehülfen“ in ihr Tagebuch kritische Gedanken über die Wechselbeziehung von Mensch und Lebensumfeld:
„Manchmal, wenn mich ein neugieriges Verlangen nach solchen abenteuerlichen Dingen anwandelte, habe ich den Reisenden beneidet, der solche Wunder mit andern Wundern in lebendiger, alltäglicher Verbindung sieht.“
Dann stellt sie aber auch fest:
„Aber auch er wird ein anderer Mensch.“
Weiter merkt Ottilie an:
„Es wandelt niemand ungestraft unter Palmen, und die Gesinnungen ändern sich gewiss in einem Lande, wo Elefanten und Tiger zu Hause sind.“
Mit diesem Zitat wird angedeutet, dass die Erfahrungen, die man in einem fernen Land gesammelt hat, nicht ohne Auswirkung auf die Sichtweise der angestammten Umgebung bleiben.
Der ivorische Germanist Michel Gnéba habilitierte 1992 mit einer Arbeit über Goethe und die Goethezeit im frankophonen Schwarzafrika; dieser Arbeit gab er den Titel Es wandelt niemand ungestraft unter Palmen. Darin unterzieht Gnéba das Bild, das sich der senegalesische Schriftsteller und Staatsmann Léopold Sédar Senghor von Goethe gemacht hatte und das ein neues Verständnis Goethes in Subsahara-Afrika eher behindert, einer kritischen Revision.

## Es war die Nachtigall und nicht die Lerche.

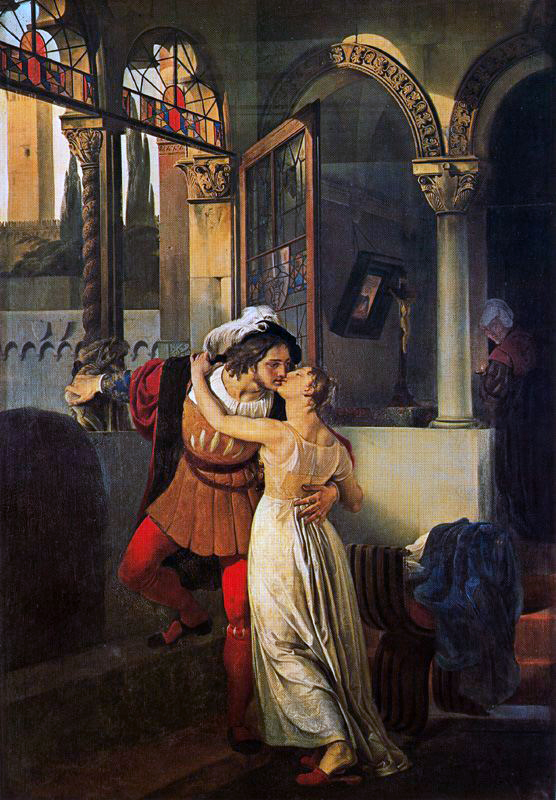
Francesco Hayez: Romeo und Julia

Das Zitat „Es war die Nachtigall und nicht die Lerche“ („It was the nightingale and not the lark.“) stammt aus William Shakespeares Tragödie Romeo und Julia:

„Du willst schon fort? Es ist noch längst nicht Tag:

Es war die Nachtigall und nicht die Lerche,

Die deinem Ohr ins bange Innre drang;

Sie singt bei Nacht auf dem Granatbaum dort:

Geliebter glaub’s es war die Nachtigall.“

Nach der Hochzeitsnacht müssen sich Romeo und Julia trennen, denn die Lerche singt, ein Zeichen für den anbrechenden Morgen. Julia sagt, es sei die Nachtigall, um Romeo noch etwas bei sich zu behalten, doch als dieser einwilligt, dazubleiben und auch sterben zu wollen, willigt sie in seinen Abschied ein.

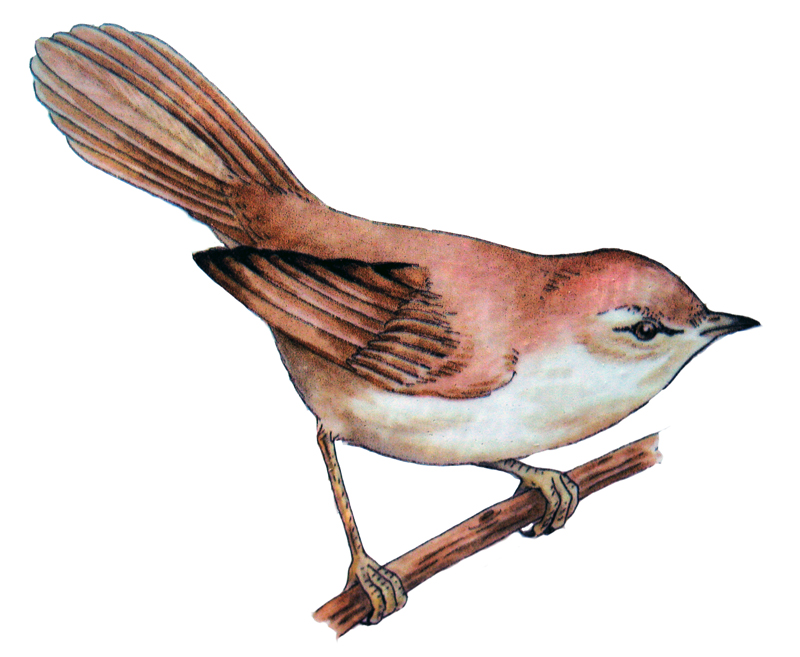
Nachtigall
[140]
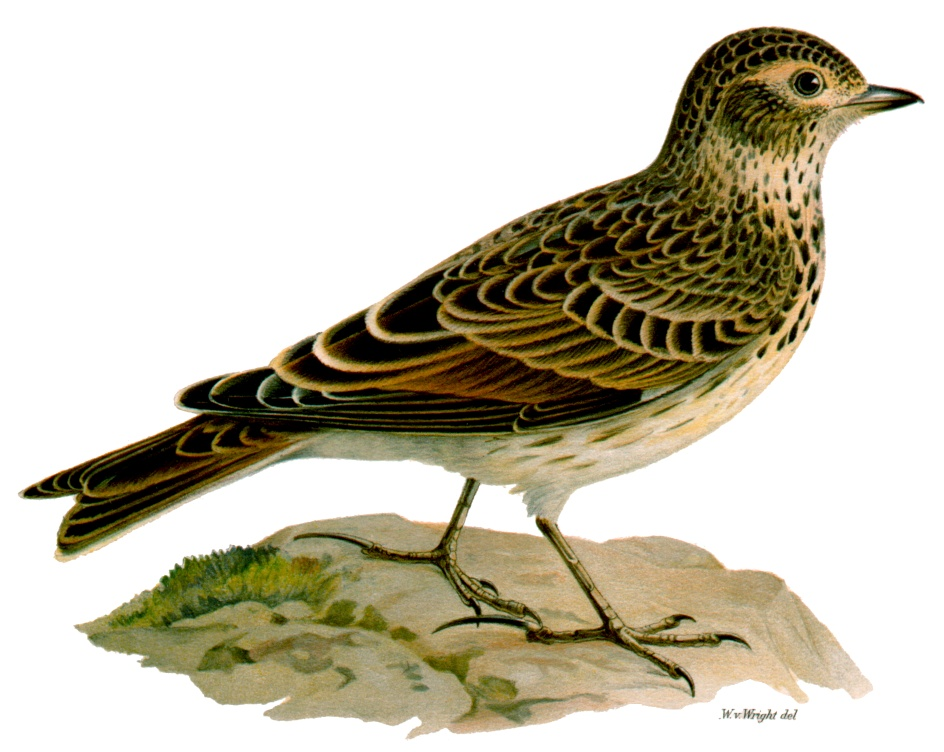
Lerche
[141]

„Es war die Lerche“ ist ein heiteres Trauerspiel von Ephraim Kishon, das sich mit der Spekulation befasst, was gewesen wäre wenn Julia rechtzeitig erwacht wäre und sie zusammen mit Romeo 29 Jahre später noch in Verona lebten. So bleibt das bekannteste Liebespaar der Weltgeschichte nicht von den Streitereien des Ehealltags verschont. Der Ballettlehrer Romeo und die Hausfrau Julia haben außerdem eine 14-jährige Tochter, die ihre Eltern verachtet:
„Aber was das Leben wirklich lebenswert macht, davon habt ihr keine Ahnung! Romeo und Julia! Was wisst denn ihr zwei von Liebe!“

## Es war einmal.
„Es war einmal“ ist der typische Märchenanfang der Brüder Grimm. Mit dieser Formel beginnen zum Beispiel:
- Rumpelstilzchen: „Es war einmal ein Müller, der war arm, aber er hatte eine schöne Tochter.“
- Rapunzel: „Es war einmal ein Mann und eine Frau, die hatten sich schon lange ein Kind gewünscht und nie eins bekommen, endlich aber ward die Frau guter Hoffnung.“
- Rotkäppchen: „Es war einmal eine kleine süße Dirn, die hatte jedermann lieb, der sie nur ansah, am allerliebsten aber ihre Großmutter, die wußte gar nicht, was sie alles dem Kind geben sollte.“

Diese einleitenden Worte werden heute in unterschiedlichen Zusammenhängen gebraucht:
- „Abgesang auf eine Disziplin: Es war einmal … der Radsport.“
- „Es war einmal ein Palästina: Juden und Araber vor der Staatsgründung Israels“
- „Es war einmal die Volkspartei.“

Es war einmal … (Originaltitel: Il était une fois…) ist eine französische Zeichentrickserie, die von 1978 bis 1995 vom Regisseur Albert Barillé geschaffen wurde und zum Ziel hatte, Kinder gleichermaßen zu unterhalten und zu unterrichten.
Es war einmal in Amerika (italienisch: C’era una volta in America) ist ein italienischer/US-amerikanischer Spielfilm von Sergio Leone.

## Es waren zwei Königskinder.

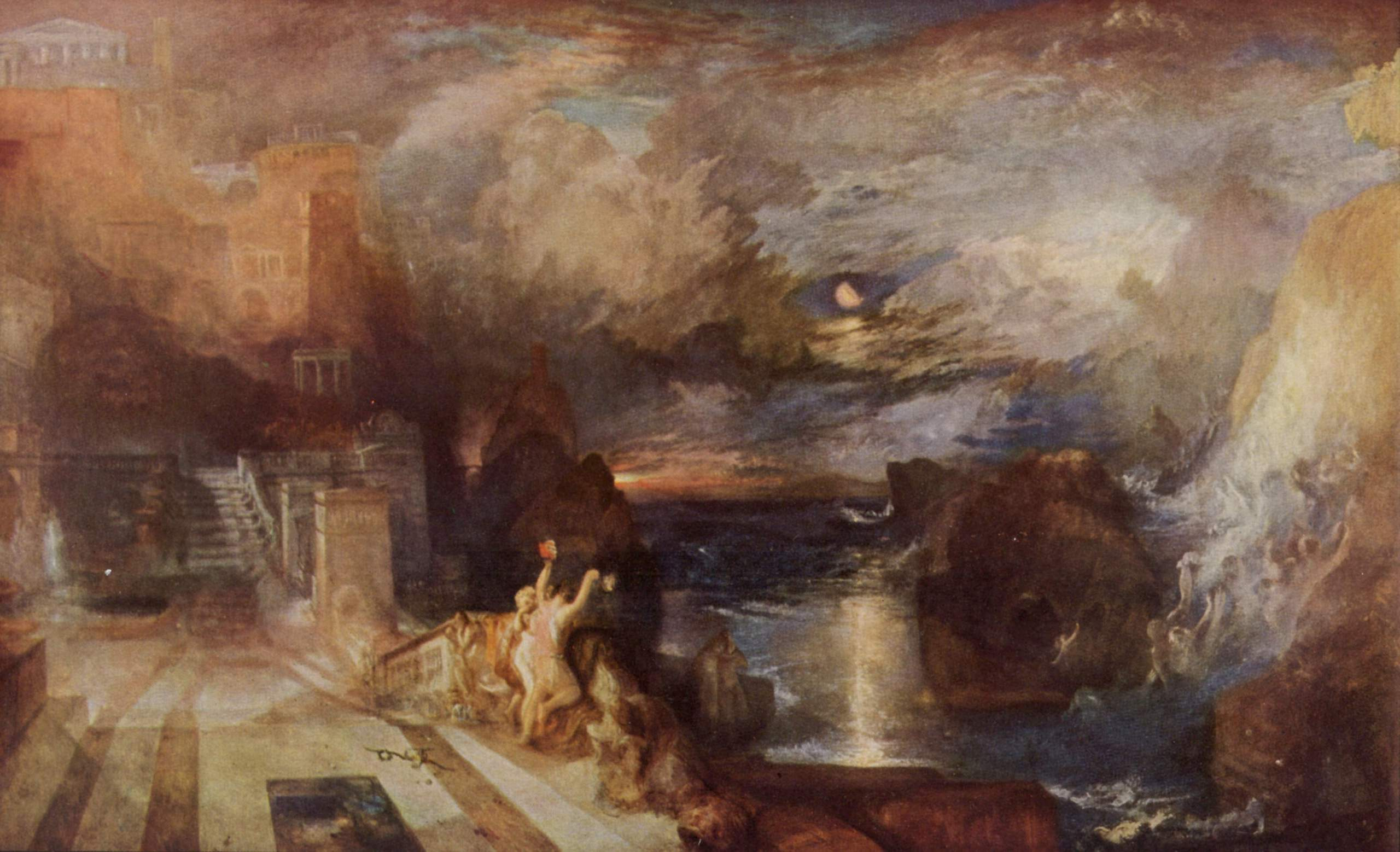
William Turner: Heros und Leanders Abschied

Dies ist der Anfang und der Titel eines bekannten Volkslieds Es waren zwei Königskinder. Das Zitat wird beispielsweise gebraucht, wenn von einer Beziehung die Rede ist, die aufgrund äußerer Umstände zum Scheitern verurteilt ist.
Das Lied behandelt das Motiv von Hero und Leander, zwei Gestalten aus der griechischen Mythologie. Hero war eine Aphroditepriesterin an der Meerenge Hellespont, den ihr Geliebter Leander allnächtlich durchschwamm, um mit ihr zusammen zu sein. Als die Lampe, die Hero aufgestellt hatte, in einem Sturm erlosch, verirrte er sich auf dem Meer und ertrank. Am folgenden Morgen entdeckte Hero seinen Leichnam und stürzte sich von einer Klippe in den Tod.
Ludwig Christoph Heinrich Hölty und Daniel Schiebeler travestierten den antiken Stoff in ihren Gedichten, die den umgestellten Titel Leander und Hero trugen.

## Es werde Licht!

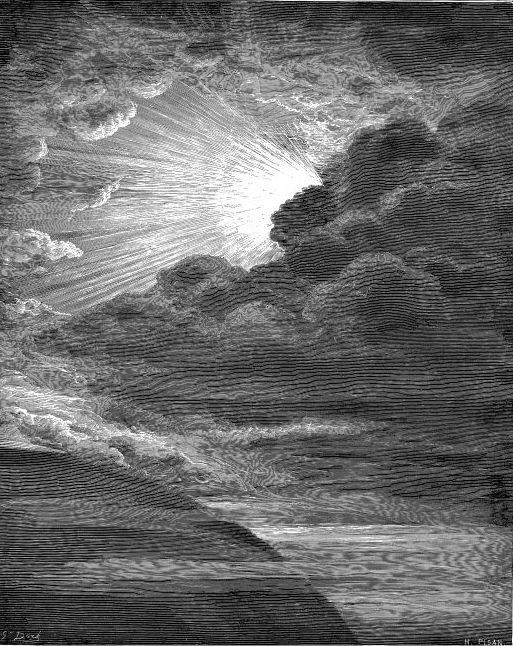
„Es werde Licht!“

Dieses Zitat aus der alttestamentlichen Schöpfungsgeschichte der Genesis ist eine wörtliche Übersetzung des hebräischen יְהִי אוֹר. Die bekannte lateinische Version ist „Fiat lux“. Es steht ganz am Anfang des Alten Testaments und ist die zentrale Aussage am ersten Schöpfungstag:
„1Im Anfang schuf Gott die Himmel und die Erde.
2Und die Erde war wüst und leer, und Finsternis war über der Tiefe; und der Geist Gottes schwebte über den Wassern.
3Und Gott sprach: Es werde Licht! und es ward Licht.
4Und Gott sah das Licht, daß es gut war; und Gott schied das Licht von der Finsternis.
5Und Gott nannte das Licht Tag, und die Finsternis nannte er Nacht. Und es ward Abend und es ward Morgen: erster Tag.“
Zum Thema Urknall schreibt Axel Tillemans auf wissenschaft.de unter der Überschrift „Zweimal hieß es: ‚Es werde Licht‘“:
„Gemäß der Bibel (Buch Genesis 1,3) reichte ein Wort Gottes, um die Welt zu erleuchten. Doch neuere astronomische Ergebnisse deuten darauf hin, dass ihm die ‚kosmische Funzel‘ wieder ausgegangen ist und er sich ein zweites Mal bemühen musste.“ Eine Milliarde Jahre nach dem Urknall waren große Teile des Universums noch nicht ionisiert, und das Universum befand sich noch immer im Dunklen Zeitalter.

## Es wird nie so viel gelogen wie vor der Wahl, während des Krieges und nach der Jagd.
Dieses Bonmot ist erstmals 1879 gedruckt feststellbar:
„Auch bemerkte ein Abgeordneter aus der ‚Gruppe Löwe‘ treffend: ‚Es wird nie mehr gelogen als vor der Wahl, während des Krieges und nach der Jagd.‘“
Erst Jahre nach dem Tod Otto von Bismarcks wurde es diesem zugeschrieben.
Als Urheber der Erkenntnis,
die Wahrheit sei das erste Opfer im Kriege,
wird gern Aeschylus oder auch Rudyard Kipling in Anspruch genommen. Erstmals wurde sie jedoch 1916 von dem Labour-Politiker Philip Snowden publiziert.
Allerdings trifft es zu, dass Winston Churchill auf der Teheran-Konferenz am 23. November 1943 zu Stalin sagte:
„Im Krieg ist die Wahrheit so kostbar, dass sie stets von einer Leibwache von Lügen umgeben sein sollte.“
Dabei ging es darum, Operation Overlord, die Planung einer Landung der Alliierten in der Normandie, unbedingt und mit allen Mitteln vor dem Gegner geheim zu halten.

## Es zieht wie Hechtsuppe
Das jiddische hech supha oder hech soppa bedeutet „starker Wind“. Ob das wirklich die Grundlage für das aus dem 19. Jahrhundert stammende geflügelte Wort Es zieht wie Hechtsuppe ist, kann nur vermutet werden. Mit dem Hecht und einer traditionellen Hechtsuppe, wie sie beim Schaffermahl in Stralsund gereicht wird, hat die Redewendung jedenfalls nichts zu tun.
Siehe auch: Liste deutscher Wörter aus dem Hebräischen und Jiddischen.

## Es zittern die morschen Knochen.
Umstrittenes Lied von Hans Baumann, Näheres siehe dort.

## Etwas ist faul im Staate Dänemarks.

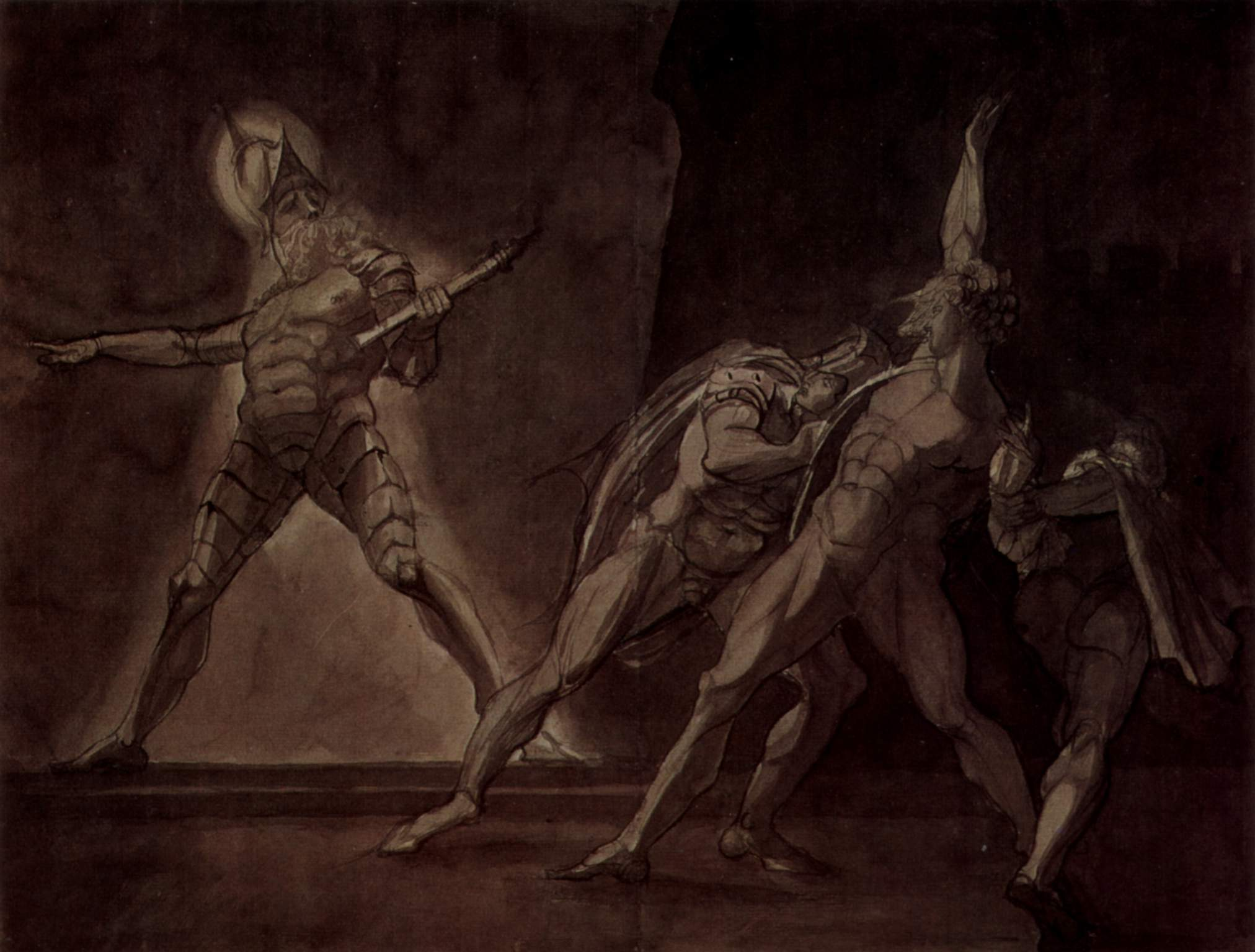
Johann Heinrich Füssli: Hamlet, Horatio und Marcellus und der Geist des toten Vaters

Der Ausspruch geht auf eine Aussage in William Shakespeares Theaterstück Hamlet zurück:
„Something is rotten in the state of Denmark.“
Hamlet, der Prinz von Dänemark, stellt nach seiner Rückkehr nach Hause fest, dass sein Vater ermordet wurde und nicht durch einen Schlangenbiss getötet wurde. Diese Ahnung täuscht nicht, Hamlets Vater, der König von Dänemark, wird von seinem eigenen Bruder, Claudius, ermordet. Nachts erscheint der Geist des Vaters. Nachdem der Geist und Hamlet weggegangen sind, spricht der Wachoffizier Marcellus mit Horatio:
Horatio
„Er kömmt ganz außer sich vor Einbildung.“
Marcellus
„Ihm nach! Wir dürfen ihm nicht so gehorchen.“
Horatio.
„Kommt, folgen wir! Welch Ende wird dies nehmen?“
Marcellus
„Etwas ist faul im Staate Dänemarks.“
Horatio
„Der Himmel wird es lenken.“
Marcellus
„Laßt uns gehn.“

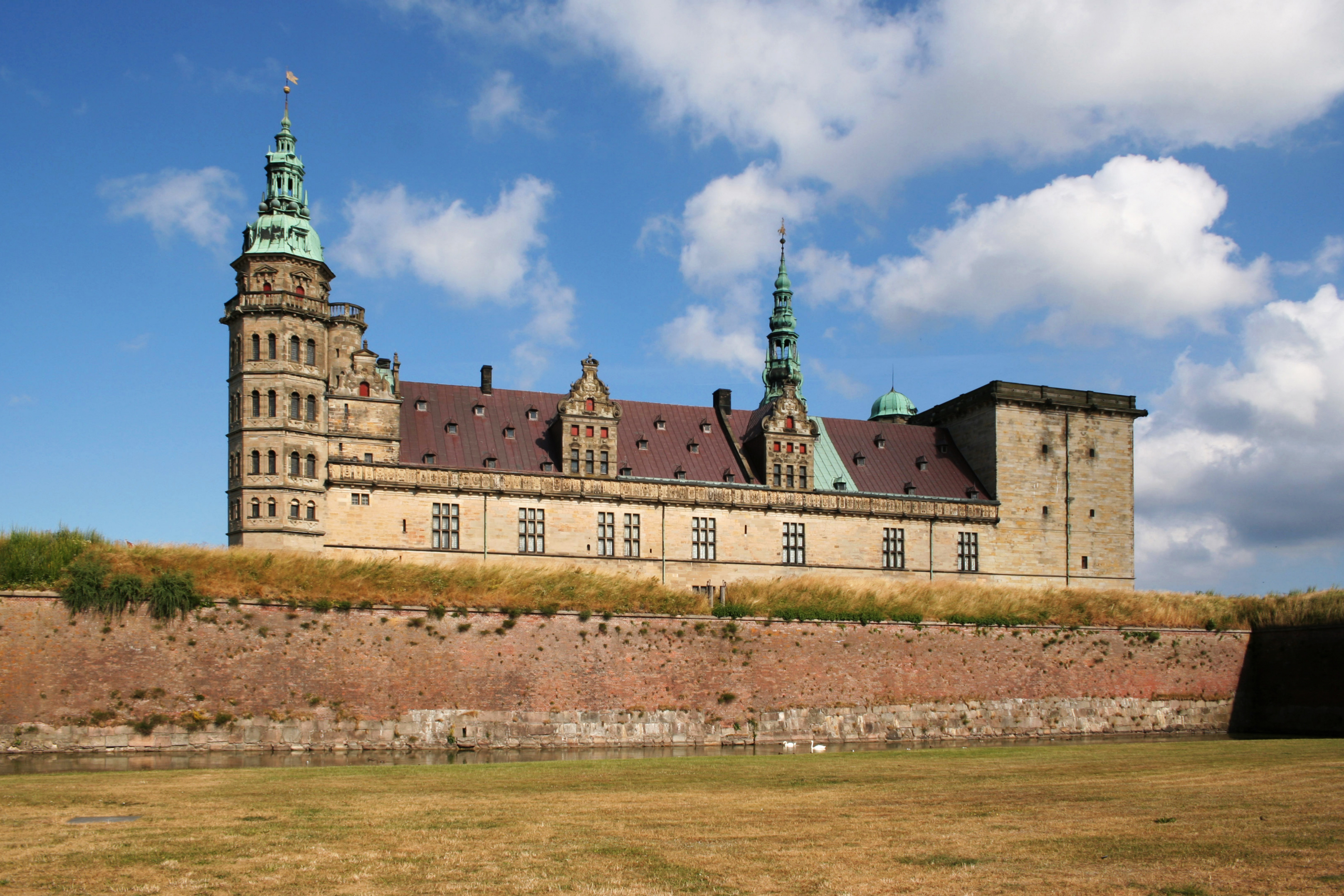
Schloss Kronborg in Helsingør

Zu einer Inszenierung von Hamlet in Kopenhagen schreibt Michael Kircher im Juli 2002:
„Der Hamlet ist ein dänisches Nationalepos. Hamlet war Prinz von Dänemark. Shakespeare hat den Schauplatz seines Dramas nach ‚Elsinore‘ verlegt, ins dänische Helsingör, wo Schloß Kronborg als klassische Kulisse gilt, auch wenn der wirkliche Hamlet ein Prinz aus Jütland war. ‚Etwas ist faul im Staate Dänemark‘ zählt zu den Klischees, dem kaum ein Berichterstatter widerstehen kann.“
Wenn dieser vielzitierte Shakespeare-Satz an unpassender Stelle erscheint, kann es zu diplomatischen Verstimmungen kommen:
„So übersetzte bei einer EU-Sitzung ein deutscher Dolmetscher die Wendung ‚something is rotten here‘ mit ‚etwas ist faul im Staate Dänemark‘ – wohl um seine Literaturkenntnisse unter Beweis zu stellen. Die dänische Delegation, die der deutschen Verdolmetschung zuhören mußte, protestierte laut.“
Wenn „etwas faul im Staate Dänemarks“ sein soll, wird vermutet, dass etwas nicht in Ordnung ist, was auch auf andere Staaten angewendet wird, wie zum Beispiel:
- „Etwas ist faul im Staate Deutschland.“
- „Es ist etwas faul im Staate Türkei.“

## Etwas mit einem lachenden und einem weinenden Auge sehen
Diese Redewendung geht ebenfalls auf William Shakespeares Theaterstück Hamlet zurück.
Dort heißt es:
„With one auspicious and one dropping eye.“
Christoph Martin Wieland übersetzte 1766:
„das eine Auge von hochzeitlicher Freude glänzend, das andere von Thränen überfliessend.“
1798 heißt es in der Übersetzung von August Wilhelm Schlegel:
„Mit einem heitern, einem nassen Auge.“
Die Redewendung wird verwendet, wenn jemand von einer Sache sowohl eine schlechte als auch eine gute Seite sieht.

## Eulen nach Athen tragen

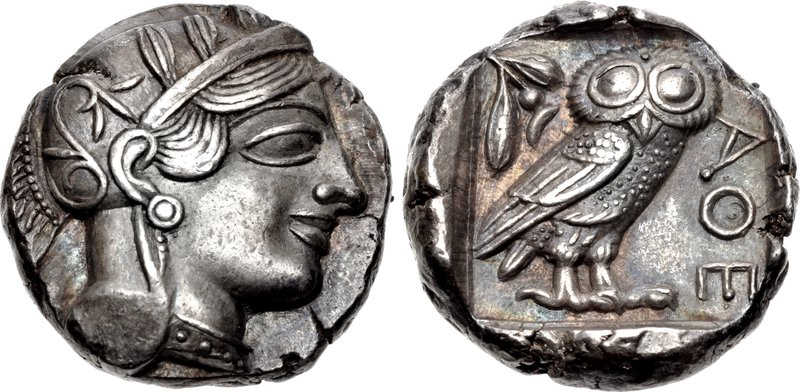
Griechische Drachme

Die Redewendung Eulen nach Athen tragen steht für eine überflüssige Tätigkeit. Sie geht auf den Dichter Aristophanes zurück, der den Ausspruch in seiner satirischen Komödie „Die Vögel“ prägte. Dort wird in Vers 301 eine herbeifliegende Eule mit den folgenden Worten kommentiert:
Pisthetairos: „Siehst du dort die Eul’?“
Euelpides: „Ich bitte, ‚bringt man Eulen nach Athen‘?‘“
Eulen gab es als Symbol der Göttin Athene, der Schutzgöttin der Stadt, sehr viele. Wahrscheinlich ist auch, dass Aristophanes sich auf die Münzen bezog, auf denen eine Eule geprägt war. Aristophanes bezeichnete es als überflüssig, ins reiche Athen Silbermünzen (mit der Eule) zu schicken.
Auf Griechisch heißt die Redewendung:
„γλαῦκ’ Ἀθήναζε“ oder „γλαῦκ’ εἰς Ἀθήνας“
glauk’ Athēnaze oder glauk’ eis Athēnās
„Eule nach Athen“

## Everybody’s Darling, Everybody’s Depp.
Diese – teils englische, teils deutsche – Feststellung stammt vom ehemaligen bayerischen Politiker Franz Josef Strauß, der
diesen Gedanken noch weiterführte, indem er sagt:
„Ich halte viel von Bescheidenheit, doch manchmal halte ich es auch mit Goethe: Nur Lumpen sind bescheiden […] Heute bin ich erstaunlicherweise von Kritik verschont geblieben. Darum übe ich sie selbst an mir, damit ich sie widerlegen kann.“
In einem Artikel über Günther Beckstein, seinen Nachfolger im Amt des bayerischen Ministerpräsidenten, schreibt Peter Fahrenholz in der Süddeutschen Zeitung:
„Sollte es Becksteins Strategie sein, es bis zur Landtagswahl im nächsten Jahr allen recht zu machen, um damit ein gutes Wahlergebnis zu erzielen und dann erst mit dem Regieren anzufangen, wäre das eine gefährliche Strategie. Schon Franz Josef Strauß hat gewusst: Wer ‚Everybody’s Darling‘ sein will, ist schnell ‚Everybody’s Depp‘.“
Vom ehemaligen deutschen Bundeskanzler Gerhard Schröder stammt eine Variante:
„Wer versucht jedermanns Darling zu sein, wird schnell everybody’s Armleuchter.“

## Experto credite.
Dieses Zitat aus der Aeneis des römischen Dichters Vergil lautet auf Lateinisch vollständig:
„Experto credite quantus // in clipeum adsurgat, quo turbine torqueat hastam.“
Der Argiver Diomedes rät seinen Landsleuten sich mit den Trojanern zu verbünden und bekräftigt dies mit seinen eigenen Erfahrungen.
Die Wendung ist auch in Ovids Ars amandi zu finden und, umgestellt in „crede experto“.
Es bedeutet so viel wie „Glaubt dem, der es erfahren hat.“ Heute wird es gebraucht im Sinn von „Glaubt dem, der etwas davon versteht.“
„Crede experto!“ (oder „audi expertum“) schreibt Bernhard von Clairvaux in einem Brief.

## Expressis verbis
Diese lateinische Redensart (deutsch: mit ausdrücklichen Worten) findet sich in der Schrift De Scientia Christi (Von der Wissenschaft Christi) des scholastischen Kirchenlehrers Bonaventura.
Sie wird heute benutzt, wenn jemand eine Sache sehr deutlich und pointiert ausdrückt, sodass Missverständnisse ausgeschlossen sind, aber auch um zu unterstreichen, dass jemand genau die Worte verwendet hat, mit denen er zitiert wird.

## Extra ecclesiam nulla salus.
Kurzform eines lateinischen Satzes des Kirchenschriftstellers Cyprian von Karthago:
„Extra ecclesiam salus non est.“
„Außerhalb der Kirche gibt es kein Heil.“